# Lista de espécies da família Salticidae
Esta página faz a listagem de todas as espécies descritas da família Salticidae (aranhas-saltadoras)
Ver também: Lista de géneros da família Salticidae
___NOTOC___

## Abracadabrella
Abracadabrella Zabka, 1991
- Abracadabrella birdsville Zabka, 1991 (Queensland)
- Abracadabrella elegans (L. Koch, 1879) (Queensland)
- Abracadabrella lewiston Zabka, 1991 (Austrália do Sul)

## Acragas
Acragas Simon, 1900
- Acragas carinatus Crane, 1943 (Venezuela)
- Acragas castaneiceps Simon, 1900 (Brasil)
- Acragas erythraeus Simon, 1900 (Brasil)
- Acragas fallax (Peckham & Peckham, 1896) (Panamá)
- Acragas hieroglyphicus (Peckham & Peckham, 1896) (México para o Panamá)
- Acragas humaitae Bauab & Soares, 1978 (Brasil)
- Acragas humilis Simon, 1900 (Brasil)
- Acragas leucaspis Simon, 1900 (Venezuela)
- Acragas longimanus Simon, 1900 (Brasil)
- Acragas longipalpus (Peckham & Peckham, 1885) (Guatemala)
- Acragas mendax Bauab & Soares, 1978 (Brasil)
- Acragas miniaceus Simon, 1900 (Peru, Brasil)
- Acragas nigromaculatus (Mello-Leitão, 1922) (Brasil)
- Acragas pacatus (Peckham & Peckham, 1896) (América Central)
- Acragas peckhami (Chickering, 1946) (Panamá)
- Acragas procalvus Simon, 1900 (Peru)
- Acragas quadriguttatus (F. O. P.-Cambridge, 1901) (México para o Panamá)
- Acragas rosenbergi Simon, 1901 (Equador)
- Acragas trimaculatus Mello-Leitão, 1917 (Brasil)
- Acragas zeteki (Chickering, 1946) (Panamá)

## Admestina
Admestina Peckham & Peckham, 1888
- Admestina archboldi Piel, 1992 (Estados Unidos)
- Admestina tibialis (C. L. Koch, 1846) (Estados Unidos)
- Admestina wheeleri Peckham & Peckham, 1888 (Estados Unidos, Canadá)

## Admesturius
Admesturius Galiano, 1988
- Admesturius bitaeniatus (Simon, 1901) (Chile)
- Admesturius schajovskoyi Galiano, 1988 (Chile, Argentina)

## Adoxotoma
Adoxotoma Simon, 1909
- Adoxotoma bargo Zabka, 2001 (Nova Gales do Sul)
- Adoxotoma chionopogon Simon, 1909 (Austrália Ocidental)
- Adoxotoma forsteri Zabka, 2004 (Nova Zelândia)
- Adoxotoma hannae Zabka, 2001 (Nova Gales do Sul)
- Adoxotoma justyniae Zabka, 2001 (Nova Gales do Sul)
- Adoxotoma nigroolivacea Simon, 1909 (Austrália Ocidental)

## Aelurillus
Aelurillus Simon, 1884
- Aelurillus aeruginosus (Simon, 1871) (Mediterrâneo)
- Aelurillus afghanus Azarkina, 2006 (Afeganistão)
- Aelurillus andreevae Nenilin, 1984 (Ásia Central)
- Aelurillus angularis Prószyn'ski, 2000 (Israel)
- Aelurillus ater (Kroneberg, 1875) (Ásia Central)
- Aelurillus balearus Azarkina, 2006 (Canárias, Ilhas Baleares)
- Aelurillus basseleti (Lucas, 1846) (Argélia, Tunísia)
- Aelurillus blandus (Simon, 1871) (Grécia, Creta)
- Aelurillus bokerinus Prószyn'ski, 2003 (Israel)
- Aelurillus bosmansi Azarkina, 2006 (Espanha)
- Aelurillus brutus Wesolowska, 1996 (Turcomenistão, Cazaquistão)
- Aelurillus catherinae Prószyn'ski, 2000 (Egito)
- Aelurillus catus Simon, 1885 (Senegal)
- Aelurillus cognatus (O. P.-Cambridge, 1872) (Líbano)
- Aelurillus concolor Kulczyn'ski, 1901 (Macedônia, Irã, Ásia Central)
- Aelurillus conveniens (O. P.-Cambridge, 1872) (Egito, Israel, Síria)
- Aelurillus cretensis Azarkina, 2002 (Creta)
- Aelurillus cristatopalpus Simon, 1902 (África do Sul)
- Aelurillus cypriotus Azarkina, 2006 (Chipre)
- Aelurillus dorthesi (Audouin, 1826) (Egito)
- Aelurillus dubatolovi Azarkina, 2003 (Ásia Central)
- Aelurillus faragallai Prószyn'ski, 1993 (Arábia Saudita, Iêmen)
- Aelurillus gershomi Prószyn'ski, 2000 (Israel)
- Aelurillus guecki Metzner, 1999 (Grécia)
- Aelurillus helvenacius Logunov, 1993 (Mongólia)
- Aelurillus hirtipes Denis, 1960 (África do Norte)
- Aelurillus improvisus Azarkina, 2002 (Índia)
- Aelurillus jerusalemicus Prószyn'ski, 2000 (Israel)
- Aelurillus kochi Roewer, 1951 (Grécia, Israel, Síria)
- Aelurillus kopetdaghi Wesolowska, 1996 (Turcomenistão)
- Aelurillus kronestedti Azarkina, 2004 (Sri Lanka)
- Aelurillus laniger Logunov & Marusik, 2000 (Cazaquistão)
- Aelurillus latebricola Spassky, 1941 (Tadjiquistão)
- Aelurillus leipoldae (Metzner, 1999) (Creta)
- Aelurillus logunovi Azarkina, 2004 (Afeganistão, Paquistão)
- Aelurillus lopadusae Cantarella, 1983 (Itália, Argélia)
- Aelurillus lucasi Roewer, 1951 (Canárias, Ilhas Selvagens)
- Aelurillus luctuosus (Lucas, 1846) (Mediterrâneo para o Turcomenistão)
- Aelurillus lutosus (Tyschchenko, 1965) (Casaquistão, Quirguistão)
- Aelurillus marusiki Azarkina, 2002 (Irã)
- Aelurillus minimontanus Azarkina, 2002 (Índia)
- Aelurillus mirabilis Wesolowska, 2006 (Namíbia)
- Aelurillus m-nigrum Kulczyn'ski, 1891 (Região paleártica)
- Aelurillus monardi (Lucas, 1846) (Mediterrâneo)
- Aelurillus muganicus Dunin, 1984 (Azerbaijão)
- Aelurillus nabataeus Prószyn'ski, 2003 (Israel)
- Aelurillus nenilini Azarkina, 2002 (Turcomenistão, Usbequistão, Casaquistão)
- Aelurillus numidicus (Lucas, 1846) (Argélia)
- Aelurillus plumipes (Thorell, 1875) (Argélia, Tunísia)
- Aelurillus politiventris (O. P.-Cambridge, 1872) (Grécia para Israel)
- Aelurillus quadrimaculatus Simon, 1889 (Índia, Sri Lanka)
- Aelurillus reconditus Wesolowska & van Harten, 1994 (Iêmen)
- Aelurillus rugatus (Bösenberg & Lenz, 1895) (Tanzânia)
- Aelurillus sahariensis Berland & Millot, 1941 (Mali)
- Aelurillus schembrii Cantarella, 1982 (Sicília, Malta)
- Aelurillus simoni (Lebert, 1877) (Suíça)
- Aelurillus simplex (Herman, 1879) (Hungria)
- Aelurillus spinicrus (Simon, 1871) (Marrocos)
- Aelurillus stanislawi (Prószyn'ski, 1999) (Israel, Síria, Etiópia)
- Aelurillus steinmetzi Metzner, 1999 (Grécia)
- Aelurillus steliosi Dobroruka, 2002 (Creta)
- Aelurillus subaffinis Caporiacco, 1947 (Etiópia)
- Aelurillus subfestivus Saito, 1934 (Japão)
- Aelurillus unitibialis Azarkina, 2002 (Irã)
- Aelurillus v-insignitus (Clerck, 1757) (Região paleártica)
  - Aelurillus v-insignitus morulus (Simon, 1937) (França)
  - Aelurillus v-insignitus obsoletus Kulczyn'ski, 1891 (Leste Europeu)

## Afraflacilla
Afraflacilla Berland & Millot, 1941
- Afraflacilla antineae (Denis, 1954) (Algeria)
- Afraflacilla asorotica (Simon, 1890) (Saudi Arabia, Israel, Yemen)
- Afraflacilla bamakoi Berland & Millot, 1941 (Sudan)
- Afraflacilla berlandi Denis, 1955 (Libya)
- Afraflacilla braunsi (G. W. Peckham & E. G. Peckham, 1903) (África do Sul)
- Afraflacilla courti Zabka, 1993 (New Guinea)
- Afraflacilla epiblemoides (Chyzer, 1891) (Central, Eastern Europe)
- Afraflacilla grayorum Zabka, 1993 (Western Australia, Queensland)
- Afraflacilla gunbar Zabka & Gray, 2002 (New South Wales)
- Afraflacilla huntorum Zabka, 1993 (Western Australia, Victoria)
- Afraflacilla millidgei Zabka & Gray, 2002 (Western Australia)
- Afraflacilla risbeci Berland & Millot, 1941 (Senegal)
- Afraflacilla scenica Denis, 1955 (Niger)
- Afraflacilla similis Berland & Millot, 1941 (Senegal)
- Afraflacilla stridulator Zabka, 1993 (Western Australia)
- Afraflacilla vestjensi Zabka, 1993 (Northern Territory)
- Afraflacilla wadis (Prószyn'ski, 1989) (Saudi Arabia, Israel, Yemen)
- Afraflacilla yeni Zabka, 1993 (Victoria)

## Afrobeata
Afrobeata Caporiacco, 1941
- Afrobeata firma Wesolowska & van Harten, 1994 (Socotra)
- Afrobeata latithorax Caporiacco, 1941 (Ethiopia)
- Afrobeata magnifica Wesolowska & Russell-Smith, 2000 (Tanzania)

## Afromarengo
Afromarengo Benjamin, 2004
- Afromarengo coriacea (Simon, 1900) (Central, East, Southern Africa)
- Afromarengo lyrifera (Wanless, 1978) (Angola)

## Agassa
Agassa Simon, 1901
- Agassa cyanea (Hentz, 1846) (USA)

## Agelista
Agelista Simon, 1900
- Agelista andina Simon, 1900 (Brazil, Paraguay, Argentina)

## Agobardus
Agobardus Keyserling, 1885
- Agobardus anormalis Keyserling, 1885 (West Indies)
  - Agobardus anormalis montanus Bryant, 1943 (Hispaniola)
- Agobardus blandus Bryant, 1947 (Puerto Rico)
- Agobardus brevitarsus Bryant, 1943 (Hispaniola)
- Agobardus cubensis (Franganillo, 1935) (Cuba)
- Agobardus fimbriatus Bryant, 1940 (Cuba)
- Agobardus keyserlingi Bryant, 1940 (Cuba)
- Agobardus mandibulatus Bryant, 1940 (Cuba)
- Agobardus mundus Bryant, 1940 (Cuba)
- Agobardus obscurus Bryant, 1943 (Hispaniola)
- Agobardus perpilosus Bryant, 1943 (Hispaniola)
- Agobardus prominens Bryant, 1940 (Cuba)

## Agorius
Agorius Thorell, 1877
- Agorius baloghi Szüts, 2003 (New Guinea, New Britain)
- Agorius borneensis Edmunds & Prószyn'ski, 2001 (Borneo)
- Agorius cinctus Simon, 1901 (Java, Lombok)
- Agorius constrictus Simon, 1901 (Singapore)
- Agorius formicinus Simon, 1903 (Sumatra)
- Agorius gracilipes Thorell, 1877 (Sulawesi)
- Agorius semirufus Simon, 1901 (Philippines)

## Aillutticus
Aillutticus Galiano, 1987
- Aillutticus nitens Galiano, 1987 (Argentina, Brazil)
- Aillutticus pinquidor Galiano, 1987 (Argentina)
- Aillutticus rotundus Galiano, 1987 (Brazil)

## Akela
Akela Peckham & Peckham, 1896
- Akela charlottae Peckham & Peckham, 1896 (Guatemala, Panama)
- Akela fulva Dyal, 1935 (Pakistan)
- Akela ruricola Galiano, 1999 (Brazil, Uruguay, Argentina)

## Albionella
Albionella Chickering, 1946
- Albionella chickeringi Caporiacco, 1954 (French Guiana)
- Albionella guianensis Caporiacco, 1954 (French Guiana)
- Albionella propria Chickering, 1946 (Panama)

## Alcmena
Alcmena C. L. Koch, 1846
- Alcmena amabilis C. L. Koch, 1846 (Mexico)
- Alcmena psittacina C. L. Koch, 1846 (Brazil)
- Alcmena trifasciata Caporiacco, 1954 (French Guiana)
- Alcmena tristis Mello-Leitão, 1945 (Argentina)
- Alcmena vittata Karsch, 1880 (Venezuela)

## Alfenus
Alfenus Simon, 1902
- Alfenus calamistratus Simon, 1902 (Congo)
- Alfenus chrysophaeus Simon, 1903 (Equatorial Guinea or Cameroon)

## Allococalodes
Allococalodes Wanless, 1982
- Allococalodes alticeps Wanless, 1982 (New Guinea)
- Allococalodes cornutus Wanless, 1982 (New Guinea)

## Allodecta
Allodecta Bryant, 1950
- Allodecta maxillaris Bryant, 1950 (Jamaica)

## Amatorculus
Amatorculus Ruiz & Brescovit, 2005
- Amatorculus stygius Ruiz & Brescovit, 2005 (Brazil)

## Amphidraus
Amphidraus Simon, 1900
- Amphidraus argentinensis Galiano, 1997 (Argentina)
- Amphidraus auriga Simon, 1900 (Bolivia)
- Amphidraus duckei Galiano, 1967 (Brazil)
- Amphidraus santanae Galiano, 1967 (Brazil)

## Amycus
Amycus C. L. Koch, 1846
- Amycus amrishi Makhan, 2006 (Surinam)
- Amycus annulatus Simon, 1900 (Brazil)
- Amycus ectypus Simon, 1900 (Peru, Brazil)
- Amycus effeminatus Caporiacco, 1954 (French Guiana)
- Amycus equulus Simon, 1900 (Brazil)
- Amycus flavicomis Simon, 1900 (Brazil, Argentina)
- Amycus flavolineatus C. L. Koch, 1846 (Mexico)
- Amycus igneus (Perty, 1833) (Brasil)
- Amycus lycosiformis Taczanowski, 1878 (Peru)
- Amycus patellaris (Caporiacco, 1954) (French Guiana)
- Amycus pertyi Simon, 1900 (Peru)
- Amycus rufifrons Simon, 1900 (Brazil)
- Amycus spectabilis C. L. Koch, 1846 (Peru, Brazil)

## Anarrhotus
Anarrhotus Simon, 1902
- Anarrhotus fossulatus Simon, 1902 (Malaysia)

## Anasaitis
Anasaitis Bryant, 1950
- Anasaitis canosa (Walckenaer, 1837) (USA, Cuba)
- Anasaitis decoris Bryant, 1950 (Jamaica)
- Anasaitis morgani (Peckham & Peckham, 1901) (Jamaica, Hispaniola)
- Anasaitis scintilla Bryant, 1950 (Jamaica)
- Anasaitis venatoria (Peckham & Peckham, 1901) (Jamaica)

## Anaurus
Anaurus Simon, 1900
- Anaurus flavimanus Simon, 1900 (Brazil)

## Anicius
Anicius Chamberlin, 1925
- Anicius dolius Chamberlin, 1925 (Mexico)

## Anokopsis
Anokopsis Bauab & Soares, 1980
- Anokopsis avitoides Bauab & Soares, 1980 (Brazil)

## Antillattus
Antillattus Bryant, 1943
- Antillattus gracilis Bryant, 1943 (Hispaniola)
- Antillattus placidus Bryant, 1943 (Hispaniola)

## Aphirape
Aphirape C. L. Koch, 1850
- Aphirape ancilla (C. L. Koch, 1846) (Brazil)
- Aphirape boliviensis Galiano, 1981 (Bolivia, Argentina)
- Aphirape flexa Galiano, 1981 (Argentina, Uruguay)
- Aphirape gamas Galiano, 1996 (Brazil, Argentina)
- Aphirape misionensis Galiano, 1981 (Argentina, Brazil)
- Aphirape riojana (Mello-Leitão, 1941) (Argentina)
- Aphirape riparia Galiano, 1981 (Argentina)
- Aphirape uncifera (Tullgren, 1905) (Argentina)

## Arachnomura
Arachnomura Mello-Leitão, 1917
- Arachnomura adfectuosa Galiano, 1977 (Argentina)
- Arachnomura hieroglyphica Mello-Leitão, 1917 (Brazil)

## Arachnotermes
Arachnotermes Mello-Leitão, 1928
- Arachnotermes termitophilus Mello-Leitão, 1928 (Brazil)

## Araegeus
Araegeus Simon, 1901
- Araegeus fornasinii (Pavesi, 1881) (Mozambique)
- Araegeus mimicus Simon, 1901 (South Africa)

## Arasia
Arasia Simon, 1901
- Arasia eucalypti Gardzinska, 1996 (New Guinea)
- Arasia mollicoma (L. Koch, 1880) (Queensland)
- Arasia mullion Zabka, 2002 (New South Wales)

## Arnoliseus
Arnoliseus Braul, 2002
- Arnoliseus calcarifer (Simon, 1902) (Brazil)
- Arnoliseus graciosa Braul & Lise, 2002 (Brazil)

## Artabrus
Artabrus Simon, 1902
- Artabrus erythrocephalus (C. L. Koch, 1846) (Java, Singapore)
- Artabrus jolensis Simon, 1902 (Philippines)
- Artabrus planipudens (Karsch, 1881) (Gilbert Is.)

## Aruana
Aruana Strand, 1911
- Aruana silvicola Strand, 1911 (Aru Is.)
- Aruana vanstraeleni (Roewer, 1938) (New Guinea)

## Asaphobelis
Asaphobelis Simon, 1902
- Asaphobelis physonychus Simon, 1902 (Brazil)

## Asaracus
Asaracus C. L. Koch, 1846
- Asaracus megacephalus C. L. Koch, 1846 (Brazil)
- Asaracus pauciaculeis Caporiacco, 1947 (Guyana)
- Asaracus roeweri Caporiacco, 1947 (Guyana)
- Asaracus rufociliatus (Simon, 1902) (Brazil, Guyana)
- Asaracus semifimbriatus (Simon, 1902) (Brazil)
- Asaracus venezuelicus (Caporiacco, 1955) (Venezuela)

## Ascyltus
Ascyltus Karsch, 1878
- Ascyltus audax (Rainbow, 1897) (Funafuti)
- Ascyltus divinus Karsch, 1878 (Queensland, Fiji)
- Ascyltus ferox (Rainbow, 1897) (Funafuti)
- Ascyltus lautus (Keyserling, 1881) (New Guinea, Samoa)
- Ascyltus minahassae Merian, 1911 (Sulawesi)
- Ascyltus opulentus (Walckenaer, 1837) (Tonga)
- Ascyltus pterygodes (L. Koch, 1865) (Pacific Is.)
- Ascyltus rhizophora Berry, Beatty & Prószyn'ski, 1997 (Fiji)
- Ascyltus similis Berry, Beatty & Prószyn'ski, 1997 (Fiji, Samoa)

## Asemonea
Asemonea O. P.-Cambridge, 1869
- Asemonea crinita Wanless, 1980 (Ivory Coast)
- Asemonea cristata Thorell, 1895 (Myanmar)
- Asemonea fimbriata Wanless, 1980 (Angola)
- Asemonea flava Wesolowska, 2001 (Kenya)
- Asemonea liberiensis Wanless, 1980 (Liberia)
- Asemonea maculata Wanless, 1980 (Ivory Coast)
- Asemonea minuta Wanless, 1980 (Angola)
- Asemonea murphyae Wanless, 1980 (Kenya)
- Asemonea ornatissima Peckham & Wheeler, 1889 (Madagascar)
- Asemonea pallida Wesolowska, 2001 (Kenya)
- Asemonea picta Thorell, 1895 (Myanmar)
- Asemonea pinangensis Wanless, 1980 (Malaysia)
- Asemonea pulchra Berland & Millot, 1941 (Central, West Africa)
- Asemonea santinagarensis (Biswas & Biswas, 1992) (India)
- Asemonea serrata Wesolowska, 2001 (Kenya)
- Asemonea sichuanensis Song & Chai, 1992 (China)
- Asemonea stella Wanless, 1980 (Kenya, Tanzania, Queensland)
- Asemonea tanikawai Ikeda, 1996 (Okinawa)
- Asemonea tenuipes (O. P.-Cambridge, 1869) (Sri Lanka to Thailand)
- Asemonea virgea Wesolowska & Szüts, 2003 (Congo)

## Ashtabula
Ashtabula Peckham & Peckham, 1894
- Ashtabula bicristata (Simon, 1901) (Venezuela)
- Ashtabula cuprea Mello-Leitão, 1946 (Uruguay)
- Ashtabula dentata F. O. P.-Cambridge, 1901 (Guatemala to Panama)
- Ashtabula dentichelis Simon, 1901 (Venezuela)
- Ashtabula furcillata Crane, 1949 (Venezuela)
- Ashtabula glauca Simon, 1901 (Mexico)
- Ashtabula montana Chickering, 1946 (Panama)
- Ashtabula sexguttata Simon, 1901 (Brazil)
- Ashtabula zonura Peckham & Peckham, 1894 (Colombia)

## Asianellus
Asianellus Logunov & Heciak, 1996
- Asianellus festivus (C. L. Koch, 1834) (Palearctic)
- Asianellus kazakhstanicus Logunov & Heciak, 1996 (Kazakhstan, Russia)
- Asianellus kuraicus Logunov & Marusik, 2000 (Russia)
- Asianellus ontchalaan Logunov & Heciak, 1996 (Russia)
- Asianellus potanini (Schenkel, 1963) (Kazakhstan to China)

## Astia
Astia L. Koch, 1879
- Astia colemani Wanless, 1988 (Queensland)
- Astia hariola L. Koch, 1879 (Queensland, New South Wales)
- Astia nodosa L. Koch, 1879 (Queensland)

## Atelurius
Atelurius Simon, 1901
- Atelurius segmentatus Simon, 1901 (Venezuela, Brazil)

## Athamas
Athamas O. P.-Cambridge, 1877
- Athamas debakkeri Szüts, 2003 (New Ireland)
- Athamas guineensis Jendrzejewska, 1995 (New Guinea)
- Athamas kochi Jendrzejewska, 1995 (Tahiti)
- Athamas nitidus Jendrzejewska, 1995 (New Guinea)
- Athamas tahitensis Jendrzejewska, 1995 (Tahiti)
- Athamas whitmeei O. P.-Cambridge, 1877 (New Hebrides, Polynesia)

## Atomosphyrus
Atomosphyrus Simon, 1902
- Atomosphyrus breyeri Galiano, 1966 (Argentina)
- Atomosphyrus tristiculus Simon, 1902 (Chile)

## Attidops
Attidops Banks, 1905
- Attidops cinctipes (Banks, 1900) (USA)
- Attidops cutleri Edwards, 1999 (USA, Mexico)
- Attidops nickersoni Edwards, 1999 (USA)
- Attidops youngi (Peckham & Peckham, 1888) (USA, Canada)

## Attulus
Attulus Simon, 1889
- Attulus helveolus (Simon, 1871) (Europe)

## Augustaea
Augustaea Szombathy, 1915
- Augustaea formicaria Szombathy, 1915 (Singapore)

## Avarua
Avarua Marples, 1955
- Avarua satchelli Marples, 1955 (Cook Is.)

## Avitus
Avitus Peckham & Peckham, 1896
- Avitus anumbi Mello-Leitão, 1940 (Brazil)
- Avitus castaneonotatus Mello-Leitão, 1939 (Argentina)
- Avitus diolenii Peckham & Peckham, 1896 (Panama)
- Avitus longidens Simon, 1901 (Argentina)
- Avitus taylori (Peckham & Peckham, 1901) (Jamaica)
- Avitus variabilis Mello-Leitão, 1945 (Argentina)

## Bacelarella
Bacelarella Berland & Millot, 1941
- Bacelarella conjugans Szüts & Jocqué, 2001 (Ivory Coast)
- Bacelarella dracula Szüts & Jocqué, 2001 (Ivory Coast)
- Bacelarella fradei Berland & Millot, 1941 (West Africa, Congo, Malawi)
- Bacelarella iactans Szüts & Jocqué, 2001 (Ivory Coast)
- Bacelarella pavida Szüts & Jocqué, 2001 (Ivory Coast)
- Bacelarella tanohi Szüts & Jocqué, 2001 (Ivory Coast)
- Bacelarella tentativa Szüts & Jocqué, 2001 (Ivory Coast)

## Bagheera
Bagheera Peckham & Peckham, 1896
- Bagheera kiplingi Peckham & Peckham, 1896 (Mexico, Guatemala)
- Bagheera prosper (Peckham & Peckham, 1901) (USA, Mexico)

## Ballognatha
Ballognatha Caporiacco, 1935
- Ballognatha typica Caporiacco, 1935 (Karakorum)

## Ballus
Ballus C. L. Koch, 1850
- Ballus armadillo (Simon, 1871) (Corsica, Italy)
- Ballus chalybeius (Walckenaer, 1802) (Europe, North Africa to Central Asia)
- Ballus japonicus Saito, 1939 (Japan)
- Ballus lendli Kolosváry, 1934 (Hungary)
- Ballus piger O. P.-Cambridge, 1876 (Egypt)
- Ballus rufipes (Simon, 1868) (Europe, North Africa)
- Ballus segmentatus Simon, 1900 (Sri Lanka)
- Ballus sellatus Simon, 1900 (Sri Lanka)
- Ballus tabupumensis Petrunkevitch, 1914 (Myanmar)
- Ballus variegatus Simon, 1876 (Portugal to Italy)

## Balmaceda
Balmaceda Peckham & Peckham, 1894
- Balmaceda anulipes Soares, 1942 (Brazil)
- Balmaceda biteniata Mello-Leitão, 1922 (Brazil)
- Balmaceda chickeringi Roewer, 1951 (Panama)
- Balmaceda modesta (Taczanowski, 1878) (Peru)
- Balmaceda picta Peckham & Peckham, 1894 (Guatemala, Panama)
- Balmaceda reducta Chickering, 1946 (Panama)
- Balmaceda turneri Chickering, 1946 (Panama)
- Balmaceda vera Mello-Leitão, 1917 (Brazil)

## Banksetosa
Banksetosa Chickering, 1946
- Banksetosa dubia Chickering, 1946 (Panama)
- Banksetosa notata Chickering, 1946 (Panama)

## Baryphas
Baryphas Simon, 1902
- Baryphas ahenus Simon, 1902 (Southern Africa)
- Baryphas eupogon Simon, 1902 (São Tomé)
- Baryphas jullieni Simon, 1902 (West Africa)
- Baryphas scintillans Berland & Millot, 1941 (Ivory Coast, Guinea)
- Baryphas woodi (Peckham & Peckham, 1902) (Southern Africa)

## Bathippus
Bathippus Thorell, 1892
- Bathippus birmanicus Thorell, 1895 (Myanmar)
- Bathippus brocchus (Thorell, 1881) (New Guinea)
- Bathippus dentiferellus Strand, 1911 (Aru Is.)
- Bathippus digitalis Zhang, Song & Li, 2003 (Singapore)
- Bathippus dilanians (Thorell, 1881) (New Guinea, Aru Is.)
- Bathippus elaphus (Thorell, 1881) (New Guinea)
- Bathippus keyensis Strand, 1911 (Kei Is.)
- Bathippus kochi (Simon, 1903) (Moluccas)
- Bathippus latericius (Thorell, 1881) (New Guinea)
- Bathippus macilentus Thorell, 1890 (Sumatra)
- Bathippus macrognathus (Thorell, 1881) (New Guinea)
- Bathippus macroprotopus Pocock, 1898 (Solomon Is.)
- Bathippus manicatus Simon, 1902 (Borneo)
- Bathippus molossus (Thorell, 1881) (New Guinea)
- Bathippus montrouzieri (Lucas, 1869) (Queensland, New Caledonia)
- Bathippus morsitans Pocock, 1897 (Borneo)
- Bathippus oedonychus (Thorell, 1881) (New Guinea)
- Bathippus oscitans (Thorell, 1881) (New Guinea)
- Bathippus pahang Zhang, Song & Li, 2003 (Malaysia)
- Bathippus palabuanensis Simon, 1902 (Java)
- Bathippus papuanus (Thorell, 1881) (New Guinea, Solomon Is.)
- Bathippus proboscideus Pocock, 1899 (New Guinea)
- Bathippus rechingeri Kulczyn'ski, 1910 (Solomon Is.)
- Bathippus rectus Zhang, Song & Li, 2003 (Singapore)
- Bathippus ringens (Thorell, 1881) (New Guinea)
- Bathippus schalleri Simon, 1902 (Malaysia)
- Bathippus sedatus Peckham & Peckham, 1907 (Borneo)
- Bathippus seltuttensis Strand, 1911 (Aru Is.)
- Bathippus semiannulifer Strand, 1911 (Aru Is., Kei Is.)
- Bathippus shelfordi Peckham & Peckham, 1907 (Borneo)
- Bathippus waoranus Strand, 1911 (Kei Is.)

## Bavia
Bavia Simon, 1877
- Bavia aericeps Simon, 1877 (Malaysia to Australia, Pacific Is.)
- Bavia albolineata Peckham & Peckham, 1885 (Madagascar)
- Bavia annamita Simon, 1903 (Vietnam)
- Bavia capistrata (C. L. Koch, 1846) (Malaysia)
- Bavia decorata (Thorell, 1890) (Sumatra)
- Bavia fedor Berry, Beatty & Prószyn'ski, 1997 (Caroline Is.)
- Bavia gabrieli Barrion, 2000 (Philippines)
- Bavia hians (Thorell, 1890) (Sumatra)
- Bavia modesta (Keyserling, 1883) (Queensland)
- Bavia papakula Strand, 1911 (Aru Is.)
- Bavia sexpunctata (Doleschall, 1859) (Sumatra, Ryukyu Is. to Australia)
- Bavia smedleyi Reimoser, 1929 (Sumatra)
- Bavia sonsorol Berry, Beatty & Prószyn'ski, 1997 (Caroline Is.)
- Bavia thorelli Simon, 1901 (Sulawesi)
- Bavia valida (Keyserling, 1882) (Queensland, Gilbert Is.)

## Baviola
Baviola Simon, 1898
- Baviola braueri Simon, 1898 (Seychelles)
- Baviola luteosignata Wanless, 1984 (Seychelles)
- Baviola vanmoli Wanless, 1984 (Seychelles)

## Beata
Beata Peckham & Peckham, 1895
- Beata aenea (Mello-Leitão, 1945) (Brazil, Argentina)
- Beata blauveltae Caporiacco, 1947 (Guyana)
- Beata cephalica F. O. P.-Cambridge, 1901 (Panama)
- Beata cinereonitida Simon, 1902 (Brazil)
- Beata fausta (Peckham & Peckham, 1901) (Brazil)
- Beata germaini Simon, 1902 (Brazil, Paraguay)
- Beata hispida (Peckham & Peckham, 1901) (Mexico)
- Beata inconcinna (Peckham & Peckham, 1895) (Trinidad)
- Beata jubata (C. L. Koch, 1846) (St. Thomas)
- Beata lineata (Vinson, 1863) (Madagascar)
- Beata longipes (F. O. P.-Cambridge, 1901) (Panama)
- Beata lucida (Galiano, 1992) (Argentina)
- Beata maccuni (Peckham & Peckham, 1895) (Panama to Brazil)
- Beata magna Peckham & Peckham, 1895 (Guatemala to Colombia)
- Beata munda Chickering, 1946 (Panama)
- Beata octopunctata (Peckham & Peckham, 1893) (St. Vincent)
- Beata pernix (Peckham & Peckham, 1901) (Brazil)
- Beata rustica (Peckham & Peckham, 1896) (Guatemala to Brazil)
- Beata striata Petrunkevitch, 1925 (Panama)
- Beata venusta Chickering, 1946 (Panama)
- Beata wickhami (Peckham & Peckham, 1894) (USA, Bahama Is., Cuba)
- Beata zeteki Chickering, 1946 (Panama)

## Belippo
Belippo Simon, 1910
- Belippo anguina Simon, 1910 (São Tomé)
- Belippo calcarata (Roewer, 1942) (Bioko, Angola, Congo)
- Belippo cygniformis Wanless, 1978 (Ghana)
- Belippo ibadan Wanless, 1978 (Nigeria)
- Belippo milloti (Lessert, 1942) (Congo)
- Belippo nexilis (Simon, 1910) (São Tomé)
- Belippo viettei (Kraus, 1960) (São Tomé)

## Belliena
Belliena Simon, 1902
- Belliena biocellosa Simon, 1902 (Venezuela)
- Belliena flavimana Simon, 1902 (Venezuela)
- Belliena phalerata Simon, 1902 (Venezuela)
- Belliena scotti Hogg, 1918 (Trinidad)

## Bellota
Bellota Peckham & Peckham, 1892
- Bellota fascialis Dyal, 1935 (Pakistan)
- Bellota formicina (Taczanowski, 1878) (Peru)
- Bellota livida Dyal, 1935 (Pakistan)
- Bellota micans Peckham & Peckham, 1909 (USA)
- Bellota modesta (Chickering, 1946) (Panama)
- Bellota peckhami Galiano, 1978 (Venezuela)
- Bellota violacea Galiano, 1972 (Brazil)
- Bellota wheeleri Peckham & Peckham, 1909 (USA)
- Bellota yacui Galiano, 1972 (Argentina)

## Bianor
Bianor Peckham & Peckham, 1886
- Bianor albobimaculatus (Lucas, 1846) (South Africa, Mediterranean to Central Asia)
- Bianor angulosus (Karsch, 1879) (Sri Lanka, India to China, Vietnam, Indonesia)
- Bianor biguttatus Wesolowska & van Harten, 2002 (Socotra)
- Bianor biocellosus Simon, 1902 (Brazil)
- Bianor compactus (Urquhart, 1885) (New Zealand)
- Bianor concolor (Keyserling, 1882) (New South Wales)
- Bianor diversipes Simon, 1901 (Malaysia)
- Bianor fasciatus Mello-Leitão, 1922 (Brazil)
- Bianor ghigii (Caporiacco, 1949) (Kenya)
- Bianor hongkong Song et al., 1997 (Hong Kong)
- Bianor incitatus Thorell, 1890 (India to China, Java, Sumatra, Caroline Islands)
- Bianor kovaczi Logunov, 2001 (Ethiopia)
- Bianor maculatus (Keyserling, 1883) (Australia, New Zealand)
- Bianor monster Zabka, 1985 (Vietnam)
- Bianor murphyi Logunov, 2001 (Kenya)
- Bianor orientalis (Dönitz & Strand, 1906) (Japan)
- Bianor pseudomaculatus Logunov, 2001 (India, Vietnam)
- Bianor punjabicus Logunov, 2001 (India, Afghanistan)
- Bianor quadrimaculatus (Lawrence, 1927) (Namibia)
- Bianor senegalensis Logunov, 2001 (Senegal)
- Bianor simplex (Blackwall, 1865) (Cape Verde Is.)
- Bianor vitiensis Berry, Beatty & Prószyn'ski, 1996 (Fiji)
- Bianor wunderlichi Logunov, 2001 (Canary Is., Azores)

## Bindax
Bindax Thorell, 1892
- Bindax chalcocephalus (Thorell, 1877) (Sulawesi)
- Bindax oscitans (Pocock, 1898) (Solomon Is.)

## Bocus
Bocus Peckham & Peckham, 1892
- Bocus angusticollis Deeleman-Reinhold & Floren, 2003 (Borneo)
- Bocus excelsus Peckham & Peckham, 1892 (Philippines)
- Bocus philippinensis Wanless, 1978 (Philippines)

## Bokokius
Bokokius Roewer, 1942
- Bokokius penicillatus Roewer, 1942 (Bioko)

## Brancus
Brancus Simon, 1902
- Brancus bevisi Lessert, 1925 (Guinea, South Africa)
- Brancus blaisei Simon, 1902 (West Africa)
- Brancus hemmingi Caporiacco, 1949 (Kenya)
- Brancus muticus Simon, 1902 (Central, West Africa)
- Brancus poecilus Caporiacco, 1949 (Kenya)
- Brancus verdieri Berland & Millot, 1941 (Guinea)

## Breda
Breda Peckham & Peckham, 1894
- Breda apicalis Simon, 1901 (Brazil)
- Breda bicruciata (Mello-Leitão, 1943) (Brazil)
- Breda bistriata (C. L. Koch, 1846) (Brazil)
- Breda flavostriata Simon, 1901 (Brazil)
- Breda furcifera Schenkel, 1953 (Venezuela)
- Breda jovialis (L. Koch, 1879) (Australia, Tasmania)
- Breda leucoprocta Mello-Leitão, 1940 (Guyana)
- Breda lubomirskii (Taczanowski, 1878) (Peru)
- Breda milvina (C. L. Koch, 1846) (Panama, Trinidad, Brazil)
- Breda notata Chickering, 1946 (Panama)
- Breda oserictops (Mello-Leitão, 1941) (Argentina)
- Breda quinquedentata Badcock, 1932 (Paraguay)
- Breda spinimanu (Mello-Leitão, 1941) (Argentina)
- Breda tristis Mello-Leitão, 1944 (Argentina)
- Breda variolosa Simon, 1901 (Brazil)

## Bredana
Bredana Gertsch, 1936
- Bredana alternata Gertsch, 1936 (USA)
- Bredana complicata Gertsch, 1936 (USA)

## Brettus
Brettus Thorell, 1895
- Brettus adonis Simon, 1900 (Sri Lanka)
- Brettus albolimbatus Simon, 1900 (India, China)
- Brettus anchorum Wanless, 1979 (India, Nepal)
- Brettus celebensis (Merian, 1911) (Sulawesi)
- Brettus cingulatus Thorell, 1895 (Myanmar)
- Brettus madagascarensis (Peckham & Peckham, 1903) (Madagascar)

## Bristowia
Bristowia Reimoser, 1934
- Bristowia afra Szüts, 2004 (Congo)
- Bristowia heterospinosa Reimoser, 1934 (India, China, Korea, Vietnam, Japan, Krakatau)

## Bryantella
Bryantella Chickering, 1946
- Bryantella smaragdus (Crane, 1945) (Panama to Argentina)
- Bryantella speciosa Chickering, 1946 (Panama to Brazil)

## Bulolia
Bulolia Zabka, 1996
- Bulolia excentrica Zabka, 1996 (New Guinea)
- Bulolia ocellata Zabka, 1996 (New Guinea)

## Burmattus
Burmattus Prószyn'ski, 1992
- Burmattus albopunctatus (Thorell, 1895) (Myanmar)
- Burmattus pococki (Thorell, 1895) (Myanmar to China, Japan, Vietnam)
- Burmattus sinicus Prószyn'ski, 1992 (China)

## Bythocrotus
Bythocrotus Simon, 1903
- Bythocrotus cephalotes (Simon, 1888) (Hispaniola)

## Canama
Canama Simon, 1903
- Canama dorcas (Thorell, 1881) (Moluccas)
- Canama forceps (Doleschall, 1859) (New Guinea)
- Canama hinnulea (Thorell, 1881) (Queensland)
- Canama inquirenda Strand, 1911 (Kei Is.)
- Canama lacerans (Thorell, 1881) (Malaysia)
- Canama rutila Peckham & Peckham, 1907 (Borneo)

## Capeta
Capeta Ruiz & Brescovit, 2005
- Capeta tridens Ruiz & Brescovit, 2005 (Brazil)

## Capidava
Capidava Simon, 1902
- Capidava annulipes Caporiacco, 1947 (Guyana)
- Capidava auriculata Simon, 1902 (Brazil)
- Capidava biuncata Simon, 1902 (Brazil)
- Capidava dubia Caporiacco, 1947 (Guyana)
- Capidava rufithorax Simon, 1902 (Peru)
- Capidava saxatilis Soares & Camargo, 1948 (Brazil)
- Capidava uniformis Mello-Leitão, 1940 (Guyana)
- Capidava variegata Caporiacco, 1954 (French Guiana)

## Carabella
Carabella Chickering, 1946
- Carabella banksi Chickering, 1946 (Panama)
- Carabella insignis (Banks, 1929) (Panama)

## Caribattus
Caribattus Bryant, 1950
- Caribattus inutilis (Peckham & Peckham, 1901) (Jamaica)

## Carrhotus
Carrhotus Thorell, 1891
- Carrhotus aeneochelis Strand, 1907 (Java)
- Carrhotus affinis Caporiacco, 1934 (Libya)
- Carrhotus barbatus (Karsch, 1880) (Philippines)
- Carrhotus bellus Wanless, 1984 (Seychelles)
- Carrhotus catagraphus Jastrzebski, 1999 (Nepal)
- Carrhotus coronatus (Simon, 1885) (China, Vietnam to Java)
- Carrhotus erus Jastrzebski, 1999 (Nepal)
- Carrhotus harringtoni Prószyn'ski, 1992 (Madagascar)
- Carrhotus kamjeensis Jastrzebski, 1999 (Bhutan)
- Carrhotus malayanus Prószyn'ski, 1992 (Malaysia)
- Carrhotus occidentalis (Denis, 1947) (Egypt)
- Carrhotus olivaceus (Peckham & Peckham, 1907) (Borneo)
- Carrhotus operosus Jastrzebski, 1999 (Nepal)
- Carrhotus pulchellus (Thorell, 1895) (Myanmar)
- Carrhotus samchiensis Jastrzebski, 1999 (Bhutan)
- Carrhotus sannio (Thorell, 1877) (India to Sulawesi)
- Carrhotus scriptus Simon, 1902 (Gabon)
- Carrhotus singularis Simon, 1902 (South Africa)
- Carrhotus subaffinis Caporiacco, 1947 (Ethiopia)
- Carrhotus taprobanicus Simon, 1902 (Sri Lanka)
- Carrhotus tristis Thorell, 1895 (India, Myanmar)
- Carrhotus viduus (C. L. Koch, 1846) (India to China, Java)
- Carrhotus xanthogramma (Latreille, 1819) (Palearctic)

## Cavillator
Cavillator Wesolowska, 2000
- Cavillator longipes Wesolowska, 2000 (Zimbabwe)

## Ceglusa
Ceglusa Thorell, 1895
- Ceglusa polita Thorell, 1895 (Myanmar)

## Cembalea
Cembalea Wesolowska, 1993
- Cembalea affinis Rollard & Wesolowska, 2002 (Guinea)
- Cembalea heteropogon (Simon, 1910) (Southern Africa)
- Cembalea plumosa (Lessert, 1925) (Tanzania, South Africa)

## Ceriomura
Ceriomura Simon, 1901
- Ceriomura cruenta (Peckham & Peckham, 1894) (Brazil)
- Ceriomura perita (Peckham & Peckham, 1894) (Peru)

## Cerionesta
Cerionesta Simon, 1901
- Cerionesta leucomystax Caporiacco, 1947 (Guyana)
- Cerionesta luteola (Peckham & Peckham, 1893) (St. Vincent)

## Chalcolecta
Chalcolecta Simon, 1884
- Chalcolecta bitaeniata Simon, 1884 (Moluccas, Sulawesi)
- Chalcolecta dimidiata Simon, 1884 (Moluccas)
- Chalcolecta prensitans (Thorell, 1881) (New Guinea, Queensland)

## Chalcoscirtus
Chalcoscirtus Bertkau, 1880
- Chalcoscirtus alpicola (L. Koch, 1876) (Holarctic)
- Chalcoscirtus ansobicus Andreeva, 1976 (Tajikistan)
- Chalcoscirtus atratus (Thorell, 1875) (Europe)
- Chalcoscirtus bortolgois Logunov & Marusik, 1999 (Mongolia)
- Chalcoscirtus brevicymbialis Wunderlich, 1980 (Germany, Austria to Kazakhstan)
- Chalcoscirtus carbonarius Emerton, 1917 (USA, Canada, Russia)
- Chalcoscirtus catherinae Prószyn'ski, 2000 (Egypt, Israel)
- Chalcoscirtus charynensis Logunov & Marusik, 1999 (Kazakhstan)
- Chalcoscirtus diminutus (Banks, 1896) (USA)
- Chalcoscirtus flavipes Caporiacco, 1935 (Tajikistan, Karakorum)
- Chalcoscirtus fulvus Saito, 1939 (Japan)
- Chalcoscirtus glacialis Caporiacco, 1935 (Russia to India and Alaska)
  - Chalcoscirtus glacialis sibiricus Marusik, 1991 (Russia)
- Chalcoscirtus grishkanae Marusik, 1988 (Russia)
- Chalcoscirtus helverseni Metzner, 1999 (Greece)
- Chalcoscirtus hosseinieorum Logunov, Marusik & Mozaffarian, 2002 (Iran)
- Chalcoscirtus hyperboreus Marusik, 1991 (Russia)
- Chalcoscirtus infimus (Simon, 1868) (Southern, Central Europe to Central Asia)
- Chalcoscirtus iranicus Logunov & Marusik, 1999 (Iran)
- Chalcoscirtus janetscheki (Denis, 1957) (Spain)
- Chalcoscirtus jerusalemicus Prószyn'ski, 2000 (Israel)
- Chalcoscirtus kamchik Marusik, 1991 (Uzbekistan)
- Chalcoscirtus karakurt Marusik, 1991 (Central Asia)
- Chalcoscirtus kirghisicus Marusik, 1991 (Kyrgyzstan)
- Chalcoscirtus koponeni Logunov & Marusik, 1999 (Russia)
- Chalcoscirtus lepidus Wesolowska, 1996 (Central Asia)
- Chalcoscirtus martensi Zabka, 1980 (Central Asia, Nepal, India, China)
- Chalcoscirtus michailovi Logunov & Marusik, 1999 (Kazakhstan)
- Chalcoscirtus minutus Marusik, 1990 (Tajikistan)
- Chalcoscirtus molo Marusik, 1991 (Kyrgyzstan)
- Chalcoscirtus nenilini Marusik, 1990 (Kyrgyzstan)
- Chalcoscirtus nigritus (Thorell, 1875) (Palearctic)
- Chalcoscirtus paraansobicus Marusik, 1990 (Central Asia)
- Chalcoscirtus parvulus Marusik, 1991 (Turkey to Central Asia)
- Chalcoscirtus platnicki Marusik, 1995 (Kazakhstan)
- Chalcoscirtus pseudoinfimus Ovtsharenko, 1978 (Georgia)
- Chalcoscirtus rehobothicus (Strand, 1915) (Israel)
- Chalcoscirtus sublestus (Blackwall, 1867) (Madeira)
- Chalcoscirtus talturaensis Logunov & Marusik, 2000 (Russia)
- Chalcoscirtus tanasevichi Marusik, 1991 (Central Asia)
- Chalcoscirtus tanyae Logunov & Marusik, 1999 (Russia)
- Chalcoscirtus vietnamensis Zabka, 1985 (Vietnam)
- Chalcoscirtus zyuzini Marusik, 1991 (Central Asia)

## Chalcotropis
Chalcotropis Simon, 1902
- Chalcotropis acutefrenata Simon, 1902 (Java)
- Chalcotropis caelodentata Merian, 1911 (Sulawesi)
- Chalcotropis celebensis Merian, 1911 (Sulawesi)
- Chalcotropis decemstriata Simon, 1902 (Philippines)
- Chalcotropis insularis (Keyserling, 1881) (Tonga)
- Chalcotropis luceroi Barrion & Litsinger, 1995 (Philippines)
- Chalcotropis pennata Simon, 1902 (India)
- Chalcotropis praeclara Simon, 1902 (Philippines)
- Chalcotropis radiata Simon, 1902 (Sulawesi)

## Chapoda
Chapoda Peckham & Peckham, 1896
- Chapoda festiva Peckham & Peckham, 1896 (Guatemala, Panama, Brazil)
- Chapoda inermis (F. O. P.-Cambridge, 1901) (Mexico to Panama)
- Chapoda panamana Chickering, 1946 (Panama)
- Chapoda peckhami Banks, 1929 (Panama)

## Charippus
Charippus Thorell, 1895
- Charippus errans Thorell, 1895 (Myanmar)

## Cheliceroides
Cheliceroides Zabka, 1985
- Cheliceroides longipalpis Zabka, 1985 (China, Vietnam)

## Cheliferoides
Cheliferoides F. O. P.-Cambridge, 1901
- Cheliferoides longimanus Gertsch, 1936 (USA)
- Cheliferoides planus Chickering, 1946 (Panama)
- Cheliferoides segmentatus F. O. P.-Cambridge, 1901 (USA to Guatemala)

## Chinattus
Chinattus Logunov, 1999
- Chinattus caucasicus Logunov, 1999 (Iran, Central Asia)
- Chinattus chichila Logunov, 2003 (Nepal)
- Chinattus emeiensis (Peng & Xie, 1995) (China)
- Chinattus furcatus (Xie, Peng & Kim, 1993) (China)
- Chinattus parvulus (Banks, 1895) (USA, Canada)
- Chinattus sinensis (Prószyn'ski, 1992) (China)
- Chinattus taiwanensis Bao & Peng, 2002 (Taiwan)
- Chinattus tibialis (Zabka, 1985) (China, Vietnam)
- Chinattus undulatus (Song & Chai, 1992) (China)
- Chinattus validus (Xie, Peng & Kim, 1993) (China)
- Chinattus wulingensis (Peng & Xie, 1995) (China)
- Chinattus wulingoides (Peng & Xie, 1995) (China)

## Chinoscopus
Chinoscopus Simon, 1901
- Chinoscopus ernsti (Simon, 1900) (Venezuela)
- Chinoscopus flavus (Peckham, Peckham & Wheeler, 1889) (Panama, Colombia)
- Chinoscopus gracilis (Taczanowski, 1872) (Ecuador, Brazil, French Guiana)
- Chinoscopus maculipes Crane, 1943 (Trinidad, Venezuela, Brazil, Guyana, Ecuador)

## Chira
Chira Peckham & Peckham, 1896
- Chira distincta Bauab, 1983 (Brazil)
- Chira fagei Caporiacco, 1947 (Guyana)
- Chira flavescens Caporiacco, 1947 (Guyana)
- Chira gounellei (Simon, 1902) (Brazil, Paraguay, Argentina)
- Chira guianensis (Taczanowski, 1871) (Peru to Guyana)
- Chira lanei Soares & Camargo, 1948 (Brazil)
- Chira lucina Simon, 1902 (Brazil, Guyana)
- Chira micans (Simon, 1902) (Brazil, Paraguay)
- Chira reticulata (Mello-Leitão, 1943) (Brazil)
- Chira simoni Galiano, 1961 (Brazil, Paraguay)
- Chira spinipes (Taczanowski, 1871) (Peru to Guyana)
- Chira spinosa (Mello-Leitão, 1939) (Honduras to Argentina)
- Chira superba Caporiacco, 1947 (Guyana)
- Chira thysbe Simon, 1902 (Brazil, Guyana)
- Chira trivittata (Taczanowski, 1871) (Guatemala to Bolivia)
- Chira typica (Mello-Leitão, 1930) (Brazil)

## Chirothecia
Chirothecia Taczanowski, 1878
- Chirothecia amazonica Simon, 1901 (Brazil)
- Chirothecia botucatuensis Bauab, 1980 (Brazil)
- Chirothecia clavimana (Taczanowski, 1871) (Brazil, Guyana)
- Chirothecia crassipes Taczanowski, 1878 (Peru)
- Chirothecia daguerrei Galiano, 1972 (Argentina)
- Chirothecia euchira (Simon, 1901) (Brazil, Argentina)
- Chirothecia minima Mello-Leitão, 1943 (Argentina)
- Chirothecia rosea (F. O. P.-Cambridge, 1901) (Panama)
- Chirothecia semiornata Simon, 1901 (Brazil)
- Chirothecia soaresi Bauab, 1980 (Brazil)
- Chirothecia uncata Soares & Camargo, 1948 (Brazil)
- Chirothecia wrzesniowskii Taczanowski, 1878 (Ecuador)

## Chloridusa
Chloridusa Simon, 1902
- Chloridusa viridiaurea Simon, 1902 (Peru, Brazil)

## Chrysilla
Chrysilla Thorell, 1887
- Chrysilla albens Dyal, 1935 (Pakistan)
- Chrysilla delicata Thorell, 1892 (Myanmar)
- Chrysilla doriai Thorell, 1890 (Sumatra)
- Chrysilla kolosvaryi Caporiacco, 1947 (East Africa)
- Chrysilla lauta Thorell, 1887 (Myanmar to China, Vietnam)
- Chrysilla pilosa (Karsch, 1878) (New South Wales)

## Clynotis
Clynotis Simon, 1901
- Clynotis albobarbatus (L. Koch, 1879) (Queensland, New South Wales)
- Clynotis archeyi (Berland, 1931) (Auckland Is.)
- Clynotis barresi Hogg, 1909 (New Zealand)
- Clynotis knoxi Forster, 1964 (Snares Is.)
- Clynotis saxatilis (Urquhart, 1886) (New Zealand)
- Clynotis semiater (L. Koch, 1879) (Queensland)
- Clynotis semiferrugineus (L. Koch, 1879) (Queensland)
- Clynotis severus (L. Koch, 1879) (Australia)

## Clynotoides
Clynotoides Mello-Leitão, 1944
- Clynotoides dorae Mello-Leitão, 1944 (Argentina)

## Cobanus
Cobanus F. O. P.-Cambridge, 1900
- Cobanus beebei Petrunkevitch, 1914 (Borneo)
- Cobanus bifurcatus Chickering, 1946 (Panama)
- Cobanus cambridgei (Bryant, 1943) (Hispaniola)
- Cobanus cambridgei Chickering, 1946 (Panama)
- Cobanus electus Chickering, 1946 (Panama)
- Cobanus erythrocras Chamberlin & Ivie, 1936 (Panama)
- Cobanus extensus (Peckham & Peckham, 1896) (Panama)
- Cobanus flavens (Peckham & Peckham, 1896) (Panama)
- Cobanus incurvus Chickering, 1946 (Panama)
- Cobanus mandibularis (Peckham & Peckham, 1896) (Panama)
- Cobanus obscurus Chickering, 1946 (Panama)
- Cobanus perditus (Banks, 1898) (Mexico)
- Cobanus scintillans Crane, 1943 (Venezuela)
- Cobanus seclusus Chickering, 1946 (Panama)
- Cobanus subfuscus F. O. P.-Cambridge, 1900 (Costa Rica, Panama)
- Cobanus unicolor F. O. P.-Cambridge, 1900 (Costa Rica, Panama)

## Cocalodes
Cocalodes Pocock, 1897
- Cocalodes cygnatus Wanless, 1982 (Indonesia)
- Cocalodes expers Wanless, 1982 (New Guinea)
- Cocalodes innotabilis Wanless, 1982 (New Guinea)
- Cocalodes leptopus Pocock, 1897 (Indonesia)
- Cocalodes longicornis Wanless, 1982 (New Guinea)
- Cocalodes longipes (Thorell, 1881) (Indonesia, New Guinea)
- Cocalodes macellus (Thorell, 1878) (Indonesia, New Guinea)
- Cocalodes papuanus Simon, 1900 (New Guinea)
- Cocalodes platnicki Wanless, 1982 (New Guinea)
- Cocalodes protervus (Thorell, 1881) (New Guinea)
- Cocalodes thoracicus Szombathy, 1915 (New Guinea)
- Cocalodes turgidus Wanless, 1982 (New Guinea)

## Cocalus
Cocalus C. L. Koch, 1846
- Cocalus concolor C. L. Koch, 1846 (Indonesia, New Guinea)
- Cocalus gibbosus Wanless, 1981 (Queensland)
- Cocalus limbatus Thorell, 1878 (Indonesia)
- Cocalus murinus Simon, 1899 (Sumatra)

## Coccorchestes
Coccorchestes Thorell, 1881
- Coccorchestes aiyura Balogh, 1980 (New Guinea)
- Coccorchestes biak Balogh, 1980 (New Guinea)
- Coccorchestes biroi Balogh, 1980 (New Guinea)
- Coccorchestes blendae Thorell, 1881 (New Guinea)
- Coccorchestes buszkoae Prószyn'ski, 1971 (New Guinea)
- Coccorchestes clavifemur Balogh, 1979 (New Guinea)
- Coccorchestes fenicheli Balogh, 1980 (New Guinea)
- Coccorchestes ferreus Griswold, 1984 (Queensland)
- Coccorchestes fluviatilis Balogh, 1980 (New Guinea)
- Coccorchestes giluwe Balogh, 1980 (New Guinea)
- Coccorchestes gressitti Balogh, 1979 (New Guinea)
- Coccorchestes hamatus Balogh, 1980 (New Guinea)
- Coccorchestes hastatus Balogh, 1980 (New Guinea)
- Coccorchestes huon Balogh, 1980 (New Guinea)
- Coccorchestes ifar Balogh, 1980 (New Guinea)
- Coccorchestes ildikoae Balogh, 1979 (New Guinea)
- Coccorchestes inermis Balogh, 1980 (New Britain)
- Coccorchestes jahilnickii Prószyn'ski, 1971 (New Guinea)
- Coccorchestes jimmi Balogh, 1980 (New Guinea)
- Coccorchestes kaindi Balogh, 1980 (New Guinea)
- Coccorchestes karimui Balogh, 1980 (New Guinea)
- Coccorchestes mcadami Balogh, 1980 (New Guinea)
- Coccorchestes missim Balogh, 1980 (New Guinea)
- Coccorchestes otto Balogh, 1980 (New Guinea)
- Coccorchestes piora Balogh, 1980 (New Guinea)
- Coccorchestes quinquespinosus Balogh, 1980 (New Guinea)
- Coccorchestes rufipes Thorell, 1881 (New Guinea)
- Coccorchestes sinofi Balogh, 1980 (New Guinea)
- Coccorchestes sirunki Balogh, 1980 (New Guinea)
- Coccorchestes staregai Prószyn'ski, 1971 (New Guinea)
- Coccorchestes suspectus Balogh, 1980 (New Guinea)
- Coccorchestes szentivanyi Balogh, 1980 (New Guinea)
- Coccorchestes taeniatus Balogh, 1980 (New Guinea)
- Coccorchestes tapini Balogh, 1980 (New Guinea)
- Coccorchestes triplex Balogh, 1980 (New Guinea)
- Coccorchestes vanapa Balogh, 1980 (New Guinea)
- Coccorchestes verticillatus Balogh, 1980 (New Guinea)
- Coccorchestes vicinus Balogh, 1980 (New Guinea)
- Coccorchestes vogelkop Balogh, 1980 (New Guinea)
- Coccorchestes waris Balogh, 1980 (New Guinea)

## Colaxes
Colaxes Simon, 1900
- Colaxes horton Benjamin, 2004 (Sri Lanka)
- Colaxes nitidiventris Simon, 1900 (India)
- Colaxes wanlessi Benjamin, 2004 (Sri Lanka)

## Colyttus
Colyttus Thorell, 1891
- Colyttus bilineatus Thorell, 1891 (Sumatra, Moluccas)
- Colyttus lehtineni Zabka, 1985 (China, Vietnam)

## Commoris
Commoris Simon, 1902
- Commoris enoplognatha Simon, 1902 (Guadeloupe, Dominica)
- Commoris minor Simon, 1903 (Guadeloupe)
- Commoris modesta Bryant, 1943 (Hispaniola)

## Compsodecta
Compsodecta Simon, 1903
- Compsodecta defloccata (Peckham & Peckham, 1901) (Jamaica)
- Compsodecta grisea (Peckham & Peckham, 1901) (Jamaica)
- Compsodecta haytiensis (Banks, 1903) (Hispaniola)
- Compsodecta maxillosa (F. O. P.-Cambridge, 1901) (Guatemala, El Salvador, Nicaragua)
- Compsodecta montana Chickering, 1946 (Panama)
- Compsodecta peckhami Bryant, 1943 (Hispaniola)

## Consingis
Consingis Simon, 1900
- Consingis semicana Simon, 1900 (Brazil, Argentina)

## Copocrossa
Copocrossa Simon, 1901
- Copocrossa albozonata Caporiacco, 1949 (Kenya)
- Copocrossa bimaculata Peckham & Peckham, 1903 (South Africa)
- Copocrossa harpina Simon, 1903 (Sumatra)
- Copocrossa politiventris Simon, 1901 (Malaysia)
- Copocrossa tenuilineata (Simon, 1900) (Queensland)

## Corambis
Corambis Simon, 1901
- Corambis foeldvarii Szüts, 2002 (New Caledonia)
- Corambis insignipes (Simon, 1880) (New Caledonia, Loyalty Is.)

## Corcovetella
Corcovetella Galiano, 1975
- Corcovetella aemulatrix Galiano, 1975 (Brazil)

## Coryphasia
Coryphasia Simon, 1902
- Coryphasia albibarbis Simon, 1902 (Brazil)
- Coryphasia artemioi Bauab, 1986 (Brazil)
- Coryphasia castaneipedis Mello-Leitão, 1947 (Brazil)
- Coryphasia fasciiventris (Simon, 1902) (Brazil)
- Coryphasia furcata Simon, 1902 (Brazil)
- Coryphasia melloleitaoi Soares & Camargo, 1948 (Brazil)
- Coryphasia nigriventris Mello-Leitão, 1947 (Brazil)
- Coryphasia nuptialis Bauab, 1986 (Brazil)

## Corythalia
Corythalia C. L. Koch, 1850
- Corythalia alacris (Peckham & Peckham, 1896) (Guatemala)
- Corythalia albicincta (F. O. P.-Cambridge, 1901) (Central America)
- Corythalia arcuata Franganillo, 1930 (Cuba)
  - Corythalia arcuata fulgida Franganillo, 1930 (Cuba)
- Corythalia argentinensis Galiano, 1962 (Argentina)
- Corythalia argyrochrysos (Mello-Leitão, 1946) (Paraguay)
- Corythalia banksi Roewer, 1951 (Hispaniola, Puerto Rico)
- Corythalia barbipes (Mello-Leitão, 1939) (Paraguay)
- Corythalia bicincta Petrunkevitch, 1925 (Panama)
- Corythalia binotata (F. O. P.-Cambridge, 1901) (Mexico)
- Corythalia blanda (Peckham & Peckham, 1901) (Trinidad)
- Corythalia brevispina (F. O. P.-Cambridge, 1901) (Guatemala)
- Corythalia bryantae Chickering, 1946 (Panama)
- Corythalia canalis (Chamberlin, 1925) (Panama)
- Corythalia chalcea Crane, 1948 (Venezuela)
- Corythalia chickeringi Kraus, 1955 (El Salvador)
- Corythalia cincta (Badcock, 1932) (Paraguay)
- Corythalia circumcincta (F. O. P.-Cambridge, 1901) (Mexico)
- Corythalia circumflexa (Mello-Leitão, 1939) (Venezuela)
- Corythalia clara Chamberlin & Ivie, 1936 (Panama)
- Corythalia conformans Chamberlin & Ivie, 1936 (Panama)
- Corythalia conspecta (Peckham & Peckham, 1896) (USA to Costa Rica)
- Corythalia cristata (F. O. P.-Cambridge, 1901) (Mexico)
- Corythalia cubana Roewer, 1951 (Cuba)
- Corythalia diffusa Chamberlin & Ivie, 1936 (Panama)
- Corythalia electa (Peckham & Peckham, 1901) (Colombia)
- Corythalia elegantissima (Simon, 1888) (Hispaniola)
- Corythalia emertoni Bryant, 1940 (Cuba)
- Corythalia excavata (F. O. P.-Cambridge, 1901) (Mexico)
- Corythalia fimbriata (Peckham & Peckham, 1901) (Brazil)
- Corythalia flavida (F. O. P.-Cambridge, 1901) (Guatemala)
- Corythalia gloriae Petrunkevitch, 1930 (Puerto Rico)
- Corythalia grata (Peckham & Peckham, 1901) (Brazil)
- Corythalia hadzji Caporiacco, 1947 (Guyana)
- Corythalia heliophanina (Taczanowski, 1871) (French Guiana)
- Corythalia iridescens Petrunkevitch, 1926 (Virgin Is.)
- Corythalia latipes (C. L. Koch, 1846) (Brazil)
- Corythalia locuples (Simon, 1888) (Hispaniola)
- Corythalia luctuosa Caporiacco, 1954 (French Guiana)
- Corythalia metallica (Peckham & Peckham, 1895) (St. Vincent)
- Corythalia modesta Chickering, 1946 (Panama)
- Corythalia murcida (F. O. P.-Cambridge, 1901) (Central America)
- Corythalia neglecta Kraus, 1955 (El Salvador)
- Corythalia nigriventer (F. O. P.-Cambridge, 1901) (Panama)
- Corythalia nigropicta (F. O. P.-Cambridge, 1901) (Central America)
- Corythalia noda (Chamberlin, 1916) (Peru)
- Corythalia obsoleta Banks, 1929 (Panama)
- Corythalia opima (Peckham & Peckham, 1885) (USA to Panama)
- Corythalia panamana Petrunkevitch, 1925 (Panama)
- Corythalia parva (Peckham & Peckham, 1901) (Brazil)
- Corythalia parvula (Peckham & Peckham, 1896) (Mexico to Panama)
- Corythalia peckhami Petrunkevitch, 1914 (Dominica)
- Corythalia penicillata (F. O. P.-Cambridge, 1901) (Mexico, Guatemala)
- Corythalia placata (Peckham & Peckham, 1901) (Trinidad)
- Corythalia porphyra Brüning & Cutler, 1995 (Costa Rica)
- Corythalia pulchra Petrunkevitch, 1925 (Panama)
- Corythalia quadriguttata (F. O. P.-Cambridge, 1901) (Mexico to Panama)
- Corythalia roeweri Kraus, 1955 (El Salvador)
- Corythalia rugosa Kraus, 1955 (El Salvador)
- Corythalia serrapophysis (Chamberlin & Ivie, 1936) (Panama)
- Corythalia spiralis (F. O. P.-Cambridge, 1901) (El Salvador to Panama)
- Corythalia spirorbis (F. O. P.-Cambridge, 1901) (Panama)
- Corythalia squamata Bryant, 1940 (Cuba)
- Corythalia sulphurea (F. O. P.-Cambridge, 1901) (Costa Rica, Panama)
- Corythalia tristriata Bryant, 1942 (Puerto Rico)
- Corythalia tropica (Mello-Leitão, 1939) (Venezuela)
- Corythalia ursina (Mello-Leitão, 1940) (Guyana)
- Corythalia valida (Peckham & Peckham, 1901) (Brazil)
- Corythalia variegata Caporiacco, 1954 (French Guiana)
- Corythalia vervloeti Soares & Camargo, 1948 (Brazil)
- Corythalia voluta (F. O. P.-Cambridge, 1901) (El Salvador, Panama)
- Corythalia walecki (Taczanowski, 1871) (Guyana, French Guiana)
- Corythalia xanthopa Crane, 1948 (Venezuela)

## Cosmophasis
Cosmophasis Simon, 1901
- Cosmophasis albipes Berland & Millot, 1941 (Guinea)
- Cosmophasis albomaculata Schenkel, 1944 (Timor)
- Cosmophasis arborea Berry, Beatty & Prószyn'ski, 1997 (Caroline Is.)
- Cosmophasis australis Simon, 1902 (South Africa)
- Cosmophasis bitaeniata (Keyserling, 1882) (New Guinea, Australia, Micronesia)
- Cosmophasis caerulea Simon, 1901 (West Africa)
- Cosmophasis chlorophthalma (Simon, 1898) (New Hebrides)
- Cosmophasis chopardi Berland & Millot, 1941 (Ivory Coast)
- Cosmophasis cypria (Thorell, 1890) (Java)
- Cosmophasis depilata Caporiacco, 1940 (Ethiopia)
- Cosmophasis estrellaensis Barrion & Litsinger, 1995 (Philippines)
- Cosmophasis fagei Lessert, 1925 (East Africa)
- Cosmophasis fazanica Caporiacco, 1936 (Libya)
- Cosmophasis gemmans (Thorell, 1890) (Sumatra)
- Cosmophasis lami Berry, Beatty & Prószyn'ski, 1997 (Fiji)
- Cosmophasis laticlavia (Thorell, 1892) (Sumatra)
- Cosmophasis longiventris Simon, 1903 (Vietnam)
- Cosmophasis lucidiventris Simon, 1910 (Gabon)
- Cosmophasis maculiventris Strand, 1911 (Aru Is.)
- Cosmophasis marxi (Thorell, 1890) (Sumatra, Java)
- Cosmophasis masarangi Merian, 1911 (Sulawesi)
- Cosmophasis micans (L. Koch, 1880) (Queensland)
- Cosmophasis micarioides (L. Koch, 1880) (New Guinea, Queensland, Solomon Is.)
- Cosmophasis miniaceomicans (Simon, 1888) (Andaman Is.)
- Cosmophasis modesta (L. Koch, 1880) (Queensland)
- Cosmophasis monacha (Thorell, 1881) (New Guinea)
- Cosmophasis muralis Berry, Beatty & Prószyn'ski, 1997 (Caroline Is.)
- Cosmophasis natalensis Lawrence, 1942 (South Africa)
- Cosmophasis nigrocyanea (Simon, 1885) (Egypt, Ethiopia)
- Cosmophasis obscura (Keyserling, 1882) (Queensland)
- Cosmophasis olorina (Simon, 1901) (Sri Lanka)
- Cosmophasis orsimoides Strand, 1911 (Kei Is.)
- Cosmophasis parangpilota Barrion & Litsinger, 1995 (Philippines)
- Cosmophasis psittacina (Thorell, 1887) (Myanmar)
- Cosmophasis pulchella Caporiacco, 1947 (Ethiopia)
- Cosmophasis quadricincta (Simon, 1885) (Singapore)
- Cosmophasis quadrimaculata Lawrence, 1942 (South Africa)
- Cosmophasis risbeci Berland, 1938 (New Hebrides)
- Cosmophasis squamata Kulczyn'ski, 1910 (Solomon Is., Seychelles)
- Cosmophasis strandi Caporiacco, 1947 (East Africa)
- Cosmophasis thalassina (C. L. Koch, 1846) (Malaysia to Australia)
- Cosmophasis tricincta Simon, 1910 (Bioko)
- Cosmophasis trioipina Barrion & Litsinger, 1995 (Philippines)
- Cosmophasis umbratica Simon, 1903 (India to Sumatra)
- Cosmophasis viridifasciata (Doleschall, 1859) (Sumatra to New Guinea)
- Cosmophasis weyersi (Simon, 1899) (Sumatra)

## Cotinusa
Cotinusa Simon, 1900
- Cotinusa adelae Mello-Leitão, 1944 (Argentina)
- Cotinusa albescens Mello-Leitão, 1945 (Argentina)
- Cotinusa bisetosa Simon, 1900 (Venezuela)
- Cotinusa bryantae Chickering, 1946 (Panama)
- Cotinusa cancellata (Mello-Leitão, 1943) (Brazil)
- Cotinusa deserta (Peckham & Peckham, 1894) (Brazil)
- Cotinusa dimidiata Simon, 1900 (Peru)
- Cotinusa distincta (Peckham & Peckham, 1888) (Mexico to Peru)
- Cotinusa fenestrata (Taczanowski, 1878) (Peru)
- Cotinusa gemmea (Peckham & Peckham, 1894) (Brazil)
- Cotinusa gertschi (Mello-Leitão, 1947) (Brazil)
- Cotinusa horatia (Peckham & Peckham, 1894) (Brazil)
- Cotinusa irregularis (Mello-Leitão, 1945) (Argentina)
- Cotinusa leucoprocta (Mello-Leitão, 1947) (Brazil)
- Cotinusa magna (Peckham & Peckham, 1894) (Brazil)
- Cotinusa mathematica (Mello-Leitão, 1917) (Brazil)
- Cotinusa melanura Mello-Leitão, 1939 (Paraguay)
- Cotinusa puella Simon, 1900 (Brazil)
- Cotinusa pulchra Mello-Leitão, 1917 (Brazil)
- Cotinusa rosascostai Mello-Leitão, 1944 (Argentina)
- Cotinusa rubriceps (Mello-Leitão, 1947) (Brazil)
- Cotinusa septempunctata Simon, 1900 (Venezuela)
- Cotinusa simoni Chickering, 1946 (Panama)
- Cotinusa splendida (Dyal, 1935) (Pakistan)
- Cotinusa stolzmanni (Taczanowski, 1878) (Peru)
- Cotinusa trifasciata (Mello-Leitão, 1943) (Brazil)
- Cotinusa trimaculata Mello-Leitão, 1922 (Brazil)
- Cotinusa vittata Simon, 1900 (Brazil)

## Curubis
Curubis Simon, 1902
- Curubis annulata Simon, 1902 (Sri Lanka)
- Curubis erratica Simon, 1902 (Sri Lanka)
- Curubis sipeki Dobroruka, 2004 (India)
- Curubis tetrica Simon, 1902 (Sri Lanka)

## Cylistella
Cylistella Simon, 1901
- Cylistella adjacens (O. P.-Cambridge, 1896) (Mexico, Costa Rica)
- Cylistella castanea Petrunkevitch, 1925 (Panama)
- Cylistella coccinelloides (O. P.-Cambridge, 1869) (Brazil)
- Cylistella cuprea (Simon, 1864) (Brazil)
- Cylistella fulva Chickering, 1946 (Panama)
- Cylistella sanctipauli Soares & Camargo, 1948 (Brazil)
- Cylistella scarabaeoides (O. P.-Cambridge, 1894) (Mexico)

## Cyllodania
Cyllodania Simon, 1902
- Cyllodania bicruciata Simon, 1902 (Panama, Venezuela)
- Cyllodania minuta Galiano, 1977 (Peru)

## Cynapes
Cynapes Simon, 1900
- Cynapes baptizatus (Butler, 1876) (Rodriguez)
- Cynapes canosus Simon, 1900 (Mauritius)
- Cynapes wrighti (Blackwall, 1877) (Seychelles)

## Cyrba
Cyrba Simon, 1876
- Cyrba algerina (Lucas, 1846) (Canary Is. to Central Asia)
- Cyrba armillata Peckham & Peckham, 1907 (Borneo)
- Cyrba bidentata Strand, 1906 (Ethiopia)
- Cyrba boveyi Lessert, 1933 (Central Africa)
- Cyrba dotata Peckham & Peckham, 1903 (South Africa)
- Cyrba legendrei Wanless, 1984 (Madagascar, Comoro Is.)
- Cyrba lineata Wanless, 1984 (South Africa)
- Cyrba nigrimana Simon, 1900 (South, East Africa)
- Cyrba ocellata (Kroneberg, 1875) (Somalia, Sudan to China, Australia)
- Cyrba simoni Wijesinghe, 1993 (Tropical Africa)
- Cyrba szechenyii Karsch, 1898 (Hong Kong)

## Cytaea
Cytaea Keyserling, 1882
- Cytaea aeneomicans Simon, 1902 (Lombok)
- Cytaea albichelis Strand, 1911 (Kei Is.)
- Cytaea albolimbata Simon, 1888 (Andaman Is.)
- Cytaea argentosa (Thorell, 1881) (New Guinea)
- Cytaea barbatissima (Keyserling, 1881) (Queensland, New South Wales)
- Cytaea carolinensis Berry, Beatty & Prószyn'ski, 1998 (Caroline Is.)
- Cytaea catella (Thorell, 1891) (New Guinea)
- Cytaea clarovittata (Keyserling, 1881) (New South Wales)
- Cytaea dispalans (Thorell, 1892) (Java)
- Cytaea fibula Berland, 1938 (New Hebrides)
- Cytaea flavolineata Berland, 1938 (New Hebrides)
- Cytaea frontaligera (Thorell, 1881) (New Guinea, Queensland)
- Cytaea guentheri Thorell, 1895 (Myanmar)
- Cytaea haematica Simon, 1902 (Java)
- Cytaea haematicoides Strand, 1911 (Aru Is.)
- Cytaea koronivia Berry, Beatty & Prószyn'ski, 1998 (Fiji)
- Cytaea laodamia Hogg, 1918 (New Guinea)
- Cytaea laticeps (Thorell, 1878) (Amboina)
- Cytaea lepida Kulczyn'ski, 1910 (Solomon Is.)
- Cytaea levii Peng & Li, 2002 (Taiwan)
- Cytaea mitellata (Thorell, 1881) (New Guinea)
- Cytaea morrisoni Dunn, 1951 (Western Australia)
- Cytaea nausori Berry, Beatty & Prószyn'ski, 1998 (Fiji)
- Cytaea nigriventris (Keyserling, 1881) (Queensland)
- Cytaea nimbata (Thorell, 1881) (New Guinea)
- Cytaea oreophila Simon, 1902 (Java, Sumatra)
- Cytaea piscula (L. Koch, 1867) (New South Wales, Samoa)
  - Cytaea piscula subsiliens (Kulczyn'ski, 1910) (Samoa, New South Wales)
- Cytaea plumbeiventris (Keyserling, 1881) (New Guinea, Queensland)
- Cytaea ponapensis Berry, Beatty & Prószyn'ski, 1998 (Caroline Is.)
- Cytaea rai Berry, Beatty & Prószyn'ski, 1998 (Caroline Is.)
- Cytaea rubra (Walckenaer, 1837) (New Guinea)
- Cytaea severa (Thorell, 1881) (Queensland)
- Cytaea sinuata (Doleschall, 1859) (Philippines to Australia)
- Cytaea sylvia Hogg, 1915 (New Guinea)
- Cytaea trispinifera Marples, 1955 (Samoa)
- Cytaea vitiensis Berry, Beatty & Prószyn'ski, 1998 (Fiji)

## Damoetas
Damoetas Peckham & Peckham, 1886
- Damoetas christae Prószyn'ski, 2001 (Borneo)
- Damoetas galianoae Prószyn'ski, 2001 (Borneo)
- Damoetas nitidus (L. Koch, 1880) (Queensland, New South Wales)

## Darwinneon
Darwinneon Cutler, 1971
- Darwinneon crypticus Cutler, 1971 (Galapagos Is.)

## Dasycyptus
Dasycyptus Simon, 1902
- Dasycyptus dimus Simon, 1902 (Gabon, Congo)
- Dasycyptus dubius Berland & Millot, 1941 (Ivory Coast)

## Davidina
Davidina Brignoli, 1985
- Davidina magnidens (Schenkel, 1963) (China)

## Deloripa
Deloripa Simon, 1901
- Deloripa semialba Simon, 1901 (Brazil)

## Dendryphantes
Dendryphantes C. L. Koch, 1837
- Dendryphantes amphibolus Chamberlin, 1916 (Peru)
- Dendryphantes andinus Chamberlin, 1916 (Peru)
- Dendryphantes barguzinensis Danilov, 1997 (Russia)
- Dendryphantes barrosmachadoi Caporiacco, 1955 (Venezuela)
- Dendryphantes biankii Prószyn'ski, 1979 (Russia, Mongolia, China)
- Dendryphantes bisquinquepunctatus Taczanowski, 1878 (Peru)
- Dendryphantes calus Chamberlin, 1916 (Peru)
- Dendryphantes caporiaccoi Roewer, 1951 (Karakorum)
- Dendryphantes centromaculatus Taczanowski, 1878 (Peru)
- Dendryphantes chuldensis Prószyn'ski, 1982 (Mongolia)
- Dendryphantes coccineocinctus Caporiacco, 1954 (French Guiana)
- Dendryphantes comatus Karsch, 1880 (Syria)
- Dendryphantes czekanowskii Prószyn'ski, 1979 (Russia)
- Dendryphantes darchan Logunov, 1993 (Mongolia)
- Dendryphantes duodecempunctatus Mello-Leitão, 1943 (Argentina)
- Dendryphantes fulvipes (Mello-Leitão, 1943) (Chile)
- Dendryphantes fulviventris (Lucas, 1846) (Algeria)
- Dendryphantes fusconotatus (Grube, 1861) (Russia, Mongolia, China)
- Dendryphantes gertschi Caporiacco, 1947 (Guyana)
- Dendryphantes hastatus (Clerck, 1757) (Palearctic)
- Dendryphantes hewitti Lessert, 1925 (East Africa)
- Dendryphantes honestus (C. L. Koch, 1846) (Brazil)
- Dendryphantes lanipes C. L. Koch, 1846 (Italy)
- Dendryphantes lepidus (Peckham & Peckham, 1901) (Brazil)
- Dendryphantes linzhiensis Hu, 2001 (China)
- Dendryphantes madrynensis Mello-Leitão, 1940 (Argentina)
- Dendryphantes melanomerus Chamberlin, 1924 (Mexico)
- Dendryphantes mendicus (C. L. Koch, 1846) (West Indies)
- Dendryphantes modestus (Mello-Leitão, 1941) (Argentina)
- Dendryphantes mordax (C. L. Koch, 1846) (Uruguay, Argentina)
- Dendryphantes nicator Wesolowska & van Harten, 1994 (Yemen)
- Dendryphantes nigromaculatus (Keyserling, 1885) (USA)
- Dendryphantes niveornatus Mello-Leitão, 1936 (Chile)
- Dendryphantes nobilis (C. L. Koch, 1846) (South America)
- Dendryphantes ovchinnikovi Logunov & Marusik, 1994 (Kazakhstan, Kyrgyzstan)
- Dendryphantes patagonicus Simon, 1905 (Argentina)
- Dendryphantes potanini Logunov, 1993 (China)
- Dendryphantes praeposterus Denis, 1958 (Afghanistan)
- Dendryphantes pseudochuldensis Peng, Xie & Kim, 1994 (China)
- Dendryphantes pugnax (C. L. Koch, 1846) (Mexico)
- Dendryphantes purcelli Peckham & Peckham, 1903 (St. Helena, South Africa)
- Dendryphantes quaesitus Wesolowska & van Harten, 1994 (Yemen)
- Dendryphantes rafalskii Wesolowska, 2000 (Zimbabwe)
- Dendryphantes ravidus (Simon, 1868) (Poland, Lithuania, Russia)
- Dendryphantes reimoseri Roewer, 1951 (Brazil)
- Dendryphantes rudis (Sundevall, 1833) (Palearctic)
- Dendryphantes sacci Simon, 1886 (Bolivia)
- Dendryphantes schultzei Simon, 1910 (Namibia)
- Dendryphantes secretus Wesolowska, 1995 (Kazakhstan)
- Dendryphantes sedulus (Blackwall, 1865) (Cape Verde Is.)
- Dendryphantes seriatus Taczanowski, 1878 (Peru)
- Dendryphantes sexguttatus (Mello-Leitão, 1945) (Argentina)
- Dendryphantes spinosissimus Caporiacco, 1954 (French Guiana)
- Dendryphantes strenuus (C. L. Koch, 1846) (Mexico)
- Dendryphantes tuvinensis Logunov, 1991 (Russia, Kazakhstan, Mongolia)
- Dendryphantes yadongensis Hu, 2001 (China)
- Dendryphantes zygoballoides Chamberlin, 1924 (Mexico)

## Depreissia
Depreissia Lessert, 1942
- Depreissia decipiens Deeleman-Reinhold & Floren, 2003 (Borneo)
- Depreissia myrmex Lessert, 1942 (Congo)

## Descanso
Descanso Peckham & Peckham, 1892
- Descanso chapoda Peckham & Peckham, 1892 (Brazil)
- Descanso discicollis (Taczanowski, 1878) (Peru)
- Descanso formosus Bryant, 1943 (Hispaniola)
- Descanso insolitus Chickering, 1946 (Panama)
- Descanso magnus Bryant, 1943 (Hispaniola)
- Descanso montanus Bryant, 1943 (Hispaniola)
- Descanso peregrinus Chickering, 1946 (Panama)
- Descanso sobrius Galiano, 1986 (Brazil)
- Descanso vagus Peckham & Peckham, 1892 (Brazil)
- Descanso ventrosus Galiano, 1986 (Brazil)

## Dexippus
Dexippus Thorell, 1891
- Dexippus kleini Thorell, 1891 (Sumatra)
- Dexippus taiwanensis Peng & Li, 2002 (Taiwan)
- Dexippus topali PrÃ³szyn'ski, 1992 (India)

## Diagondas
Diagondas Simon, 1902
- Diagondas viridiaureus Simon, 1902 (Brazil)

## Dinattus
Dinattus Bryant, 1943
- Dinattus erebus Bryant, 1943 (Hispaniola)
- Dinattus heros Bryant, 1943 (Hispaniola)
- Dinattus minor Bryant, 1943 (Hispaniola)

## Diolenius
Diolenius Thorell, 1870
- Diolenius albomaculatus Thorell, 1881 (New Guinea, Aru Is., Kei Is.)
- Diolenius albopiceus Hogg, 1915 (New Guinea)
- Diolenius amplectens Thorell, 1881 (New Guinea)
- Diolenius armatissimus Thorell, 1881 (Moluccas)
- Diolenius bicinctus Simon, 1884 (Moluccas, New Guinea)
- Diolenius bifasciatus Thorell, 1881 (New Guinea, Kei Is.)
- Diolenius carinifer Strand, 1907 (Moluccas)
- Diolenius lugubris Thorell, 1881 (New Guinea, New Britain)
- Diolenius phrynoides (Walckenaer, 1837) (Amboina, New Guinea)
- Diolenius venustus Thorell, 1881 (Moluccas)
- Diolenius vittatus Thorell, 1881 (Moluccas)

## Diplocanthopoda
Diplocanthopoda Abraham, 1925
- Diplocanthopoda hatamensis (Thorell, 1881) (Malaysia, New Guinea)
- Diplocanthopoda marina Abraham, 1925 (Malaysia)

## Dolichoneon
Dolichoneon Caporiacco, 1935
- Dolichoneon typicus Caporiacco, 1935 (Karakorum)

## Donaldius
Donaldius Chickering, 1946
- Donaldius lucidus Chickering, 1946 (Panama)

## Donoessus
Donoessus Simon, 1902
- Donoessus nigriceps (Simon, 1899) (Sumatra)
- Donoessus striatus Simon, 1902 (Borneo)

## Eburneana
Eburneana Wesolowska & Szüts, 2001
- - Eburneana magna Wesolowska & Szüts, 2001 (Ivory Coast)
  - Eburneana scharffi Wesolowska & Szüts, 2001 (Tanzania)
- Eburneana wandae Szüts, 2003 (Cameroon)

## Echeclus
Echeclus Thorell, 1890
- Echeclus concinnus Thorell, 1890 (Malaysia)

## Echinussa
Echinussa Simon, 1901
- Echinussa imerinensis Simon, 1901 (Madagascar)
- Echinussa praedatoria (Keyserling, 1877) (Madagascar)
- Echinussa vibrabunda (Simon, 1885) (Madagascar)

## Efate
Efate Berland, 1938
- Efate albobicinctus Berland, 1938 (Guam, Caroline Is., New Hebrides, Samoa, Fiji)
- Efate fimbriatus Berry, Beatty & Prószyn'ski, 1996 (Caroline Is., Marshall Is.)
- Efate raptor Berry, Beatty & Prószyn'ski, 1996 (Fiji)

## Emathis
Emathis Simon, 1899
- Emathis astorgasensis Barrion & Litsinger, 1995 (Philippines)
- Emathis coprea (Thorell, 1890) (Sumatra)
- Emathis luteopunctata Petrunkevitch, 1930 (Puerto Rico)
- Emathis makilingensis Barrion & Litsinger, 1995 (Philippines)
- Emathis minuta Petrunkevitch, 1930 (Puerto Rico)
- Emathis portoricensis Petrunkevitch, 1930 (Puerto Rico)
- Emathis scabra (Thorell, 1890) (Sumatra)
- Emathis tetuani Petrunkevitch, 1930 (Puerto Rico)
- Emathis unispina Franganillo, 1930 (Cuba)
- Emathis weyersi Simon, 1899 (Sumatra to Philippines)

## Empanda
Empanda Simon, 1903
- Empanda ornata (Peckham & Peckham, 1885) (Guatemala)

## Encolpius
Encolpius Simon, 1900
- Encolpius albobarbatus Simon, 1900 (Brazil)
- Encolpius fimbriatus Crane, 1943 (Venezuela)
- Encolpius guaraniticus Galiano, 1968 (Argentina)

## Encymachus
Encymachus Simon, 1902
- Encymachus hesperus Lawrence, 1927 (Namibia)
- Encymachus livingstonei Simon, 1902 (Africa)

## Enoplomischus
Enoplomischus Giltay, 1931
- Enoplomischus ghesquierei Giltay, 1931 (Ivory Coast, Congo)
- Enoplomischus spinosus Wesolowska, 2005 (Kenya)

## Epeus
Epeus Peckham & Peckham, 1886
- Epeus alboguttatus (Thorell, 1887) (China, Myanmar, Vietnam)
- Epeus albus Prószyn'ski, 1992 (India)
- Epeus bicuspidatus (Song, Gu & Chen, 1988) (China)
- Epeus chilapataensis (Biswas & Biswas, 1992) (India)
- Epeus edwardsi Barrion & Litsinger, 1995 (Philippines)
- Epeus flavobilineatus (Doleschall, 1859) (Java)
- Epeus furcatus Zhang, Song & Li, 2003 (Singapore)
- Epeus glorius Zabka, 1985 (China, Vietnam)
- Epeus guangxi Peng & Li, 2002 (China)
- Epeus hawigalboguttatus Barrion & Litsinger, 1995 (Philippines)
- Epeus indicus Prószyn'ski, 1992 (India)
- Epeus mirus (Peckham & Peckham, 1907) (Borneo)
- Epeus tener (Simon, 1877) (Java)

## Epidelaxia
Epidelaxia Simon, 1902
- Epidelaxia albocruciata Simon, 1902 (Sri Lanka)
- Epidelaxia albostellata Simon, 1902 (Sri Lanka)
- Epidelaxia obscura Simon, 1902 (Sri Lanka)

## Epocilla
Epocilla Thorell, 1887
- Epocilla aurantiaca (Simon, 1885) (India to Malaysia)
- Epocilla blairei Zabka, 1985 (China, Vietnam)
- Epocilla calcarata (Karsch, 1880) (China to Sulawesi, Seychelles, Hawaii)
- Epocilla femoralis Simon, 1901 (Sumatra)
- Epocilla innotata Thorell, 1895 (Myanmar)
- Epocilla mauriciana Simon, 1901 (Mauritius)
- Epocilla picturata Simon, 1901 (China)
- Epocilla praetextata Thorell, 1887 (Myanmar to Java)
- Epocilla xylina Simon, 1906 (India)

## Erasinus
Erasinus Simon, 1899
- Erasinus flagellifer Simon, 1899 (Sumatra)
- Erasinus flavibarbis Simon, 1902 (Java)
- Erasinus gracilis Peckham & Peckham, 1907 (Borneo)

## Ergane
Ergane L. Koch, 1881
- Ergane benjarei (Peckham & Peckham, 1907) (Borneo)
- Ergane carinata Berry, Beatty & Prószyn'ski, 1996 (Philippines, Caroline Is.)
- Ergane cognata L. Koch, 1881 (Northern Territory)
- Ergane insulana L. Koch, 1881 (Australia)

## Erica
Erica Peckham & Peckham, 1892
- Erica eugenia Peckham & Peckham, 1892 (Panama to Brazil)

## Eris
Eris C. L. Koch, 1846
- Eris bulbosa (Karsch, 1880) (Mexico)
- Eris flava (Peckham & Peckham, 1888) (USA to Hispaniola)
- Eris floridana (Banks, 1904) (USA)
- Eris illustris C. L. Koch, 1846 (Puerto Rico)
- Eris militaris (Hentz, 1845) (USA, Canada, Alaska)
- Eris perpacta (Chickering, 1946) (Panama)
- Eris perpolita (Chickering, 1946) (Panama)
- Eris riedeli (Schmidt, 1971) (Ecuador or Colombia)
- Eris rufa (C. L. Koch, 1846) (USA)
- Eris tricolor (C. L. Koch, 1846) (Mexico)
- Eris trimaculata (Banks, 1898) (Mexico)
- Eris valida (Chickering, 1946) (Panama)

## Euophrys
Euophrys C. L. Koch, 1834
- Euophrys acripes (Simon, 1871) (Corsica)
- Euophrys alabardata Caporiacco, 1947 (Ethiopia)
- Euophrys albimana Denis, 1937 (Algeria)
- Euophrys albopalpalis Bao & Peng, 2002 (Taiwan)
- Euophrys albopatella Petrunkevitch, 1914 (Myanmar)
- Euophrys alticola Denis, 1955 (France, Spain)
- Euophrys ambigua C. L. Koch, 1846 (Surinam)
- Euophrys a-notata Mello-Leitão, 1940 (Argentina)
- Euophrys arenaria (Urquhart, 1888) (New Zealand)
- Euophrys astuta (Simon, 1871) (Morocco)
- Euophrys atrata Song & Chai, 1992 (China)
- Euophrys auricolor Dyal, 1935 (Pakistan)
- Euophrys aurifrons Taczanowski, 1878 (Peru)
- Euophrys baliola (Simon, 1871) (Corsica)
- Euophrys banksi Roewer, 1951 (Mexico)
- Euophrys bifoveolata Tullgren, 1905 (Argentina)
- Euophrys bryophila Berry, Beatty & Prószyn'ski, 1996 (Fiji)
- Euophrys bulbus Bao & Peng, 2002 (Taiwan)
- Euophrys canariensis Denis, 1941 (Canary Is.)
- Euophrys capicola Simon, 1901 (South Africa)
- Euophrys catherinae Prószyn'ski, 2000 (Egypt)
- Euophrys chiriatapuensis Tikader, 1977 (India, Andaman Is.)
- Euophrys concolorata Roewer, 1951 (Karakorum)
- Euophrys convergentis Strand, 1906 (Algeria, Tunisia, Libya)
- Euophrys cooki Zabka, 1985 (Vietnam)
- Euophrys crux Taczanowski, 1878 (Peru)
- Euophrys dhaulagirica Zabka, 1980 (Nepal)
- Euophrys difficilis (Simon, 1868) (Southern Europe)
- Euophrys evae Zabka, 1981 (Himalayas)
- Euophrys everestensis Wanless, 1975 (Tibet)
- Euophrys ferrumequinum Taczanowski, 1878 (Ecuador, Peru)
- Euophrys flavoatra (Grube, 1861) (Russia)
- Euophrys frontalis (Walckenaer, 1802) (Palearctic)
- Euophrys fucata (Simon, 1868) (Turkey)
- Euophrys gambosa (Simon, 1868) (Mediterranean)
  - Euophrys gambosa mediocris Simon, 1937 (Southern Europe)
- Euophrys granulata Denis, 1947 (Egypt)
- Euophrys herbigrada (Simon, 1871) (Europe)
- Euophrys infausta Peckham & Peckham, 1903 (Southern Africa)
- Euophrys innotata (Simon, 1868) (Western Mediterranean)
- Euophrys jirica Zabka, 1980 (Nepal)
- Euophrys kataokai Ikeda, 1996 (Russia, Korea, China, Japan)
- Euophrys kirghizica Logunov, 1997 (Kyrgyzstan)
- Euophrys kittenbergeri Caporiacco, 1947 (East Africa)
- Euophrys kororensis Berry, Beatty & Prószyn'ski, 1996 (Caroline Is.)
- Euophrys laetata Simon, 1904 (Chile)
- Euophrys leipoldti Peckham & Peckham, 1903 (South Africa)
- Euophrys leucopalpis Taczanowski, 1878 (Peru)
- Euophrys leucostigma C. L. Koch, 1846 (Brazil)
- Euophrys littoralis Soyer, 1959 (France)
- Euophrys lunata Bertkau, 1880 (Brazil)
- Euophrys luteolineata (Simon, 1871) (Corsica)
- Euophrys manicata (Simon, 1871) (Morocco)
- Euophrys mapuche Galiano, 1968 (Chile)
- Euophrys marmarica Caporiacco, 1928 (Libya)
- Euophrys maura Taczanowski, 1878 (Peru)
- Euophrys megastyla Caporiacco, 1949 (Kenya)
- Euophrys melanoleuca Mello-Leitão, 1944 (Argentina)
- Euophrys menemerella Strand, 1909 (South Africa)
- Euophrys minuta Prószyn'ski, 1992 (India)
- Euophrys monadnock Emerton, 1891 (USA, Canada)
- Euophrys mottli Kolosváry, 1934 (Slovakia)
- Euophrys namulinensis Hu, 2001 (China)
- Euophrys nanchonensis Taczanowski, 1878 (Peru)
- Euophrys nangqianensis Hu, 2001 (China)
- Euophrys nepalica Zabka, 1980 (Nepal, China)
- Euophrys newtoni Peckham & Peckham, 1896 (Central America)
- Euophrys nigrescens Caporiacco, 1940 (Somalia)
- Euophrys nigripalpis Simon, 1937 (France, Corsica)
- Euophrys nigritarsis (Simon, 1868) (France)
- Euophrys nigromaculata (Lucas, 1846) (Algeria)
- Euophrys omnisuperstes Wanless, 1975 (Nepal)
- Euophrys patagonica Simon, 1905 (Argentina)
- Euophrys patellaris Denis, 1957 (Spain)
- Euophrys pehuenche Galiano, 1968 (Chile)
- Euophrys pelzelni Taczanowski, 1878 (Peru)
- Euophrys peruviana Taczanowski, 1878 (Peru)
- Euophrys pexa Simon, 1937 (France)
- Euophrys poloi Zabka, 1985 (Vietnam)
- Euophrys proszynskii Logunov, Cutler & Marusik, 1993 (Russia, Kazakhstan)
- Euophrys pseudogambosa Strand, 1915 (Israel)
- Euophrys pulchella Peckham & Peckham, 1893 (St. Vincent)
- Euophrys purcelli Peckham & Peckham, 1903 (South Africa)
- Euophrys quadricolor Taczanowski, 1878 (Peru)
- Euophrys quadripunctata (Lucas, 1846) (Algeria)
- Euophrys quadrispinosa Lawrence, 1938 (South Africa)
- Euophrys quilpuensis Simon, 1901 (Chile)
- Euophrys rapida C. L. Koch, 1846 (Chile)
- Euophrys rosenhaueri L. Koch, 1856 (Spain)
- Euophrys rubroclypea Dyal, 1935 (Pakistan)
- Euophrys rufa Dyal, 1935 (Pakistan)
- Euophrys rufibarbis (Simon, 1868) (Palearctic)
- Euophrys rufimana (Simon, 1875) (France)
- Euophrys saitiformis Simon, 1901 (Chile, Argentina)
- Euophrys sanctimatei Taczanowski, 1878 (Peru)
- Euophrys sedula (Simon, 1875) (France)
- Euophrys semiglabrata (Simon, 1868) (Portugal, Spain, France)
- Euophrys semirufa Simon, 1884 (Syria)
- Euophrys sima Chamberlin, 1916 (Peru)
- Euophrys sinapicolor Taczanowski, 1878 (Peru)
- Euophrys striolata (C. L. Koch, 1846) (Northern, Central Europe)
- Euophrys sulphurea (L. Koch, 1867) (Southern Europe, Syria)
- Euophrys sutrix Holmberg, 1875 (Paraguay, Uruguay, Argentina)
- Euophrys talassica Logunov, 1997 (Kyrgyzstan)
- Euophrys tehuelche Galiano, 1968 (Chile)
- Euophrys terrestris (Simon, 1871) (Europe)
- Euophrys testaceozonata Caporiacco, 1922 (Italy)
- Euophrys turkmenica Logunov, 1997 (Turkmenistan)
- Euophrys uralensis Logunov, Cutler & Marusik, 1993 (Russia, Central Asia)
- Euophrys valens Bösenberg & Lenz, 1895 (East Africa)
- Euophrys vestita Taczanowski, 1878 (Peru)
- Euophrys vetusta C. L. Koch, 1846 (St. Thomas)
- Euophrys wanyan Berry, Beatty & Prószyn'ski, 1996 (Caroline Is.)
- Euophrys wenxianensis Yang & Tang, 1997 (China)
- Euophrys ysobolii Peckham & Peckham, 1896 (Guatemala)
- Euophrys yulungensis Zabka, 1980 (China, Nepal)

## Eupoa
Eupoa Zabka, 1985
- Eupoa prima Zabka, 1985 (Vietnam)

## Euryattus
Euryattus Thorell, 1881
- Euryattus bleekeri (Doleschall, 1859) (Sri Lanka to Queensland)
- Euryattus breviusculus (Simon, 1902) (Sri Lanka)
- Euryattus celebensis (Merian, 1911) (Sulawesi)
- Euryattus leopoldi (Roewer, 1938) (New Guinea, Aru Is.)
- Euryattus myiopotami (Thorell, 1881) (New Guinea)
- Euryattus porcellus Thorell, 1881 (New Guinea)
- Euryattus venustus (Doleschall, 1859) (Amboina, New Guinea)
- Euryattus wallacei (Thorell, 1881) (Queensland)

## Eustiromastix
Eustiromastix Simon, 1902
- Eustiromastix bahiensis Galiano, 1979 (Brazil)
- Eustiromastix efferatus Bauab & Soares, 1978 (Brazil)
- Eustiromastix falcatus Galiano, 1981 (Trinidad)
- Eustiromastix intermedius Galiano, 1979 (Venezuela)
- Eustiromastix keyserlingi (Taczanowski, 1878) (Peru)
- Eustiromastix macropalpus Galiano, 1979 (Brazil)
- Eustiromastix major Simon, 1902 (French Guiana, Brazil)
- Eustiromastix moraballi Mello-Leitão, 1940 (Venezuela, Guyana)
- Eustiromastix nativo Santos & Romero, 2004 (Brazil)
- Eustiromastix obscurus (Peckham & Peckham, 1893) (St. Vincent)
- Eustiromastix vincenti (Peckham & Peckham, 1893) (St. Vincent)

## Evarcha
Evarcha Simon, 1902
- Evarcha albaria (L. Koch, 1878) (Russia, China, Korea, Japan)
- Evarcha amabilis (C. L. Koch, 1846) (USA)
- Evarcha arcuata (Clerck, 1757) (Palearctic)
- Evarcha armeniaca Logunov, 1999 (Armenia, Azerbaijan)
- Evarcha bakorensis Rollard & Wesolowska, 2002 (Guinea)
- Evarcha bicoronata (Simon, 1901) (Hong Kong)
- Evarcha bicuspidata Peng & Li, 2003 (Vietnam)
- Evarcha bihastata Wesolowska & Russell-Smith, 2000 (Tanzania)
- Evarcha bulbosa Zabka, 1985 (China, Vietnam)
- Evarcha cancellata (Simon, 1902) (Sri Lanka, Java)
- Evarcha certa Rollard & Wesolowska, 2002 (Guinea)
- Evarcha chappuisi Lessert, 1925 (East Africa)
- Evarcha chubbi Lessert, 1925 (East Africa)
- Evarcha coreana Seo, 1988 (China, Korea)
- Evarcha crinita Logunov & Zamanpoore, 2005 (Afghanistan)
- Evarcha culicivora Wesolowska & Jackson, 2003 (Kenya)
- Evarcha darinurica Logunov, 2001 (Afghanistan)
- Evarcha digitata Peng & Li, 2002 (China)
- Evarcha dubia (Kulczyn'ski, 1901) (Ethiopia)
- Evarcha elegans Wesolowska & Russell-Smith, 2000 (Tanzania)
- Evarcha eriki Wunderlich, 1987 (Canary Is.)
- Evarcha falcata (Clerck, 1757) (Palearctic)
  - Evarcha falcata nigrofusca (Strand, 1900) (Norway)
  - Evarcha falcata xinglongensis Yang & Tang, 1996 (China)
- Evarcha fasciata Seo, 1992 (China, Korea, Japan)
- Evarcha flavocincta (C. L. Koch, 1846) (China to Java)
- Evarcha gausapata (Thorell, 1890) (Sumatra, Java)
- Evarcha hirticeps (Song & Chai, 1992) (China)
- Evarcha hoyi (Peckham & Peckham, 1883) (USA, Canada)
- Evarcha hunanensis Peng, Xie & Kim, 1993 (China)
- Evarcha hyllinella Strand, 1913 (Lombok)
- Evarcha infrastriata (Keyserling, 1881) (Queensland)
- Evarcha jucunda (Lucas, 1846) (Mediterranean, introduced in Belgium)
- Evarcha kirghisica Rakov, 1997 (Kyrgyzstan)
- Evarcha laetabunda (C. L. Koch, 1846) (Palearctic)
- Evarcha maculata Rollard & Wesolowska, 2002 (Guinea)
- Evarcha madagascariensis Prószyn'ski, 1992 (Madagascar)
- Evarcha michailovi Logunov, 1992 (France, Russia, Central Asia, China)
- Evarcha mongolica Danilov & Logunov, 1994 (Russia, China)
- Evarcha natalica Simon, 1902 (South Africa)
- Evarcha negevensis Prószyn'ski, 2000 (Israel)
- Evarcha nenilini Rakov, 1997 (Central Asia)
- Evarcha nepos (O. P.-Cambridge, 1872) (Israel)
- Evarcha nigricans (Dalmas, 1920) (Tunisia)
- Evarcha obscura Caporiacco, 1947 (East Africa)
- Evarcha optabilis (Fox, 1937) (China)
- Evarcha orientalis (Song & Chai, 1992) (China)
- Evarcha paralbaria Song & Chai, 1992 (China)
- Evarcha patagiata (O. P.-Cambridge, 1872) (Syria)
- Evarcha petrae Prószyn'ski, 1992 (Thailand)
- Evarcha pileckii Prószyn'ski, 2000 (Israel)
- Evarcha pococki Zabka, 1985 (Bhutan to Vietnam, China)
- Evarcha praeclara Prószyn'ski & Wesolowska, 2003 (Sudan, Israel, Yemen)
- Evarcha proszynskii Marusik & Logunov, 1998 (Russia to Japan, USA, Canada)
- Evarcha pseudopococki Peng, Xie & Kim, 1993 (China)
- Evarcha pulchella (Thorell, 1895) (Myanmar)
- Evarcha reiskindi Berry, Beatty & Prószyn'ski, 1996 (Caroline Is.)
- Evarcha sichuanensis Peng, Xie & Kim, 1993 (China)
- Evarcha similis Caporiacco, 1941 (Ethiopia)
- Evarcha similis Wesolowska & Russell-Smith, 2000 (Tanzania)
- Evarcha syriaca Kulczyn'ski, 1911 (Syria, Israel)
- Evarcha vitosa Próchniewicz, 1989 (Central, East Africa)
- Evarcha wenxianensis Tang & Yang, 1995 (China)
- Evarcha wulingensis Peng, Xie & Kim, 1993 (China)

## Featheroides
Featheroides Peng et al., 1994
- Featheroides typicus Peng et al., 1994 (China)
- Featheroides yunnanensis Peng et al., 1994 (China)

## Festucula
Festucula Simon, 1901
- Festucula festuculaeformis (Lessert, 1925) (Central, East, Southern Africa)
- Festucula lawrencei Lessert, 1933 (Angola, Tanzania)
- Festucula vermiformis Simon, 1901 (Egypt)

## Flacillula
Flacillula Strand, 1932
- Flacillula albofrenata (Simon, 1905) (Java)
- Flacillula incognita Zabka, 1985 (Vietnam)
- Flacillula lubrica (Simon, 1901) (Sri Lanka)
- Flacillula minuta (Berland, 1929) (Caroline Is., Niue, Samoa, Cook Is.)
- Flacillula nitens Berry, Beatty & Prószyn'ski, 1997 (Caroline Is.)
- Flacillula purpurea (Dyal, 1935) (Pakistan)

## Fluda
Fluda Peckham & Peckham, 1892
- Fluda angulosa Simon, 1900 (Venezuela)
- Fluda araguae Galiano, 1971 (Venezuela)
- Fluda elata Galiano, 1986 (Ecuador)
- Fluda goianiae Soares & Camargo, 1948 (Brazil)
- Fluda inpae Galiano, 1971 (Brazil)
- Fluda narcissa Peckham & Peckham, 1892 (Brazil)
- Fluda nigritarsis Simon, 1900 (Venezuela)
- Fluda opica (Peckham & Peckham, 1892) (Brazil)
- Fluda perdita (Peckham & Peckham, 1892) (Colombia, Trinidad, Guyana)
- Fluda princeps Banks, 1929 (Panama)
- Fluda ruficeps (Taczanowski, 1878) (Peru)

## Frespera
Frespera Braul & Lise, 2002
- Frespera carinata (Simon, 1902) (Venezuela)
- Frespera meridionalis Braul & Lise, 2002 (Venezuela)

## Freya
Freya C. L. Koch, 1850
- Freya albosignata (F. O. P.-Cambridge, 1901) (Guatemala, Panama)
- Freya arraijanica Chickering, 1946 (Panama)
- Freya atures Galiano, 2001 (Venezuela)
- Freya bicavata (F. O. P.-Cambridge, 1901) (Panama)
- Freya bifida (F. O. P.-Cambridge, 1901) (Panama)
- Freya bifurcata (F. O. P.-Cambridge, 1901) (Panama)
- Freya chapare Galiano, 2001 (Bolivia, Brazil)
- Freya chionopogon Simon, 1902 (Venezuela)
- Freya decorata (C. L. Koch, 1846) (Northern South America)
- Freya demarcata Chamberlin & Ivie, 1936 (Panama)
- Freya disparipes Caporiacco, 1954 (French Guiana)
- Freya dureti Galiano, 2001 (Brazil)
- Freya dyali Roewer, 1951 (Pakistan)
- Freya emarginata (F. O. P.-Cambridge, 1901) (Guatemala)
- Freya frontalis Banks, 1929 (Panama)
- Freya grisea (F. O. P.-Cambridge, 1901) (Guatemala, Panama)
- Freya guianensis Caporiacco, 1947 (Venezuela, Guyana)
- Freya infuscata (F. O. P.-Cambridge, 1901) (El Salvador, Panama)
- Freya justina Banks, 1929 (Panama)
- Freya longispina (F. O. P.-Cambridge, 1901) (Guatemala, Panama)
- Freya maculatipes (F. O. P.-Cambridge, 1901) (Mexico)
- Freya minuta (F. O. P.-Cambridge, 1901) (Panama)
- Freya nannispina Chamberlin & Ivie, 1936 (Panama)
- Freya nigrotaeniata (Mello-Leitão, 1945) (Paraguay, Argentina)
- Freya perelegans Simon, 1902 (Venezuela)
- Freya petrunkevitchi Chickering, 1946 (Panama)
- Freya prominens (F. O. P.-Cambridge, 1901) (Mexico to Panama)
- Freya regia (Peckham & Peckham, 1896) (Mexico, Guatemala)
- Freya rubiginosa (C. L. Koch, 1846) (Brazil)
- Freya rufohirta (Simon, 1902) (Brazil)
- Freya rustica (Peckham & Peckham, 1896) (Guatemala, Panama)

## Frigga
Frigga C. L. Koch, 1850
- Frigga coronigera (C. L. Koch, 1846) (Brazil)
- Frigga crocuta (Taczanowski, 1878) (Peru, Ecuador, Galapagos Is., Marquesas Is., Queensland)
- Frigga finitima Galiano, 1979 (Bolivia, Argentina)
- Frigga flava (F. O. P.-Cambridge, 1901) (Guatemala)
- Frigga kessleri (Taczanowski, 1872) (Brazil, Guyana, French Guiana)
- Frigga opulenta Galiano, 1979 (Ecuador, Peru)
- Frigga pratensis (Peckham & Peckham, 1885) (Mexico to Colombia)
- Frigga quintensis (Tullgren, 1905) (Argentina, Brazil)
- Frigga rufa (Caporiacco, 1947) (Guyana, Brazil)
- Frigga simoni (Berland, 1913) (Ecuador)

## Fritzia
Fritzia O. P.-Cambridge, 1879
- Fritzia muelleri O. P.-Cambridge, 1879 (Brazil, Argentina)

## Fuentes
Fuentes Peckham & Peckham, 1894
- Fuentes pertinax Peckham & Peckham, 1894 (Honduras)

## Furculattus
Furculattus Balogh, 1980
- Furculattus maxillosus Balogh, 1980 (New Guinea, New Britain)

## Gambaquezonia
Gambaquezonia Barrion & Litsinger, 1995
- Gambaquezonia itimana Barrion & Litsinger, 1995 (Philippines)

## Gangus
Gangus Simon, 1902
- Gangus concinnus (Keyserling, 1881) (Queensland)
- Gangus decorus Simon, 1902 (Queensland)
- Gangus longulus Simon, 1902 (Queensland)
- Gangus manipisus Barrion & Litsinger, 1995 (Philippines)

## Gastromicans
Gastromicans Mello-Leitão, 1917
- Gastromicans albopilosa (Simon, 1903) (Brazil, Paraguay)
- Gastromicans hondurensis (Peckham & Peckham, 1896) (Guatemala, Honduras)
- Gastromicans levispina (F. O. P.-Cambridge, 1901) (Panama)
- Gastromicans noxiosa (Simon, 1886) (Bolivia)
- Gastromicans tesselata (C. L. Koch, 1846) (Brazil)
- Gastromicans vigens (Peckham & Peckham, 1901) (Brazil, Argentina)

## Gedea
Gedea Simon, 1902
- Gedea daoxianensis Song & Gong, 1992 (China)
- Gedea flavogularis Simon, 1902 (Java)
- Gedea sinensis Song & Chai, 1991 (China)
- Gedea tibialis Zabka, 1985 (Vietnam)
- Gedea unguiformis Xiao & Yin, 1991 (China)

## Gelotia
Gelotia Thorell, 1890
- Gelotia argenteolimbata (Simon, 1900) (Singapore)
- Gelotia bimaculata Thorell, 1890 (Sumatra, Borneo)
- Gelotia frenata Thorell, 1890 (Sumatra)
- Gelotia lanka Wijesinghe, 1991 (Sri Lanka)
- Gelotia robusta Wanless, 1984 (New Britain)
- Gelotia salax (Thorell, 1877) (Sulawesi)
- Gelotia syringopalpis Wanless, 1984 (China, Malaysia, Borneo)

## Ghelna
Ghelna Maddison, 1996
- Ghelna barrowsi (Kaston, 1973) (USA)
- Ghelna canadensis (Banks, 1897) (USA, Canada)
- Ghelna castanea (Hentz, 1846) (USA)
- Ghelna sexmaculata (Banks, 1895) (USA, Canada)

## Ghumattus
Ghumattus Prószyn'ski, 1992
- Ghumattus primus Prószyn'ski, 1992 (India)

## Giuiria
Giuiria Strand, 1906
- Giuiria unica Strand, 1906 (Ethiopia)

## Goleba
Goleba Wanless, 1980
- Goleba jocquei Szüts, 2001 (Congo)
- Goleba pallens (Blackwall, 1877) (Aldabra, Seychelles)
- Goleba puella (Simon, 1885) (Ghana to Kenya)
- Goleba punctata (Peckham & Wheeler, 1888) (Madagascar)

## Goleta
Goleta Peckham & Peckham, 1894
- Goleta peckhami Simon, 1900 (Madagascar)
- Goleta workmani (Peckham & Peckham, 1885) (Madagascar)

## Gorgasella
Gorgasella Chickering, 1946
- Gorgasella eximia Chickering, 1946 (Panama)

## Gramenca
Gramenca Rollard & Wesolowska, 2002
- Gramenca prima Rollard & Wesolowska, 2002 (Guinea)

## Grayenulla
Grayenulla Zabka, 1992
- Grayenulla australensis Zabka, 1992 (Western Australia)
- Grayenulla dejongi Zabka, 1992 (Western Australia)
- Grayenulla nova Zabka, 1992 (Western Australia)
- Grayenulla spinimana Zabka & Gray, 2002 (Western Australia)
- Grayenulla waldockae Zabka, 1992 (Western Australia)
- Grayenulla wilganea Zabka & Gray, 2002 (New South Wales)
- Grayenulla wishartorum Zabka, 1992 (Queensland)

## Gypogyna
Gypogyna Simon, 1900
- Gypogyna forceps Simon, 1900 (Paraguay, Argentina)

## Habrocestoides
Habrocestoides Prószyn'ski, 1992
- Habrocestoides bengalensis Prószyn'ski, 1992 (India)
- Habrocestoides darjeelingus Logunov, 1999 (India)
- Habrocestoides indicus Prószyn'ski, 1992 (India)
- Habrocestoides micans Logunov, 1999 (India)
- Habrocestoides nitidus Logunov, 1999 (India)
- Habrocestoides phulchokiensis Logunov, 1999 (Nepal)

## Habrocestum
Habrocestum Simon, 1876
- Habrocestum albimanum Simon, 1901 (South Africa)
- Habrocestum albopunctatum Wesolowska & van Harten, 2002 (Socotra)
- Habrocestum algericum Dalmas, 1920 (Algeria)
- Habrocestum annae Peckham & Peckham, 1903 (South Africa)
- Habrocestum arabicum Prószyn'ski, 1989 (Saudi Arabia)
- Habrocestum bitaeniatum Keyserling, 1882 (Queensland)
- Habrocestum bovei (Lucas, 1846) (Morocco, Algeria)
- Habrocestum dubium Wesolowska & van Harten, 2002 (Socotra)
- Habrocestum dyali Roewer, 1955 (Pakistan)
- Habrocestum egaeum Metzner, 1999 (Greece, Crete)
- Habrocestum ferrugineum Wesolowska & van Harten, 2002 (Socotra)
- Habrocestum flavimanum Simon, 1901 (South Africa)
- Habrocestum formosum Wesolowska, 2000 (Zimbabwe)
- Habrocestum graecum Dalmas, 1920 (Greece)
- Habrocestum hongkongiense Prószyn'ski, 1992 (Hong Kong)
- Habrocestum ibericum Dalmas, 1920 (Spain)
- Habrocestum inquinatum Wesolowska & van Harten, 2002 (Socotra)
- Habrocestum latifasciatum (Simon, 1868) (Eastern Mediterranean)
- Habrocestum laurae Peckham & Peckham, 1903 (South Africa)
- Habrocestum lepidum Dalmas, 1920 (Algeria)
- Habrocestum luculentum Peckham & Peckham, 1903 (South Africa)
- Habrocestum nigristernum Dalmas, 1920 (Turkey)
- Habrocestum ornaticeps (Simon, 1868) (Morocco)
- Habrocestum panjabium Roewer, 1951 (Pakistan)
- Habrocestum papilionaceum (L. Koch, 1867) (Greece)
- Habrocestum peckhami Rainbow, 1899 (Solomon Is.)
- Habrocestum penicillatum Caporiacco, 1940 (Ethiopia)
- Habrocestum pullatum Simon, 1876 (France)
- Habrocestum punctiventre Keyserling, 1882 (Western Australia)
- Habrocestum rubroclypeatum Lessert, 1927 (Congo)
- Habrocestum sapiens (Peckham & Peckham, 1903) (Southern Africa)
- Habrocestum schinzi Simon, 1887 (South Africa)
- Habrocestum shulovi Prószyn'ski, 2000 (Israel)
- Habrocestum simoni Dalmas, 1920 (Algeria)
- Habrocestum socotrense Wesolowska & van Harten, 2002 (Socotra)
- Habrocestum speciosum Wesolowska & van Harten, 1994 (Socotra)
- Habrocestum subdotatum Caporiacco, 1940 (Ethiopia, East Africa)
- Habrocestum subpenicillatum Caporiacco, 1941 (Ethiopia)
- Habrocestum superbum Wesolowska, 2000 (Zimbabwe)
- Habrocestum tanzanicum Wesolowska & Russell-Smith, 2000 (Tanzania)
- Habrocestum verattii Caporiacco, 1936 (Libya)

## Habronattus
Habronattus F. O. P.-Cambridge, 1901
- Habronattus abditus Griswold, 1987 (Mexico)
- Habronattus agilis (Banks, 1893) (USA)
- Habronattus alachua Griswold, 1987 (USA)
- Habronattus altanus (Gertsch, 1934) (North America)
- Habronattus americanus (Keyserling, 1884) (USA, Canada)
- Habronattus amicus (Peckham & Peckham, 1909) (USA)
- Habronattus ammophilus (Chamberlin, 1924) (Mexico)
- Habronattus anepsius (Chamberlin, 1924) (USA, Mexico)
- Habronattus aztecanus (Banks, 1898) (Mexico)
- Habronattus ballatoris Griswold, 1987 (USA)
- Habronattus banksi (Peckham & Peckham, 1901) (Mexico to Panama, Jamaica)
- Habronattus borealis (Banks, 1895) (USA, Canada)
- Habronattus brunneus (Peckham & Peckham, 1901) (USA, West Indies)
- Habronattus bulbipes (Chamberlin & Ivie, 1941) (USA)
- Habronattus calcaratus (Banks, 1904) (USA)
  - Habronattus calcaratus agricola Griswold, 1987 (USA)
  - Habronattus calcaratus maddisoni Griswold, 1987 (USA, Canada)
- Habronattus californicus (Banks, 1904) (USA)
- Habronattus cambridgei Bryant, 1948 (Mexico to Guatemala)
- Habronattus captiosus (Gertsch, 1934) (USA, Canada)
- Habronattus carolinensis (Peckham & Peckham, 1901) (USA)
- Habronattus carpus Griswold, 1987 (Mexico)
- Habronattus ciboneyanus Griswold, 1987 (Cuba, Jamaica)
- Habronattus clypeatus (Banks, 1895) (USA, Mexico)
- Habronattus cockerelli (Banks, 1901) (USA)
- Habronattus coecatus (Hentz, 1846) (USA, Mexico, Bermuda)
- Habronattus cognatus (Peckham & Peckham, 1901) (North America)
- Habronattus conjunctus (Banks, 1898) (USA, Mexico)
- Habronattus contingens (Chamberlin, 1925) (Mexico)
- Habronattus cuspidatus Griswold, 1987 (USA, Canada)
- Habronattus decorus (Blackwall, 1846) (USA, Canada)
- Habronattus delectus (Peckham & Peckham, 1909) (USA)
- Habronattus divaricatus (Banks, 1898) (Mexico)
- Habronattus dorotheae (Gertsch & Mulaik, 1936) (USA, Mexico)
- Habronattus dossenus Griswold, 1987 (Mexico)
- Habronattus elegans (Peckham & Peckham, 1901) (USA, Mexico)
- Habronattus encantadas Griswold, 1987 (Galapagos Is.)
- Habronattus ensenadae (Petrunkevitch, 1930) (Puerto Rico)
- Habronattus facetus (Petrunkevitch, 1930) (Puerto Rico)
- Habronattus fallax (Peckham & Peckham, 1909) (USA, Mexico)
- Habronattus festus (Peckham & Peckham, 1901) (USA)
- Habronattus formosus (Banks, 1906) (USA)
- Habronattus forticulus (Gertsch & Mulaik, 1936) (USA, Mexico)
- Habronattus georgiensis Chamberlin & Ivie, 1944 (USA)
- Habronattus geronimoi Griswold, 1987 (USA, Mexico, Nicaragua)
- Habronattus gigas Griswold, 1987 (Mexico)
- Habronattus hallani (Richman, 1973) (USA, Mexico)
- Habronattus hirsutus (Peckham & Peckham, 1888) (North America)
- Habronattus huastecanus Griswold, 1987 (Mexico)
- Habronattus icenoglei (Griswold, 1979) (USA, Mexico)
- Habronattus iviei Griswold, 1987 (Mexico)
- Habronattus jucundus (Peckham & Peckham, 1909) (USA, Canada)
- Habronattus kawini (Griswold, 1979) (USA, Mexico)
- Habronattus klauseri (Peckham & Peckham, 1901) (USA, Mexico)
- Habronattus kubai (Griswold, 1979) (USA)
- Habronattus leuceres (Chamberlin, 1925) (USA)
- Habronattus mataxus Griswold, 1987 (USA, Mexico)
- Habronattus mexicanus (Peckham & Peckham, 1896) (USA to Panama, Caribbean)
- Habronattus moratus (Gertsch & Mulaik, 1936) (USA, Mexico)
- Habronattus mustaciatus (Chamberlin & Ivie, 1941) (USA)
- Habronattus nahuatlanus Griswold, 1987 (Mexico)
- Habronattus nemoralis (Peckham & Peckham, 1901) (USA)
- Habronattus neomexicanus (Chamberlin, 1925) (USA)
- Habronattus nesiotus Griswold, 1987 (Bermuda)
- Habronattus notialis Griswold, 1987 (USA)
- Habronattus ocala Griswold, 1987 (USA)
- Habronattus ophrys Griswold, 1987 (USA)
- Habronattus orbus Griswold, 1987 (USA)
- Habronattus oregonensis (Peckham & Peckham, 1888) (USA, Canada)
- Habronattus paratus (Peckham & Peckham, 1896) (Central America)
- Habronattus peckhami (Banks, 1921) (USA)
- Habronattus pochtecanus Griswold, 1987 (Mexico)
- Habronattus pretiosus Bryant, 1947 (Puerto Rico, Virgin Is.)
- Habronattus pugillus Griswold, 1987 (Mexico)
- Habronattus pyrrithrix (Chamberlin, 1924) (USA, Mexico)
- Habronattus renidens Griswold, 1987 (Mexico)
- Habronattus rufescens (Berland, 1934) (Marquesas Is.)
- Habronattus sabulosus (Peckham & Peckham, 1901) (USA)
- Habronattus sansoni (Emerton, 1915) (USA, Canada)
- Habronattus schlingeri (Griswold, 1979) (USA, Mexico)
- Habronattus signatus (Banks, 1900) (USA, Mexico)
- Habronattus simplex (Peckham & Peckham, 1901) (Mexico)
- Habronattus sugillatus Griswold, 1987 (USA, Mexico)
- Habronattus superciliosus (Peckham & Peckham, 1901) (USA)
- Habronattus tarascanus Griswold, 1987 (Mexico)
- Habronattus tarsalis (Banks, 1904) (USA, Hawaii)
- Habronattus texanus (Chamberlin, 1924) (USA, Mexico)
- Habronattus tlaxcalanus Griswold, 1987 (Mexico)
- Habronattus tranquillus (Peckham & Peckham, 1901) (USA, Mexico)
- Habronattus trimaculatus Bryant, 1945 (USA)
- Habronattus tuberculatus (Gertsch & Mulaik, 1936) (USA)
- Habronattus ustulatus (Griswold, 1979) (USA, Mexico)
- Habronattus velivolus Griswold, 1987 (Mexico)
- Habronattus venatoris Griswold, 1987 (USA)
- Habronattus virgulatus Griswold, 1987 (USA, Mexico)
- Habronattus viridipes (Hentz, 1846) (USA, Canada)
- Habronattus waughi (Emerton, 1926) (Canada)
- Habronattus zapotecanus Griswold, 1987 (Mexico)
- Habronattus zebraneus F. O. P.-Cambridge, 1901 (Mexico)

## Hakka
Hakka Berry & Prószyn'ski, 2001
- Hakka himeshimensis (Dönitz & Strand, 1906) (China, Korea, Japan, Hawaii)

## Haplopsecas
Haplopsecas Caporiacco, 1955
- Haplopsecas annulipes Caporiacco, 1955 (Venezuela)

## Harmochirus
Harmochirus Simon, 1885
- Harmochirus bianoriformis (Strand, 1907) (Central, East Africa, Madagascar)
- Harmochirus brachiatus (Thorell, 1877) (India, Bhutan to Taiwan, Indonesia)
- Harmochirus duboscqi (Berland & Millot, 1941) (Ivory Coast, Senegal)
- Harmochirus insulanus (Kishida, 1914) (China, Korea, Japan)
- Harmochirus lloydi Narayan, 1915 (India)
- Harmochirus luculentus Simon, 1885 (Central, East, Southern Africa, Zanzibar)
- Harmochirus pineus Xiao & Wang, 2005 (China)
- Harmochirus proszynski Zhu & Song, 2001 (China)
- Harmochirus zabkai Logunov, 2001 (India, Nepal, Vietnam)

## Hasarina
Hasarina Schenkel, 1963
- Hasarina contortospinosa Schenkel, 1963 (China)

## Hasarius
Hasarius Simon, 1871
- Hasarius adansoni (Audouin, 1826) (Cosmopolitan)
- Hasarius bellicosus Peckham & Peckham, 1896 (Guatemala)
- Hasarius berlandi Lessert, 1925 (East Africa)
- Hasarius biprocessiger Lessert, 1927 (Congo)
- Hasarius bisetatus Franganillo, 1930 (Cuba)
- Hasarius cheliceroides Borowiec & Wesolowska, 2002 (Cameroon)
- Hasarius dactyloides (Xie, Peng & Kim, 1993) (China)
- Hasarius egaenus Thorell, 1895 (Myanmar)
- Hasarius glaucus Hogg, 1915 (New Guinea)
- Hasarius inhonestus Keyserling, 1881 (New South Wales)
- Hasarius insignis Simon, 1885 (Comoro Is.)
- Hasarius insularis Wesolowska & van Harten, 2002 (Socotra)
- Hasarius kulczynskii Zabka, 1985 (Vietnam)
- Hasarius kweilinensis (Prószyn'ski, 1992) (China)
- Hasarius lisei Bauab & Soares, 1982 (Brazil)
- Hasarius mahensis Wanless, 1984 (Seychelles)
- Hasarius mccooki Thorell, 1892 (Java)
- Hasarius mulciber Keyserling, 1881 (Queensland)
- Hasarius neocaledonicus (Simon, 1889) (New Caledonia)
- Hasarius obscurus Keyserling, 1881 (New South Wales)
- Hasarius orientalis (Zabka, 1985) (Vietnam)
- Hasarius pauciaculeis Caporiacco, 1941 (Ethiopia)
- Hasarius peckhami Petrunkevitch, 1914 (Dominica)
- Hasarius roeweri Lessert, 1925 (East Africa)
- Hasarius rufociliatus Simon, 1897 (Seychelles)
- Hasarius rusticus Thorell, 1887 (Myanmar)
- Hasarius sobarus Thorell, 1892 (Sumatra)
- Hasarius testaceus (Thorell, 1877) (Sulawesi)
- Hasarius trivialis (Thorell, 1877) (Sulawesi)

## Havaika
Havaika Prószyn'ski, 2002
- Havaika albociliata (Simon, 1900) (Hawaii)
- Havaika canosa (Simon, 1900) (Hawaii)
- Havaika cruciata (Simon, 1900) (Hawaii)
- Havaika flavipes (Berland, 1933) (Marquesas Is.)
- Havaika jamiesoni Prószyn'ski, 2002 (Hawaii)
- Havaika navata (Simon, 1900) (Hawaii)
- Havaika nigrolineata (Berland, 1933) (Marquesas Is.)
- Havaika pubens (Simon, 1900) (Hawaii)
- Havaika senicula (Simon, 1900) (Hawaii)
- Havaika triangulifera (Berland, 1933) (Marquesas Is.)
- Havaika valida (Simon, 1900) (Hawaii)
- Havaika verecunda (Simon, 1900) (Hawaii)

## Helicius
Helicius Zabka, 1981
- Helicius chikunii (Logunov & Marusik, 1999) (Russia)
- Helicius cylindratus (Karsch, 1879) (Korea, Japan)
- Helicius hillaryi Zabka, 1981 (Bhutan)
- Helicius kimjoopili Kim, 1995 (Korea)
- Helicius yaginumai Bohdanowicz & Prószyn'ski, 1987 (Korea, Japan)

## Heliophanillus
Heliophanillus Prószyn'ski, 1989
- Heliophanillus fulgens (O. P.-Cambridge, 1872) (Greece, Middle East)
- Heliophanillus lucipeta (Simon, 1890) (Mediterranean to Central Asia)
- Heliophanillus suedicola (Simon, 1901) (Yemen, Socotra)

## Heliophanoides
Heliophanoides Prószyn'ski, 1992
- Heliophanoides bhutanicus Prószyn'ski, 1992 (Bhutan)
- Heliophanoides epigynalis Prószyn'ski, 1992 (India)
- Heliophanoides spermathecalis Prószyn'ski, 1992 (India)

## Heliophanus
Heliophanus C. L. Koch, 1833
- Heliophanus abditus Wesolowska, 1986 (Syria)
- Heliophanus aberdarensis Wesolowska, 1986 (Kenya)
- Heliophanus activus (Blackwall, 1877) (Seychelles)
- Heliophanus acutissimus Wesolowska, 1986 (Algeria)
- Heliophanus aeneus (Hahn, 1832) (Palearctic)
- Heliophanus aethiopicus Wesolowska, 2003 (Ethiopia)
- Heliophanus africanus Wesolowska, 1986 (South Africa)
- Heliophanus agricola Wesolowska, 1986 (Algeria, Spain)
- Heliophanus agricoloides Wunderlich, 1987 (Canary Is.)
- Heliophanus alienus Wesolowska, 1986 (Cameroon)
- Heliophanus anymphos Wesolowska, 2003 (Kenya)
- Heliophanus apiatus Simon, 1868 (Spain to Italy)
- Heliophanus auratus C. L. Koch, 1835 (Palearctic)
  - Heliophanus auratus mediocinctus Kulczyn'ski, 1898 (Austria)
- Heliophanus aviculus Berland & Millot, 1941 (Central, West Africa)
- Heliophanus baicalensis Kulczyn'ski, 1895 (Russia, Mongolia, China)
- Heliophanus bellus Wesolowska, 1986 (South Africa)
- Heliophanus berlandi Lawrence, 1937 (South Africa)
- Heliophanus bisulcus Wesolowska, 1986 (South Africa)
- Heliophanus bolensis Wesolowska, 2003 (Ethiopia)
- Heliophanus brevis Wesolowska, 2003 (Ethiopia)
- Heliophanus butemboensis Wesolowska, 1986 (Congo, Rwanda)
- Heliophanus camtschadalicus Kulczyn'ski, 1885 (Russia)
- Heliophanus canariensis Wesolowska, 1986 (Canary Is.)
- Heliophanus capensis Wesolowska, 1986 (South Africa)
- Heliophanus capicola Simon, 1901 (South Africa)
- Heliophanus cassinicola Simon, 1909 (West, Central, East Africa)
- Heliophanus charlesi Wesolowska, 2003 (South Africa)
- Heliophanus chikangawanus Wesolowska, 1986 (Angola, Malawi)
- Heliophanus chovdensis Prószyn'ski, 1982 (Kazakhstan to Mongolia)
- Heliophanus clarus Peckham & Peckham, 1903 (Zimbabwe)
- Heliophanus claviger Simon, 1901 (South Africa)
- Heliophanus congolensis Giltay, 1935 (Congo to São Tomé)
- Heliophanus conspicuus Wesolowska, 1986 (Algeria)
- Heliophanus creticus Giltay, 1932 (Crete)
- Heliophanus crudeni Lessert, 1925 (Tanzania)
- Heliophanus cupreus (Walckenaer, 1802) (Palearctic)
  - Heliophanus cupreus cuprescens (Simon, 1868) (Spain)
  - Heliophanus cupreus globifer (Simon, 1868) (Italy)
- Heliophanus curvidens (O. P.-Cambridge, 1872) (Israel to China)
- Heliophanus cuspidatus Xiao, 2000 (China)
- Heliophanus dampfi Schenkel, 1923 (Europe, Russia)
- Heliophanus deamatus Peckham & Peckham, 1903 (Central, Southern Africa)
- Heliophanus debilis Simon, 1901 (Central, East, Southern Africa)
- Heliophanus decempunctatus (Caporiacco, 1941) (Ethiopia)
- Heliophanus decoratus L. Koch, 1875 (North Africa, Israel)
- Heliophanus deformis Wesolowska, 1986 (Angola)
- Heliophanus demonstrativus Wesolowska, 1986 (East, Southern Africa)
- Heliophanus deserticola Simon, 1901 (South Africa)
- Heliophanus difficilis Wesolowska, 1986 (Congo)
- Heliophanus dubius C. L. Koch, 1835 (Palearctic)
- Heliophanus dunini Rakov & Logunov, 1997 (Azerbaijan, Kazakhstan)
- Heliophanus dux Wesolowska & van Harten, 1994 (Yemen)
- Heliophanus edentulus Simon, 1871 (Mediterranean)
- Heliophanus encifer Simon, 1871 (Mediterranean)
- Heliophanus equester L. Koch, 1867 (Italy to Azerbaijan)
- Heliophanus erythropleurus Kulczyn'ski, 1901 (Ethiopia)
- Heliophanus eucharis Simon, 1887 (Ivory Coast)
- Heliophanus falcatus Wesolowska, 1986 (Congo, Angola)
- Heliophanus fascinatus Wesolowska, 1986 (Sudan to Botswana)
- Heliophanus flavipes (Hahn, 1832) (Palearctic)
- Heliophanus forcipifer Kulczyn'ski, 1895 (Central Asia)
- Heliophanus fuerteventurae Schmidt & Krause, 1996 (Canary Is.)
- Heliophanus giltayi Lessert, 1933 (Kenya to Angola)
- Heliophanus gladiator Wesolowska, 1986 (Kenya, Malawi)
- Heliophanus glaucus Bösenberg & Lenz, 1895 (Egypt, Libya)
- Heliophanus gloriosus Wesolowska, 1986 (Angola, Botswana)
- Heliophanus hamifer Simon, 1885 (Mozambique, Zimbabwe, Madagascar, Seychelles)
- Heliophanus harpago Simon, 1910 (Central, West Africa)
- Heliophanus hastatus Wesolowska, 1986 (South Africa)
- Heliophanus heurtaultae Rollard & Wesolowska, 2002 (Guinea)
- Heliophanus horrifer Wesolowska, 1986 (South Africa)
- Heliophanus ibericus Wesolowska, 1986 (Spain)
- Heliophanus imerinensis Simon, 1901 (Madagascar)
- Heliophanus imperator Wesolowska, 1986 (Kenya, Malawi)
- Heliophanus improcerus Wesolowska, 1986 (Congo)
- Heliophanus innominatus Wesolowska, 1986 (Madagascar)
- Heliophanus insperatus Wesolowska, 1986 (Angola, Zimbabwe, South Africa)
- Heliophanus iranus Wesolowska, 1986 (Iran)
- Heliophanus japonicus Kishida, 1910 (Japan)
- Heliophanus kankanensis Berland & Millot, 1941 (Central, West Africa)
- Heliophanus kenyaensis Wesolowska, 1986 (Central Africa)
- Heliophanus kilimanjaroensis Wesolowska, 1986 (Tanzania)
- Heliophanus kochii Simon, 1868 (Palearctic)
- Heliophanus koktas Logunov, 1992 (Kazakhstan)
- Heliophanus kovacsi Wesolowska, 2003 (Ethiopia)
- Heliophanus lawrencei Wesolowska, 1986 (Congo, Angola)
- Heliophanus lesserti Wesolowska, 1986 (Central, Southern Africa)
- Heliophanus leucopes Wesolowska, 2003 (Ethiopia)
- Heliophanus lineiventris Simon, 1868 (Palearctic)
- Heliophanus macentensis Berland & Millot, 1941 (Ivory Coast to Kenya)
- Heliophanus machaerodus Simon, 1909 (North Africa)
- Heliophanus maculatus Karsch, 1878 (New South Wales)
- Heliophanus malus Wesolowska, 1986 (Syria, Israel)
- Heliophanus maralal Wesolowska, 2003 (Kenya)
- Heliophanus marshalli Peckham & Peckham, 1903 (South Africa)
- Heliophanus mauricianus Simon, 1901 (Mauritius, Réunion)
- Heliophanus megae Wesolowska, 2003 (Zimbabwe)
- Heliophanus melinus L. Koch, 1867 (Palearctic)
- Heliophanus menemeriformis Strand, 1907 (Tanzania)
- Heliophanus minutissimus (Caporiacco, 1941) (Ethiopia)
- Heliophanus mirabilis Wesolowska, 1986 (South Africa)
- Heliophanus modicus Peckham & Peckham, 1903 (South Africa, Madagascar)
- Heliophanus mordax (O. P.-Cambridge, 1872) (Greece to Central Asia)
- Heliophanus mucronatus Simon, 1901 (Madagascar)
- Heliophanus nanus Wesolowska, 2003 (South Africa)
- Heliophanus nobilis Wesolowska, 1986 (Congo)
- Heliophanus ochrichelis Strand, 1907 (Tanzania)
- Heliophanus orchesta Simon, 1885 (Central, South Africa, Madagascar)
- Heliophanus orchestioides Lessert, 1925 (East Africa)
- Heliophanus papyri Wesolowska, 2003 (Ethiopia)
- Heliophanus parvus Wesolowska & van Harten, 1994 (Socotra)
- Heliophanus patagiatus Thorell, 1875 (Palearctic)
  - Heliophanus patagiatus albolineatus Kulczyn'ski, 1901 (Russia)
- Heliophanus patellaris Simon, 1901 (South Africa)
- Heliophanus paulus Wesolowska, 1986 (Botswana)
- Heliophanus pauper Wesolowska, 1986 (Ethiopia, Zambia, Kenya, Zimbabwe)
- Heliophanus peckhami Simon, 1902 (South Africa)
- Heliophanus pistaciae Wesolowska, 2003 (Zimbabwe, South Africa)
- Heliophanus portentosus Wesolowska, 1986 (South Africa)
- Heliophanus potanini Schenkel, 1963 (Afghanistan, Central Asia, Mongolia, China)
- Heliophanus pratti Peckham & Peckham, 1903 (South Africa)
- Heliophanus proszynskii Wesolowska, 2003 (South Africa)
- Heliophanus pygmaeus Wesolowska & Russell-Smith, 2000 (Senegal, Tanzania, Zimbabwe)
- Heliophanus ramosus Wesolowska, 1986 (Algeria, Spain)
- Heliophanus redimitus Simon, 1910 (South Africa)
- Heliophanus robustus Berland & Millot, 1941 (Ivory Coast, Congo)
- Heliophanus rufithorax Simon, 1868 (Southern Europe to Central Asia)
- Heliophanus rutrosus Wesolowska, 2003 (Ethiopia)
- Heliophanus saudis Prószyn'ski, 1989 (Saudi Arabia, Yemen)
- Heliophanus semirasus Lawrence, 1928 (Namibia)
- Heliophanus simplex Simon, 1868 (Palearctic)
- Heliophanus sororius Wesolowska, 2003 (South Africa)
- Heliophanus splendidus Wesolowska, 2003 (Congo)
- Heliophanus stylifer Simon, 1878 (Morocco, Algeria)
- Heliophanus termiophagus Wesolowska & Haddad, 2002 (South Africa)
- Heliophanus transvaalicus Simon, 1901 (South Africa)
- Heliophanus trepidus Simon, 1910 (Angola, Botswana, Namibia, South Africa)
- Heliophanus tribulosus Simon, 1868 (Europe to Kazakhstan)
- Heliophanus tristis Wesolowska, 2003 (Ethiopia)
- Heliophanus turanicus Charitonov, 1969 (Central Asia)
- Heliophanus undecimmaculatus Caporiacco, 1941 (East Africa)
- Heliophanus ussuricus Kulczyn'ski, 1895 (Russia, Mongolia, China, Korea, Japan)
- Heliophanus uvirensis Wesolowska, 1986 (Congo)
- Heliophanus validus Wesolowska, 1986 (Kenya)
- Heliophanus verus Wesolowska, 1986 (Iran, Azerbaijan)
- Heliophanus villosus Wesolowska, 1986 (South Africa)
- Heliophanus wesolowskae Rakov & Logunov, 1997 (Central Asia)
- Heliophanus wulingensis Peng & Xie, 1996 (China)
- Heliophanus xanthopes Wesolowska, 2003 (Ethiopia)

## Helpis
Helpis Simon, 1901
- Helpis abnormis Zabka, 2002 (Queensland)
- Helpis gracilis Gardzinska, 1996 (New South Wales)
- Helpis kenilworthi Zabka, 2002 (Queensland, New South Wales)
- Helpis longichelis Strand, 1915 (New Guinea)
- Helpis minitabunda (L. Koch, 1880) (New Guinea, Eastern Australia, New Zealand)
- Helpis occidentalis Simon, 1909 (Australia)
- Helpis risdonica Zabka, 2002 (Tasmania)
- Helpis tasmanica Zabka, 2002 (Tasmania)

## Helvetia
Helvetia Peckham & Peckham, 1894
- Helvetia albovittata Simon, 1901 (Paraguay, Argentina)
- Helvetia cancrimana (Taczanowski, 1872) (French Guiana)
- Helvetia insularis (Banks, 1902) (Galapagos Is., Argentina)
- Helvetia riojanensis Galiano, 1965 (Argentina)
- Helvetia santarema Peckham & Peckham, 1894 (Brazil, Argentina)
- Helvetia zebrina Simon, 1901 (Brazil)
- Helvetia zonata Simon, 1901 (Brazil, Argentina)

## Hentzia
Hentzia Marx, 1883
- Hentzia antillana Bryant, 1940 (West Indies)
- Hentzia audax Bryant, 1940 (Cuba)
- Hentzia calypso Richman, 1989 (Jamaica)
- Hentzia chekika Richman, 1989 (USA, Bahama Is., Cuba)
- Hentzia cubana Richman, 1989 (Cuba)
- Hentzia elegans (Keyserling, 1885) (North America)
- Hentzia fimbriata (F. O. P.-Cambridge, 1901) (Mexico to Colombia)
- Hentzia footei (Petrunkevitch, 1914) (Lesser Antilles)
- Hentzia grenada (Peckham & Peckham, 1894) (USA)
- Hentzia mandibularis (Bryant, 1943) (Hispaniola)
- Hentzia mitrata (Hentz, 1846) (USA, Canada, Bahama Is.)
- Hentzia palmarum (Hentz, 1832) (North America, Bermuda, Bahama Is., Cuba)
- Hentzia parallela (Peckham & Peckham, 1894) (Honduras to Trinidad)
- Hentzia pima Richman, 1989 (USA)
- Hentzia poenitens (Chamberlin, 1924) (Mexico)
- Hentzia squamata (Petrunkevitch, 1930) (Puerto Rico)
- Hentzia tibialis Bryant, 1940 (Cuba)
- Hentzia vernalis (Peckham & Peckham, 1893) (Colombia to St. Vincent)
- Hentzia vittata (Keyserling, 1885) (Greater Antilles)
- Hentzia whitcombi Richman, 1989 (Puerto Rico, Lesser Antilles)
- Hentzia zombia Richman, 1989 (Hispaniola)

## Heratemita
Heratemita Strand, 1932
- Heratemita alboplagiata (Simon, 1899) (Philippines)
- Heratemita chrysozona (Simon, 1899) (Sumatra)

## Hermotimus
Hermotimus Simon, 1903
- Hermotimus coriaceus Simon, 1903 (West Africa)

## Hindumanes
Hindumanes Logunov, 2004
- Hindumanes karnatakaensis (Tikader & Biswas, 1978) (India)

## Hinewaia
Hinewaia Zabka & Pollard, 2002
- Hinewaia embolica Zabka & Pollard, 2002 (New Zealand)

## Hispo
Hispo Simon, 1885
- Hispo alboclypea Wanless, 1981 (Seychelles)
- Hispo alboguttata Simon, 1903 (Sumatra)
- Hispo bipartita Simon, 1903 (India, Sri Lanka)
- Hispo cingulata Simon, 1885 (Madagascar)
- Hispo frenata (Simon, 1900) (Madagascar)
- Hispo inermis (Caporiacco, 1947) (Central, East Africa)
- Hispo macfarlanei Wanless, 1981 (Madagascar)
- Hispo pullata Wanless, 1981 (Madagascar)
- Hispo striolata Simon, 1898 (Seychelles)
- Hispo sulcata Wanless, 1981 (Madagascar)
- Hispo tenuis Wanless, 1981 (Madagascar)

## Hisukattus
Hisukattus Galiano, 1987
- Hisukattus alienus Galiano, 1987 (Brazil)
- Hisukattus simplex (Mello-Leitão, 1944) (Argentina)
- Hisukattus transversalis Galiano, 1987 (Argentina, Paraguay)
- Hisukattus tristis (Mello-Leitão, 1944) (Argentina)

## Holcolaetis
Holcolaetis Simon, 1885
- Holcolaetis albobarbata Simon, 1910 (West, Central Africa)
- Holcolaetis clarki Wanless, 1985 (West, Central Africa)
- Holcolaetis cothurnata (Gerstäcker, 1873) (Zanzibar)
- Holcolaetis dyali Roewer, 1951 (Pakistan)
- Holcolaetis strandi Caporiacco, 1940 (Ethiopia)
- Holcolaetis vellerea Simon, 1909 (West, Central Africa, Yemen)
- Holcolaetis xerampelina Simon, 1885 (Central Africa)
- Holcolaetis zuluensis Lawrence, 1937 (Southern Africa)

## Holoplatys
Holoplatys Simon, 1885
- Holoplatys apressus (Powell, 1873) (New Zealand)
- Holoplatys bicolor Simon, 1901 (Queensland, Western Australia)
- Holoplatys bicoloroides Zabka, 1991 (Western Australia)
- Holoplatys borali Zabka, 1991 (Western Australia)
- Holoplatys braemarensis Zabka, 1991 (Queensland)
- Holoplatys bramptonensis Zabka, 1991 (Queensland)
- Holoplatys canberra Zabka, 1991 (Australian Capital Territory)
- Holoplatys carolinensis Berry, Beatty & Prószyn'ski, 1996 (Caroline Is.)
- Holoplatys chudalupensis Zabka, 1991 (Western Australia)
- Holoplatys colemani Zabka, 1991 (Queensland, New South Wales)
- Holoplatys complanata (L. Koch, 1879) (Queensland, Northern Territory, New Guinea)
- Holoplatys complanatiformis Zabka, 1991 (Queensland, New South Wales)
- Holoplatys daviesae Zabka, 1991 (Queensland, New South Wales)
- Holoplatys dejongi Zabka, 1991 (Western Australia)
- Holoplatys desertina Zabka, 1991 (Western Australia, South Australia)
- Holoplatys embolica Zabka, 1991 (Queensland)
- Holoplatys fusca (Karsch, 1878) (Western Australia to Queensland)
- Holoplatys grassalis Zabka, 1991 (Western Australia)
- Holoplatys invenusta (L. Koch, 1879) (Queensland, New South Wales, Victoria)
- Holoplatys jardinensis Zabka, 1991 (Queensland, New Guinea)
- Holoplatys julimarina Zabka, 1991 (Western Australia)
- Holoplatys kalgoorlie Zabka, 1991 (Western Australia)
- Holoplatys kempensis Zabka, 1991 (Northern Territory)
- Holoplatys lhotskyi Zabka, 1991 (Queensland, Tasmania)
- Holoplatys mascordi Zabka, 1991 (New South Wales, South Australia)
- Holoplatys meda Zabka, 1991 (Western Australia)
- Holoplatys minuta Zabka, 1991 (Queensland)
- Holoplatys oakensis Zabka, 1991 (Queensland)
- Holoplatys panthera Zabka, 1991 (South Australia)
- Holoplatys pedder Zabka, 1991 (Tasmania)
- Holoplatys pemberton Zabka, 1991 (Western Australia)
- Holoplatys planissima (L. Koch, 1879) (Western Australia to Queensland)
  - Holoplatys planissima occidentalis Thorell, 1890 (Sumatra)
- Holoplatys queenslandica Zabka, 1991 (Queensland, New Guinea)
- Holoplatys rainbowi Zabka, 1991 (Queensland)
- Holoplatys semiplanata Zabka, 1991 (Eastern Australia, New Caledonia)
- Holoplatys strzeleckii Zabka, 1991 (South Australia, Tasmania)
- Holoplatys tasmanensis Zabka, 1991 (Tasmania)
- Holoplatys windjanensis Zabka, 1991 (Western Australia)

## Homalattus
Homalattus White, 1841
- Homalattus coriaceus Simon, 1902 (Sierra Leone, South Africa)
- Homalattus marshalli Peckham & Peckham, 1903 (South Africa)
- Homalattus obscurus Peckham & Peckham, 1903 (South Africa)
- Homalattus punctatus Peckham & Peckham, 1903 (South Africa)
- Homalattus pustulatus (White, 1841) (Sierra Leone)
- Homalattus similis Peckham & Peckham, 1903 (South Africa)

## Huntiglennia
Huntiglennia Zabka & Gray, 2004
- Huntiglennia williamsi Zabka & Gray, 2004 (New South Wales)

## Hurius
Hurius Simon, 1901
- Hurius aeneus (Mello-Leitão, 1941) (Argentina)
- Hurius petrohue Galiano, 1985 (Chile)
- Hurius pisac Galiano, 1985 (Peru)
- Hurius vulpinus Simon, 1901 (Ecuador)

## Hyctiota
Hyctiota Strand, 1911
- Hyctiota banda Strand, 1911 (Moluccas)

## Hyetussa
Hyetussa Simon, 1902
- Hyetussa aguilari Galiano, 1978 (Peru)
- Hyetussa andalgalaensis Galiano, 1976 (Argentina)
- Hyetussa cribrata (Simon, 1901) (Paraguay, Argentina)
- Hyetussa mesopotamica Galiano, 1976 (Argentina)
- Hyetussa secta (Mello-Leitão, 1944) (Argentina)
- Hyetussa simoni Galiano, 1976 (Venezuela)

## Hyllus
Hyllus C. L. Koch, 1846
- Hyllus acutus (Blackwall, 1877) (Comoro Is., Seychelles)
- Hyllus aethiopicus Strand, 1906 (Ethiopia)
- Hyllus africanus Lessert, 1927 (Congo)
- Hyllus albofasciatus Thorell, 1899 (Cameroon)
- Hyllus albomarginatus (Lenz, 1886) (Madagascar)
- Hyllus albooculatus (Vinson, 1863) (Madagascar)
- Hyllus alboplagiatus Thorell, 1899 (Cameroon)
- Hyllus angustivulvus Caporiacco, 1940 (Ethiopia)
- Hyllus argyrotoxus Simon, 1902 (West, East, Southern Africa)
- Hyllus atroniveus Caporiacco, 1940 (Ethiopia)
- Hyllus aubryi (Lucas, 1858) (Gabon)
- Hyllus bifasciatus Ono, 1993 (Madagascar)
- Hyllus bos (Sundevall, 1833) (India)
- Hyllus brevitarsis Simon, 1902 (Ethiopia to South Africa)
  - Hyllus brevitarsis peckhamorum Berland & Millot, 1941 (West Africa)
- Hyllus carbonarius Lessert, 1927 (Congo)
- Hyllus congoensis Lessert, 1927 (Ivory Coast, Congo)
- Hyllus cornutus (Blackwall, 1866) (Africa)
- Hyllus decellei Wanless & Clark, 1975 (Ivory Coast)
- Hyllus decoratus Thorell, 1887 (Myanmar)
- Hyllus deyrollei (Lucas, 1858) (Gabon, Ivory Coast)
- Hyllus diardi (Walckenaer, 1837) (Myanmar, China to Java)
- Hyllus dotatus (Peckham & Peckham, 1903) (Sudan to Southern Africa, Yemen)
- Hyllus duplicidentatus Caporiacco, 1941 (Ethiopia)
- Hyllus erlangeri Strand, 1906 (Ethiopia)
- Hyllus flavescens Simon, 1902 (South Africa)
- Hyllus fur Strand, 1906 (Ethiopia)
- Hyllus fusciventris Strand, 1906 (Ethiopia)
- Hyllus giganteus C. L. Koch, 1846 (Sumatra to Australia)
  - Hyllus giganteus whitei Thorell, 1877 (Sulawesi)
- Hyllus guineensis Berland & Millot, 1941 (Guinea)
- Hyllus gulosus (Simon, 1877) (Philippines)
- Hyllus holochalceus Simon, 1910 (Bioko)
- Hyllus insularis Metzner, 1999 (Greece, Iran)
- Hyllus interrogationis (Strand, 1907) (Madagascar)
- Hyllus jallae Pavesi, 1897 (Africa)
- Hyllus janthinus (C. L. Koch, 1846) (Myanmar to Java)
- Hyllus juanensis Strand, 1907 (Mozambique)
- Hyllus keratodes (Hasselt, 1882) (Sumatra)
- Hyllus lacertosus (C. L. Koch, 1846) (Vietnam to Java)
  - Hyllus lacertosus borneensis (Thorell, 1892) (Borneo)
- Hyllus leucomelas (Lucas, 1858) (West Africa)
- Hyllus lugubrellus Strand, 1908 (Madagascar)
- Hyllus lugubris (Vinson, 1863) (Madagascar)
- Hyllus lwoffi Berland & Millot, 1941 (Guinea)
- Hyllus madagascariensis (Vinson, 1863) (Madagascar)
- Hyllus manensis Strand, 1906 (Ethiopia)
- Hyllus maskaranus Barrion & Litsinger, 1995 (Philippines)
- Hyllus minahassae Merian, 1911 (Sulawesi)
- Hyllus mniszechi (Lucas, 1858) (Gabon)
- Hyllus multiaculeatus Caporiacco, 1949 (Kenya)
- Hyllus nebulosus Peckham & Peckham, 1907 (Borneo)
- Hyllus normanae Wanless & Clark, 1975 (Ivory Coast)
- Hyllus nossibeensis Strand, 1907 (Madagascar)
- Hyllus nummularis (Gerstäcker, 1873) (Zanzibar)
- Hyllus pachypoessae Strand, 1907 (Cameroon)
- Hyllus plexippoides Simon, 1906 (Ivory Coast to Egypt)
- Hyllus pudicus Thorell, 1895 (India, Myanmar)
- Hyllus pulcherrimus Peckham & Peckham, 1907 (Borneo)
- Hyllus pupillatus (Fabricius, 1793) (China)
- Hyllus ramadanii Wesolowska & Russell-Smith, 2000 (Tanzania)
- Hyllus robinsoni Hogg, 1919 (Sumatra)
- Hyllus rotundithorax Wesolowska & Russell-Smith, 2000 (Tanzania)
- Hyllus sansibaricus Roewer, 1951 (Zanzibar)
- Hyllus semicupreus (Simon, 1885) (India, Sri Lanka)
- Hyllus senegalensis (C. L. Koch, 1846) (Senegal)
- Hyllus stigmatias (L. Koch, 1875) (Ethiopia)
- Hyllus suillus Thorell, 1899 (Cameroon)
- Hyllus thyeniformis Strand, 1906 (Ethiopia)
- Hyllus treleaveni Peckham & Peckham, 1902 (Central, East, Southern Africa)
- Hyllus tuberculatus Wanless & Clark, 1975 (Ivory Coast)
- Hyllus viduatus Caporiacco, 1940 (Ethiopia)
- Hyllus vinsoni (Peckham & Peckham, 1885) (Madagascar)
- Hyllus virgillus Strand, 1907 (Madagascar)
- Hyllus walckenaeri (White, 1846) (Borneo, Sulawesi)

## Hypaeus
Hypaeus Simon, 1900
- Hypaeus annulifer Simon, 1900 (Brazil)
- Hypaeus benignus (Peckham & Peckham, 1885) (Mexico to Panama)
- Hypaeus concinnus Simon, 1900 (Brazil)
- Hypaeus cucullatus Simon, 1900 (Ecuador)
- Hypaeus duodentatus Crane, 1943 (Guyana)
- Hypaeus estebanensis Simon, 1900 (Venezuela)
- Hypaeus flavipes Simon, 1900 (Brazil)
- Hypaeus flemingi Crane, 1943 (Venezuela, Brazil)
- Hypaeus frontosus Simon, 1900 (Brazil)
- Hypaeus ignicomus Simon, 1900 (Brazil)
- Hypaeus luridomaculatus Simon, 1900 (Brazil)
- Hypaeus miles Simon, 1900 (Brazil, Guyana)
- Hypaeus mystacalis (Taczanowski, 1878) (Ecuador, Peru)
- Hypaeus nigrocomosus Simon, 1900 (Brazil)
- Hypaeus porcatus (Taczanowski, 1871) (French Guiana)
- Hypaeus quadrinotatus Simon, 1900 (Brazil)
- Hypaeus taczanowskii (Mello-Leitão, 1948) (French Guiana, Guyana)
- Hypaeus triplagiatus Simon, 1900 (Brazil, Peru)
- Hypaeus venezuelanus Simon, 1900 (Venezuela)

## Hypoblemum
Hypoblemum Peckham & Peckham, 1886
- Hypoblemum albovittatum (Keyserling, 1882) (Queensland, New Zealand)
- Hypoblemum villosum (Keyserling, 1883) (New South Wales)

## Icius
Icius Simon, 1876
- Icius abnormis Denis, 1958 (Afghanistan)
- Icius bilobus Yang & Tang, 1996 (China)
- Icius brunellii Caporiacco, 1940 (Ethiopia)
- Icius cervinus Simon, 1878 (Russia)
- Icius congener Simon, 1871 (Western Mediterranean)
- Icius crassipes (Simon, 1868) (Spain, Algeria, Tunisia)
- Icius daisetsuzanus Saito, 1934 (Japan)
- Icius dendryphantoides Strand, 1909 (South Africa)
- Icius desertorum Simon, 1901 (South Africa)
- Icius glaucochirus (Thorell, 1890) (Sumatra)
- Icius gyirongensis Hu, 2001 (China)
- Icius hamatus (C. L. Koch, 1846) (Palearctic)
- Icius hongkong Song et al., 1997 (Hong Kong)
- Icius ildefonsus Chamberlin, 1924 (Mexico)
- Icius inhonestus Keyserling, 1878 (Uruguay)
- Icius insolitus Alicata & Cantarella, 1994 (Spain)
- Icius nebulosus (Simon, 1868) (Western Mediterranean)
- Icius ocellatus Pavesi, 1883 (East Africa)
- Icius pallidulus Nakatsudi, 1943 (Micronesia)
- Icius pseudocellatus Strand, 1907 (South Africa)
- Icius separatus Banks, 1903 (Hispaniola)
- Icius simoni Alicata & Cantarella, 1994 (Algeria)
- Icius steelae Logunov, 2004 (Sudan)
- Icius subinermis Simon, 1937 (Western Mediterranean, Germany)
- Icius testaceolineatus (Lucas, 1846) (Algeria)
- Icius yadongensis Hu, 2001 (China)

## Idastrandia
Idastrandia Strand, 1929
- Idastrandia orientalis (Szombathy, 1915) (Malaysia)

## Ilargus
Ilargus Simon, 1901
- Ilargus coccineus Simon, 1901 (Brazil)
- Ilargus modestus Caporiacco, 1947 (Guyana)
- Ilargus nitidisquamulatus Soares & Camargo, 1948 (Brazil)
- Ilargus singularis Caporiacco, 1955 (Venezuela)

## Imperceptus
Imperceptus Prószyn'ski, 1992
- Imperceptus minutus Prószyn'ski, 1992 (India)

## Indomarengo
Indomarengo Benjamin, 2004
- Indomarengo chandra Benjamin, 2004 (Sumatra)
- Indomarengo sarawakensis Benjamin, 2004 (Java, Borneo)
- Indomarengo thomsoni (Wanless, 1978) (Borneo)

## Iona
Iona Peckham & Peckham, 1886
- Iona nigrovittata (Keyserling, 1882) (Tonga)

## Iranattus
Iranattus Prószyn'ski, 1992
- Iranattus rectangularis Prószyn'ski, 1992 (Iran)

## Irura
Irura Peckham & Peckham, 1901
- Irura bicolor Zabka, 1985 (Vietnam)
- Irura hamatapophysis (Peng & Yin, 1991) (China)
- Irura longiochelicera (Peng & Yin, 1991) (China)
- Irura mandarina Simon, 1903 (Southeast Asia)
- Irura prima (Zabka, 1985) (Vietnam)
- Irura pulchra Peckham & Peckham, 1901 (Sri Lanka)
- Irura pygaea (Thorell, 1891) (Malaysia)
- Irura trigonapophysis (Peng & Yin, 1991) (China)
- Irura yueluensis (Peng & Yin, 1991) (China)
- Irura yunnanensis (Peng & Yin, 1991) (China)

## Itata
Itata Peckham & Peckham, 1894
- Itata completa (Banks, 1929) (Panama)
- Itata isabellina (Taczanowski, 1878) (Peru)
- Itata partita Mello-Leitão, 1930 (Brazil)
- Itata tipuloides Simon, 1901 (Peru, Bolivia, Brazil)
- Itata vadia Peckham & Peckham, 1894 (Colombia)

## Jacksonoides
Jacksonoides Wanless, 1988
- Jacksonoides distinctus Wanless, 1988 (Queensland)
- Jacksonoides eileenae Wanless, 1988 (Queensland)
- Jacksonoides kochi (Simon, 1900) (Queensland)
- Jacksonoides nubilis Wanless, 1988 (Queensland)
- Jacksonoides queenslandicus Wanless, 1988 (Queensland)
- Jacksonoides simplexipalpis Wanless, 1988 (Queensland)
- Jacksonoides subtilis Wanless, 1988 (Queensland)

## Jajpurattus
Jajpurattus Prószyn'ski, 1992
- Jajpurattus incertus Prószyn'ski, 1992 (India)

## Jaluiticola
Jaluiticola Roewer, 1944
- Jaluiticola hesslei Roewer, 1944 (Marshall Is.)

## Jollas
Jollas Simon, 1901
- Jollas amazonicus Galiano, 1991 (Brazil)
- Jollas armatus (Bryant, 1943) (Hispaniola)
- Jollas crassus (Bryant, 1943) (Hispaniola)
- Jollas geniculatus Simon, 1901 (Panama, Trinidad, Colombia, Venezuela, Guyana)
- Jollas lahorensis (Dyal, 1935) (Pakistan)
- Jollas manantiales Galiano, 1991 (Argentina)
- Jollas minutus (Petrunkevitch, 1930) (Puerto Rico)
- Jollas paranacito Galiano, 1991 (Argentina)
- Jollas pompatus (Peckham & Peckham, 1893) (Panama, St. Vincent)
- Jollas puntalara Galiano, 1991 (Argentina)

## Jotus
Jotus L. Koch, 1881
- Jotus auripes L. Koch, 1881 (New South Wales)
- Jotus braccatus L. Koch, 1881 (Queensland)
- Jotus debilis L. Koch, 1881 (New South Wales)
- Jotus frosti Peckham & Peckham, 1901 (Victoria)
- Jotus insulanus Rainbow, 1920 (Lord Howe Is.)
- Jotus maculivertex Strand, 1911 (Kei Is.)
- Jotus minutus L. Koch, 1881 (Queensland)
- Jotus ravus (Urquhart, 1893) (New Zealand)

## Judalana
Judalana Rix, 1999
- Judalana lutea Rix, 1999 (Queensland)

## Kalcerrytus
Kalcerrytus Galiano, 2000
- Kalcerrytus amapari Galiano, 2000 (Brazil)
- Kalcerrytus carvalhoi (Bauab & Soares, 1978) (Brazil)
- Kalcerrytus chimore Galiano, 2000 (Bolivia)
- Kalcerrytus edwardsi Ruiz & Brescovit, 2003 (Brazil)
- Kalcerrytus excultus (Simon, 1902) (Brazil)
- Kalcerrytus falcatus Ruiz & Brescovit, 2003 (Brazil)
- Kalcerrytus kikkri Galiano, 2000 (French Guiana)
- Kalcerrytus leucodon (Taczanowski, 1878) (Ecuador)
- Kalcerrytus limoncocha Galiano, 2000 (Ecuador)
- Kalcerrytus mberuguarus Ruiz & Brescovit, 2003 (Brazil)
- Kalcerrytus merretti Galiano, 2000 (Brazil)
- Kalcerrytus nauticus Galiano, 2000 (Brazil)
- Kalcerrytus odontophorus Ruiz & Brescovit, 2003 (Brazil)
- Kalcerrytus rosamariae Ruiz & Brescovit, 2003 (Brazil)
- Kalcerrytus salsicha Ruiz & Brescovit, 2003 (Brazil)

## Kima
Kima Peckham & Peckham, 1902
- Kima africana Peckham & Peckham, 1902 (South Africa)
- Kima atra Wesolowska & Russell-Smith, 2000 (Tanzania)
- Kima montana Wesolowska & Szeremeta, 2001 (Kenya)
- Kima reimoseri (Lessert, 1927) (Congo)
- Kima variabilis Peckham & Peckham, 1903 (South Africa)

## Klamathia
Klamathia Peckham & Peckham, 1903
- Klamathia flava Peckham & Peckham, 1903 (South Africa)

## Lagnus
Lagnus L. Koch, 1879
- Lagnus longimanus L. Koch, 1879 (Fiji)

## Lakarobius
Lakarobius Berry, Beatty & Prószyn'ski, 1998
- Lakarobius alboniger Berry, Beatty & Prószyn'ski, 1998 (Fiji)

## Lamottella
Lamottella Rollard & Wesolowska, 2002
- Lamottella longipes Rollard & Wesolowska, 2002 (Guinea)

## Langelurillus
Langelurillus Próchniewicz, 1994
- Langelurillus alboguttatus Wesolowska & Russell-Smith, 2000 (Tanzania)
- Langelurillus difficilis Wesolowska & Russell-Smith, 2000 (Tanzania)
- Langelurillus furcatus Wesolowska & Russell-Smith, 2000 (Tanzania)
- Langelurillus holmi Próchniewicz, 1994 (Kenya)
- Langelurillus horrifer Rollard & Wesolowska, 2002 (Guinea)
- Langelurillus manifestus Wesolowska & Russell-Smith, 2000 (Tanzania)
- Langelurillus nigritus (Berland & Millot, 1941) (Guinea, Ivory Coast)
- Langelurillus primus Próchniewicz, 1994 (Kenya)
- Langelurillus spinosus Próchniewicz, 1994 (Kenya)

## Langerra
Langerra Zabka, 1985
- Langerra longicymbia Song & Chai, 1991 (China)
- Langerra oculina Zabka, 1985 (China, Vietnam)

## Langona
Langona Simon, 1901
- Langona alfensis Heciak & Prószyn'ski, 1983 (Sudan)
- Langona aperta (Denis, 1958) (Afghanistan)
- Langona avara Peckham & Peckham, 1903 (Southern Africa)
- Langona bhutanica Prószyn'ski, 1978 (Bhutan, China)
- Langona biangula Peng, Li & Yang, 2004 (China)
- Langona bisecta Lawrence, 1927 (Namibia)
- Langona bitumorata Próchniewicz & Heciak, 1994 (Tanzania)
- Langona bristowei Berland & Millot, 1941 (West, Central Africa)
- Langona goaensis Prószyn'ski, 1992 (India)
- Langona hongkong Song et al., 1997 (Hong Kong)
- Langona improcera Wesolowska & Russell-Smith, 2000 (Tanzania)
- Langona kurracheensis Heciak & Prószyn'ski, 1983 (India)
- Langona maculata Peng, Li & Yang, 2004 (China)
- Langona magna Caporiacco, 1947 (East Africa)
- Langona maindroni (Simon, 1885) (Senegal)
- Langona mallezi (Denis, 1947) (Egypt)
- Langona manicata Simon, 1901 (South Africa)
- Langona mediocris Wesolowska, 2000 (Zimbabwe)
- Langona minima Caporiacco, 1949 (Kenya)
- Langona oreni Prószyn'ski, 2000 (Israel)
- Langona pallida Prószyn'ski, 1993 (Saudi Arabia, Afghanistan)
- Langona pallidula Logunov & Rakov, 1998 (Turkmenistan)
- Langona pecten Próchniewicz & Heciak, 1994 (Kenya, Tanzania)
- Langona redii (Audouin, 1826) (Egypt, Israel, Syria)
- Langona rufa Lessert, 1925 (Ethiopia, East Africa)
- Langona senegalensis Berland & Millot, 1941 (Senegal)
- Langona simoni Heciak & Prószyn'ski, 1983 (India)
- Langona tartarica (Charitonov, 1946) (Central Asia, China)
- Langona tigrina (Simon, 1885) (India)
- Langona trifoveolata (Lessert, 1927) (Congo)
- Langona ukualuthensis Lawrence, 1927 (Namibia)

## Lapsias
Lapsias Simon, 1900
- Lapsias ciliatus Simon, 1900 (Venezuela)
- Lapsias cyrboides Simon, 1900 (Venezuela)
- Lapsias estebanensis Simon, 1900 (Venezuela)
- Lapsias guianensis Caporiacco, 1947 (Guyana)
- Lapsias melanopygus Caporiacco, 1947 (Guyana)
- Lapsias tovarensis Simon, 1901 (Venezuela)

## Laufeia
Laufeia Simon, 1889
- Laufeia aenea Simon, 1889 (China, Korea, Japan)
- Laufeia aerihirta (Urquhart, 1888) (New Zealand)
- Laufeia eucola (Thorell, 1890) (Sumatra)
- Laufeia keyserlingi (Thorell, 1890) (Sumatra, Java)
- Laufeia liujiapingensis Yang & Tang, 1997 (China)
- Laufeia perakensis (Simon, 1901) (Malaysia, Java)
- Laufeia proszynskii Song, Gu & Chen, 1988 (China)
- Laufeia sasakii Ikeda, 1998 (Japan)
- Laufeia scutigera Zabka, 1985 (Vietnam)

## Lauharulla
Lauharulla Keyserling, 1883
- Lauharulla insulana Simon, 1901 (Tahiti)
- Lauharulla pretiosa Keyserling, 1883 (New South Wales)

## Lechia
Lechia Zabka, 1985
- Lechia squamata Zabka, 1985 (China, Vietnam)

## Leikung
Leikung Benjamin, 2004
- Leikung kinabaluensis Benjamin, 2004 (Malaysia, Borneo)
- Leikung porosa (Wanless, 1978) (Malaysia, Sumatra)

## Lepidemathis
Lepidemathis Simon, 1903
- Lepidemathis haemorrhoidalis (Simon, 1899) (Philippines)
- Lepidemathis sericea (Simon, 1899) (Philippines)

## Leptathamas
Leptathamas Balogh, 1980
- Leptathamas paradoxus Balogh, 1980 (New Guinea)

## Leptorchestes
Leptorchestes Thorell, 1870
- Leptorchestes algerinus Wesolowska & Szeremeta, 2001 (Algeria)
- Leptorchestes berolinensis (C. L. Koch, 1846) (Europe to Turkmenistan)
- Leptorchestes mutilloides (Lucas, 1846) (Southern Europe, Algeria)
- Leptorchestes peresi (Simon, 1868) (Mediterranean)
- Leptorchestes separatus Wesolowska & Szeremeta, 2001 (Namibia)
- Leptorchestes sikorskii Prószyn'ski, 2000 (Lebanon, Israel)

## Letoia
Letoia Simon, 1900
- Letoia ephippiata Simon, 1900 (Venezuela)

## Ligdus
Ligdus Thorell, 1895
- Ligdus chelifer Thorell, 1895 (Myanmar)

## Ligonipes
Ligonipes Karsch, 1878
- Ligonipes albocingulatus (Simon, 1884) (New Guinea)
- Ligonipes coccineopilosus (Simon, 1884) (Moluccas, New Guinea)
- Ligonipes flavipes Rainbow, 1920 (Norfolk Is.)
- Ligonipes illustris Karsch, 1878 (Queensland)
- Ligonipes lacertosus (Thorell, 1881) (Queensland)
- Ligonipes scutellatus (Kritscher, 1959) (New Guinea)
- Ligonipes semitectus (Simon, 1900) (Queensland)
- Ligonipes similis (Hasselt, 1882) (Sumatra)
- Ligonipes synageloides (Szombathy, 1915) (New Guinea)

## Ligurra
Ligurra Simon, 1903
- Ligurra aheneola (Simon, 1885) (Malaysia)
- Ligurra latidens (Doleschall, 1859) (Malaysia to Indonesia)
- Ligurra opelli Berry, Beatty & Prószyn'ski, 1997 (Caroline Is.)

## Lilliput
Lilliput Wesolowska & Russell-Smith, 2000
- Lilliput minutus Wesolowska & Russell-Smith, 2000 (Tanzania)
- Lilliput mkomaziensis Wesolowska & Russell-Smith, 2000 (Tanzania)
- Lilliput pusillus Wesolowska & Russell-Smith, 2000 (Tanzania)

## Longarenus
Longarenus Simon, 1903
- Longarenus brachycephalus Simon, 1903 (Equatorial Guinea)

## Lophostica
Lophostica Simon, 1902
- Lophostica mauriciana Simon, 1902 (Mauritius, Reunion)

## Lurio
Lurio Simon, 1901
- Lurio conspicuus Mello-Leitão, 1930 (Brazil)
- Lurio crassichelis Berland, 1913 (Ecuador)
- Lurio lethierryi (Taczanowski, 1872) (French Guiana)
- Lurio solennis (C. L. Koch, 1846) (Colombia, Venezuela, French Guiana)
- Lurio splendidissimus Caporiacco, 1954 (French Guiana)

## Luxuria
Luxuria Wesolowska, 1989
- Luxuria lymphatica Wesolowska, 1989 (Cape Verde Is.)
- Luxuria marginella (Simon, 1883) (Cape Verde Is.)

## Lycidas
Lycidas Karsch, 1878
- Lycidas anomaliformis Zabka, 1987 (Queensland)
- Lycidas anomalus Karsch, 1878 (New South Wales)
- Lycidas bitaeniatus (Keyserling, 1882) (Australia)
- Lycidas chlorophthalmus (Simon, 1909) (Western Australia)
- Lycidas chrysomelas (Simon, 1909) (Western Australia to New South Wales, Victoria)
- Lycidas dialeucus (L. Koch, 1881) (Queensland, New South Wales)
- Lycidas furvus Song & Chai, 1992 (China)
- Lycidas griseus (Keyserling, 1882) (Queensland)
- Lycidas heteropogon (Simon, 1909) (Western Australia)
- Lycidas karschi Zabka, 1987 (New South Wales)
- Lycidas kochi Zabka, 1987 (Australia)
- Lycidas michaelseni (Simon, 1909) (Western Australia)
- Lycidas nigriceps (Keyserling, 1882) (Queensland)
- Lycidas nigromaculatus (Keyserling, 1883) (Queensland)
- Lycidas obscurior (Simon, 1909) (Western Australia)
- Lycidas piliger (Keyserling, 1882) (Queensland)
- Lycidas pilosus (Keyserling, 1882) (Queensland)
- Lycidas scutulatus (L. Koch, 1881) (Australia)
- Lycidas speculifer (Simon, 1909) (Western Australia)
- Lycidas vittatus (Keyserling, 1881) (Queensland)

## Lyssomanes
Lyssomanes Hentz, 1845
- Lyssomanes adisi Logunov, 2002 (Brazil)
- Lyssomanes amazonicus Peckham & Wheeler, 1889 (Bolivia, Brazil, Guyana, Ecuador)
- Lyssomanes anchicaya Galiano, 1984 (Colombia)
- Lyssomanes antillanus Peckham & Wheeler, 1889 (Cuba, Jamaica, Hispaniola)
  - Lyssomanes antillanus fasciatus Franganillo, 1935 (Cuba)
- Lyssomanes austerus Peckham & Wheeler, 1889 (Brazil, Argentina)
- Lyssomanes belgranoi Galiano, 1984 (Argentina)
- Lyssomanes benderi Logunov, 2002 (Brazil, Ecuador)
- Lyssomanes bitaeniatus Peckham & Wheeler, 1889 (El Salvador to Venezuela)
- Lyssomanes blandus Peckham & Wheeler, 1889 (Guatemala)
- Lyssomanes boraceia Galiano, 1984 (Brazil)
- Lyssomanes bryantae Chickering, 1946 (Panama)
- Lyssomanes burrera Jiménez & Tejas, 1993 (Mexico)
- Lyssomanes camacanensis Galiano, 1980 (Brazil)
- Lyssomanes ceplaci Galiano, 1980 (Brazil)
- Lyssomanes consimilis Banks, 1929 (Panama)
- Lyssomanes convexus Banks, 1909 (Costa Rica)
- Lyssomanes deinognathus F. O. P.-Cambridge, 1900 (Mexico to Honduras)
- Lyssomanes devotoi Mello-Leitão, 1917 (Brazil)
- Lyssomanes dissimilis Banks, 1929 (Panama)
- Lyssomanes diversus Galiano, 1980 (Mexico)
- Lyssomanes eatoni Chickering, 1946 (Panama)
- Lyssomanes ecuadoricus Logunov & Marusik, 2003 (Ecuador)
- Lyssomanes elegans F. O. P.-Cambridge, 1900 (Mexico to Brazil)
- Lyssomanes elongatus Galiano, 1980 (Brazil)
- Lyssomanes euriensis Logunov, 2000 (Peru)
- Lyssomanes flagellum Kraus, 1955 (El Salvador)
- Lyssomanes fossor Galiano, 1996 (Brazil)
- Lyssomanes hieroglyphicus Mello-Leitão, 1944 (Argentina)
- Lyssomanes ipanemae Galiano, 1980 (Brazil)
- Lyssomanes janauari Logunov & Marusik, 2003 (Brazil)
- Lyssomanes jemineus Peckham & Wheeler, 1889 (Mexico to Colombia)
- Lyssomanes jucari Galiano, 1984 (Brazil)
- Lyssomanes lancetillae Galiano, 1980 (Honduras)
- Lyssomanes lehtineni Logunov, 2000 (Peru)
- Lyssomanes leucomelas Mello-Leitão, 1917 (Brazil, Argentina)
- Lyssomanes limpidus Galiano, 1980 (Colombia)
- Lyssomanes longipes (Taczanowski, 1871) (Brazil, French Guiana)
- Lyssomanes malinche Galiano, 1980 (Mexico)
- Lyssomanes mandibulatus F. O. P.-Cambridge, 1900 (Mexico to Panama)
- Lyssomanes michae Brignoli, 1984 (West Indies)
- Lyssomanes miniaceus Peckham & Wheeler, 1889 (Brazil, Argentina)
- Lyssomanes minor Schenkel, 1953 (Venezuela)
- Lyssomanes nigrofimbriatus Mello-Leitão, 1941 (Brazil, Argentina)
- Lyssomanes nigropictus Peckham & Wheeler, 1889 (Brazil, Guyana, Ecuador)
- Lyssomanes onkonensis Logunov & Marusik, 2003 (Ecuador)
- Lyssomanes parallelus Peckham & Wheeler, 1889 (Brazil)
- Lyssomanes paravelox Logunov, 2002 (Brazil)
- Lyssomanes parki Chickering, 1946 (Panama)
- Lyssomanes patens Peckham & Peckham, 1896 (Honduras to Panama)
- Lyssomanes pauper Mello-Leitão, 1945 (Brazil, Argentina)
- Lyssomanes penicillatus Mello-Leitão, 1927 (Brazil, Argentina)
- Lyssomanes peruensis Logunov, 2000 (Peru)
- Lyssomanes pescadero Jiménez & Tejas, 1993 (Mexico)
- Lyssomanes pichilingue Galiano, 1984 (Ecuador)
- Lyssomanes placidus Peckham & Wheeler, 1889 (Mexico)
- Lyssomanes portoricensis Petrunkevitch, 1930 (Puerto Rico to Martinique)
- Lyssomanes protarsalis F. O. P.-Cambridge, 1900 (Guatemala)
- Lyssomanes quadrinotatus Simon, 1900 (Venezuela)
- Lyssomanes reductus Peckham & Peckham, 1896 (Guatemala to Panama)
- Lyssomanes remotus Peckham & Peckham, 1896 (Panama to Brazil)
- Lyssomanes robustus (Taczanowski, 1879) (Peru, Brazil)
- Lyssomanes romani Logunov, 2000 (Brazil, Ecuador)
- Lyssomanes santarem Galiano, 1984 (Brazil)
- Lyssomanes spiralis F. O. P.-Cambridge, 1900 (Guatemala, Nicaragua)
- Lyssomanes sylvicola Galiano, 1980 (Brazil)
- Lyssomanes taczanowskii Galiano, 1980 (Trinidad to Peru, Ecuador)
- Lyssomanes tapirapensis Galiano, 1996 (Brazil)
- Lyssomanes tapuiramae Galiano, 1980 (Brazil)
- Lyssomanes tarmae Galiano, 1980 (Peru)
- Lyssomanes temperatus Galiano, 1980 (Mexico)
- Lyssomanes tenuis Peckham & Wheeler, 1889 (Brazil, Ecuador)
- Lyssomanes trifurcatus F. O. P.-Cambridge, 1900 (Panama)
- Lyssomanes trinidadus Logunov & Marusik, 2003 (Trinidad)
- Lyssomanes tristis Peckham & Wheeler, 1889 (Brazil, Argentina)
- Lyssomanes unicolor (Taczanowski, 1871) (Mexico to Peru, Ecuador, Brazil)
- Lyssomanes velox Peckham & Wheeler, 1889 (Brazil, Ecuador)
- Lyssomanes vinocurae Galiano, 1996 (Brazil)
- Lyssomanes viridis (Walckenaer, 1837) (USA)
- Lyssomanes waorani Logunov & Marusik, 2003 (Ecuador)
- Lyssomanes yacui Galiano, 1984 (Argentina, Paraguay, Brazil)

## Lystrocteisa
Lystrocteisa Simon, 1884
- Lystrocteisa myrmex Simon, 1884 (New Caledonia)

## Mabellina
Mabellina Chickering, 1946
- Mabellina prescotti Chickering, 1946 (Panama)

## Macaroeris
Macaroeris Wunderlich, 1992
- Macaroeris albosignata Schmidt & Krause, 1996 (Canary Is.)
- Macaroeris asiatica Logunov & Rakov, 1998 (Central Asia)
- Macaroeris cata (Blackwall, 1867) (Madeira, Romania)
- Macaroeris desertensis Wunderlich, 1992 (Madeira)
- Macaroeris diligens (Blackwall, 1867) (Madeira, Canary Is.)
- Macaroeris flavicomis (Simon, 1884) (Greece)
- Macaroeris litoralis Wunderlich, 1992 (Canary Is.)
- Macaroeris moebi (Bösenberg, 1895) (Canary Is., Salvages, Madeira, China)
- Macaroeris nidicolens (Walckenaer, 1802) (Europe to Central Asia)

## Macopaeus
Macopaeus Simon, 1900
- Macopaeus spinosus Simon, 1900 (Madagascar)

## Madhyattus
Madhyattus Prószyn'ski, 1992
- Madhyattus jabalpurensis Prószyn'ski, 1992 (India)

## Maenola
Maenola Simon, 1900
- Maenola braziliana Soares & Camargo, 1948 (Brazil)
- Maenola lunata Mello-Leitão, 1940 (Guyana)
- Maenola starkei Simon, 1900 (Venezuela)

## Maeota
Maeota Simon, 1901
- Maeota dichrura Simon, 1901 (Brazil)

## Maeotella
Maeotella Bryant, 1950
- Maeotella perplexa (Peckham & Peckham, 1901) (Jamaica, Hispaniola)

## Maevia
Maevia C. L. Koch, 1846
- Maevia albozonata Hasselt, 1882 (Sumatra)
- Maevia expansa Barnes, 1955 (USA)
- Maevia gracilipes Taczanowski, 1878 (Peru)
- Maevia hobbsae Barnes, 1955 (USA)
- Maevia inclemens (Walckenaer, 1837) (USA, Canada)
- Maevia intermedia Barnes, 1955 (USA)
- Maevia michelsoni Barnes, 1955 (USA)
- Maevia poultoni Peckham & Peckham, 1902 (USA)
- Maevia quadrilineata Hasselt, 1882 (Sumatra)
- Maevia susiformis Taczanowski, 1878 (Peru)
- Maevia trilineata Taczanowski, 1878 (Peru)

## Mago
Mago O. P.-Cambridge, 1882
- Mago acutidens Simon, 1900 (Brazil, Guyana)
- Mago dentichelis Crane, 1949 (Venezuela)
- Mago fasciatus Mello-Leitão, 1940 (Guyana)
- Mago fonsecai Soares & Camargo, 1948 (Brazil)
- Mago intentus O. P.-Cambridge, 1882 (Brazil)
- Mago longidens Simon, 1900 (Brazil)
- Mago opiparis Simon, 1900 (Brazil)
- Mago procax Simon, 1900 (Peru)
- Mago saperda Simon, 1900 (Brazil)
- Mago silvae Crane, 1943 (Guyana)
- Mago steindachneri (Taczanowski, 1878) (Peru, Brazil)
- Mago vicanus Simon, 1900 (Brazil)

## Magyarus
Magyarus Zabka, 1985
- Magyarus typicus Zabka, 1985 (Vietnam)

## Maileus
Maileus Peckham & Peckham, 1907
- Maileus fuscus Peckham & Peckham, 1907 (Borneo)

## Malloneta
Malloneta Simon, 1902
- Malloneta guineensis Simon, 1902 (West Africa)

## Maltecora
Maltecora Simon, 1910
- Maltecora chrysochlora Simon, 1910 (Principe)
- Maltecora divina Simon, 1910 (Principe)
- Maltecora janthina Simon, 1910 (São Tomé)

## Mantisatta
Mantisatta Warburton, 1900
- Mantisatta longicauda Cutler & Wanless, 1973 (Philippines)
- Mantisatta trucidans Warburton, 1900 (Borneo)

## Mantius
Mantius Thorell, 1891
- Mantius armipotens Peckham & Peckham, 1907 (Borneo)
- Mantius difficilis Peckham & Peckham, 1907 (Borneo)
- Mantius frontosus (Simon, 1899) (Java)
- Mantius ravidus (Simon, 1899) (Sumatra)
- Mantius russatus Thorell, 1891 (Malaysia)

## Maratus
Maratus Karsch, 1878
- Maratus amabilis Karsch, 1878 (Australia)
- Maratus mungaich Waldock, 1995 (Western Australia)
- Maratus pavonis (Dunn, 1947) (Victoria)
- Maratus rainbowi (Roewer, 1951) (New South Wales)
- Maratus vespertilio (Simon, 1901) (Australia)
- Maratus volans (O. P.-Cambridge, 1874) (Queensland, New South Wales)

## Marchena
Marchena Peckham & Peckham, 1909
- Marchena minuta (Peckham & Peckham, 1888) (USA)

## Marengo
Marengo Peckham & Peckham, 1892
- Marengo crassipes Peckham & Peckham, 1892 (Sri Lanka)
- Marengo deelemanae Benjamin, 2004 (Thailand)
- Marengo inornata (Simon, 1900) (Sri Lanka)
- Marengo nitida Simon, 1900 (Sri Lanka)
- Marengo striatipes Simon, 1900 (Sri Lanka)

## Margaromma
Margaromma Keyserling, 1882
- Margaromma doreyanum (Walckenaer, 1837) (New Guinea)
- Margaromma funestum Keyserling, 1882 (Queensland, New South Wales)
- Margaromma imperiosum Szombathy, 1915 (New Guinea)
- Margaromma insultans (Thorell, 1881) (New Guinea)
- Margaromma namukana Roewer, 1944 (Fiji)
- Margaromma nitidum Thorell, 1899 (Cameroon)
- Margaromma obscurum (Keyserling, 1882) (Queensland)
- Margaromma semirasum (Keyserling, 1882) (Queensland)
- Margaromma sexuale (Strand, 1911) (Aru Is.)
- Margaromma soligena Simon, 1901 (New Guinea)
- Margaromma spatiosum Peckham & Peckham, 1907 (Borneo)
- Margaromma torquatum Simon, 1902 (Moluccas)

## Marma
Marma Simon, 1902
- Marma baeri Simon, 1902 (Ecuador)
- Marma femella (Caporiacco, 1955) (Venezuela)
- Marma nigritarsis (Simon, 1900) (Venezuela to Argentina)
- Marma trifidocarinata Caporiacco, 1947 (Guyana)

## Marpissa
Marpissa C. L. Koch, 1846
- Marpissa agricola (Peckham & Peckham, 1894) (Brazil)
- Marpissa anusuae Tikader & Biswas, 1981 (India)
- Marpissa arambagensis Biswas & Biswas, 1992 (India)
- Marpissa armifera Urquhart, 1892 (New Zealand)
- Marpissa bina (Hentz, 1846) (USA)
- Marpissa bryantae (Jones, 1945) (USA)
- Marpissa carinata Butt & Beg, 2000 (Pakistan)
- Marpissa dayapurensis Majumder, 2004 (India)
- Marpissa decorata Tikader, 1974 (India)
- Marpissa dentoides Barnes, 1958 (USA)
- Marpissa endenae Biswas & Biswas, 1992 (India)
- Marpissa formosa (Banks, 1892) (USA)
- Marpissa fornicis (Dyal, 1935) (Pakistan)
- Marpissa grata (Gertsch, 1936) (USA)
- Marpissa hieroglyphica Taczanowski, 1878 (Peru)
- Marpissa insignis Butt & Beg, 2000 (Pakistan)
- Marpissa kalapani Tikader, 1977 (Andaman Is.)
- Marpissa kalighatensis Biswas & Biswas, 1992 (India)
- Marpissa lakshmikantapurensis Majumder, 2004 (India)
- Marpissa lineata (C. L. Koch, 1846) (USA)
- Marpissa linzhiensis Hu, 2001 (China)
- Marpissa longiuscula (Simon, 1871) (Italy, Ukraine)
- Marpissa magna (Peckham & Peckham, 1894) (Mexico to Brazil)
- Marpissa milleri (Peckham & Peckham, 1894) (Russia, China, Korea, Japan)
- Marpissa minor F. O. P.-Cambridge, 1901 (Mexico to El Salvador)
- Marpissa mirabilis Butt & Beg, 2000 (Pakistan)
- Marpissa muscosa (Clerck, 1757) (Palearctic)
- Marpissa mystacina Taczanowski, 1878 (Peru)
- Marpissa nitida Hu, 2001 (China)
- Marpissa nivoyi (Lucas, 1846) (Palearctic)
- Marpissa nutanae Biswas & Biswas, 1984 (India)
- Marpissa obtusa Barnes, 1958 (USA)
- Marpissa pikei (Peckham & Peckham, 1888) (USA, Cuba)
- Marpissa pomatia (Walckenaer, 1802) (Palearctic)
- Marpissa prathamae Biswas & Biswas, 1984 (India)
- Marpissa proszynskii Biswas & Begum, 1999 (Bangladesh)
- Marpissa pulla (Karsch, 1879) (Russia, China, Korea, Taiwan, Japan)
- Marpissa radiata (Grube, 1859) (Palearctic)
- Marpissa raimondi Taczanowski, 1878 (Peru)
- Marpissa robusta (Banks, 1906) (USA)
- Marpissa rubriceps Mello-Leitão, 1922 (Brazil)
- Marpissa singhi Monga, Singh & Sadana, 1989 (India)
- Marpissa soricina (Thorell, 1899) (Cameroon)
- Marpissa sulcosa Barnes, 1958 (USA)
- Marpissa tenebrosa Butt & Beg, 2000 (Pakistan)
- Marpissa tigrina Tikader, 1965 (India)
- Marpissa tikaderi Biswas, 1984 (India)
- Marpissa zaitzevi Mcheidze, 1997 (Georgia)

## Martella
Martella Peckham & Peckham, 1892
- Martella amapa Galiano, 1996 (Brazil)
- Martella bicavata (Chickering, 1946) (Panama)
- Martella camba (Galiano, 1969) (Argentina)
- Martella furva (Chickering, 1946) (Panama)
- Martella gandu Galiano, 1996 (Brazil)
- Martella goianensis Galiano, 1969 (Brazil)
- Martella lineatipes F. O. P.-Cambridge, 1900 (Mexico to Costa Rica)
- Martella maria Peckham & Peckham, 1892 (Brazil)
- Martella mutillaeformis (Taczanowski, 1878) (Peru)
- Martella pasteuri Galiano, 1996 (Brazil)
- Martella pottsi Peckham & Peckham, 1892 (Guatemala to Brazil)
- Martella utingae (Galiano, 1967) (Brazil)

## Mashonarus
Mashonarus Wesolowska & Cumming, 2002
- Mashonarus guttatus Wesolowska & Cumming, 2002 (Namibia, Zambia, Zimbabwe)

## Massagris
Massagris Simon, 1900
- Massagris honesta Wesolowska, 1993 (South Africa)
- Massagris mirifica Peckham & Peckham, 1903 (South Africa)
- Massagris regina Wesolowska, 1993 (South Africa)
- Massagris separata Wesolowska, 1993 (South Africa)

## Mburuvicha
Mburuvicha Scioscia, 1993
- Mburuvicha galianoae Scioscia, 1993 (Argentina)

## Meata
Meata Zabka, 1985
- Meata fungiformis Xiao & Yin, 1991 (China)
- Meata typica Zabka, 1985 (Vietnam)

## Megaloastia
Megaloastia Zabka, 1995
- Megaloastia mainae Zabka, 1995 (Western Australia)

## Meleon
Meleon Wanless, 1984
- Meleon guineensis (Berland & Millot, 1941) (Guinea, Ivory Coast)
- Meleon kenti (Lessert, 1925) (Angola, Southern Africa)
- Meleon madagascarensis (Wanless, 1978) (Madagascar)
- Meleon russata (Simon, 1900) (Madagascar)
- Meleon solitaria (Lessert, 1927) (Central, East Africa)

## Mendoza
Mendoza Peckham & Peckham, 1894
- Mendoza canestrinii (Ninni, 1868) (North Africa, Palearctic)
- Mendoza dersuuzalai (Logunov & Wesolowska, 1992) (Russia)
- Mendoza elongata (Karsch, 1879) (Russia, China, Korea, Japan)
- Mendoza ibarakiensis (Bohdanowicz & Prószyn'ski, 1987) (Japan)
- Mendoza nobilis (Grube, 1861) (Russia, Korea, China)
- Mendoza pulchra (Prószyn'ski, 1981) (Russia, China, Korea, Japan)
- Mendoza zebra (Logunov & Wesolowska, 1992) (Russia)

## Menemerus
Menemerus Simon, 1868
- Menemerus acuminatus Rainbow, 1912 (Queensland)
- Menemerus albocinctus Keyserling, 1890 (Nicobar Is.)
- Menemerus animatus O. P.-Cambridge, 1876 (Senegal to Iraq)
- Menemerus arabicus Prószyn'ski, 1993 (Saudi Arabia)
- Menemerus bicolor Peckham & Peckham, 1896 (Guatemala)
- Menemerus bifurcus Wesolowska, 1999 (Southern Africa)
- Menemerus bivittatus (Dufour, 1831) (Pantropical)
- Menemerus brachygnathus (Thorell, 1887) (India to Japan)
- Menemerus bracteatus (L. Koch, 1879) (Queensland)
- Menemerus brevibulbis (Thorell, 1887) (Senegal to India)
- Menemerus carlini (Peckham & Peckham, 1903) (Southern Africa)
- Menemerus congoensis Lessert, 1927 (Sudan to South Africa)
- Menemerus davidi Prószyn'ski & Wesolowska, 1999 (North Africa, Israel)
- Menemerus depressus Franganillo, 1930 (Cuba)
- Menemerus desertus Wesolowska, 1999 (Algeria)
- Menemerus dimidius (Schmidt, 1976) (Canary Is.)
- Menemerus eburnensis Berland & Millot, 1941 (West Africa)
- Menemerus fagei Berland & Millot, 1941 (West Africa to Yemen)
- Menemerus falconensis Schenkel, 1953 (Venezuela)
- Menemerus falsificus Simon, 1868 (Southern Europe)
- Menemerus fasciculatus Franganillo, 1930 (Cuba)
- Menemerus felix Hogg, 1922 (Vietnam)
- Menemerus formosus Wesolowska, 1999 (Kenya)
- Menemerus fulvus (L. Koch, 1878) (India to Japan)
- Menemerus guttatus Wesolowska, 1999 (Morocco)
- Menemerus illigeri (Audouin, 1826) (Portugal, North Africa, Middle East, St. Helena)
- Menemerus insolidus Wesolowska, 1999 (Southern Africa)
- Menemerus kochi Bryant, 1942 (Virgin Is.)
- Menemerus legalli Berland & Millot, 1941 (Mali)
- Menemerus legendrei Schenkel, 1963 (China)
- Menemerus lesnei Lessert, 1936 (Botswana, Mozambique)
- Menemerus lesserti Lawrence, 1927 (Southern Africa)
- Menemerus magnificus Wesolowska, 1999 (Cameroon)
- Menemerus manicus Wesolowska, 1999 (Zimbabwe)
- Menemerus marginalis (Banks, 1909) (Costa Rica)
- Menemerus marginatus (Kroneberg, 1875) (Central Asia)
- Menemerus meridionalis Wesolowska, 1999 (South Africa)
- Menemerus minshullae Wesolowska, 1999 (Zimbabwe, Malawi)
- Menemerus mirabilis Wesolowska, 1999 (Ethiopia)
- Menemerus modestus Wesolowska, 1999 (Tunisia)
- Menemerus namibicus Wesolowska, 1999 (Namibia)
- Menemerus natalis Wesolowska, 1999 (South Africa)
- Menemerus ochraceus Franganillo, 1930 (Cuba)
- Menemerus paradoxus Wesolowska & van Harten, 1994 (Yemen)
- Menemerus pentamaculatus Hu, 2001 (China)
- Menemerus pilosus Wesolowska, 1999 (Namibia)
- Menemerus placidus Wesolowska, 1999 (Namibia)
- Menemerus plenus Wesolowska & van Harten, 1994 (Yemen)
- Menemerus proximus Franganillo, 1935 (Cuba)
- Menemerus pulcher Wesolowska, 1999 (Mauritania)
- Menemerus rabaudi Berland & Millot, 1941 (Guinea)
- Menemerus raji Dyal, 1935 (Pakistan)
- Menemerus regius Wesolowska, 1999 (Ethiopia)
- Menemerus ridens (Hogg, 1914) (Western Australia)
- Menemerus rubicundus Lawrence, 1928 (Namibia)
- Menemerus sabulosus Wesolowska, 1999 (Namibia)
- Menemerus schutzae Denis, 1961 (France)
- Menemerus semilimbatus (Hahn, 1829) (Canary Is. to Azerbaijan; Argentina)
- Menemerus silver Wesolowska, 1999 (Tunisia)
- Menemerus soldani (Audouin, 1826) (North Africa)
- Menemerus taeniatus (L. Koch, 1867) (Mediterranean to Kazakhstan; Argentina)
- Menemerus transvaalicus Wesolowska, 1999 (South Africa)
- Menemerus utilis Wesolowska, 1999 (Tunisia)
- Menemerus vernei Berland & Millot, 1941 (Guinea)
- Menemerus wuchangensis Schenkel, 1963 (China)
- Menemerus zimbabwensis Wesolowska, 1999 (Zimbabwe)

## Messua
Messua Peckham & Peckham, 1896
- Messua centralis (Peckham & Peckham, 1896) (Panama)
- Messua dentigera (F. O. P.-Cambridge, 1901) (Guatemala to Panama)
- Messua desidiosa Peckham & Peckham, 1896 (Costa Rica, Panama)
- Messua donalda (Kraus, 1955) (El Salvador)
- Messua latior (Roewer, 1955) (Panama)
- Messua laxa (Chickering, 1946) (Panama)
- Messua limbata (Banks, 1898) (USA, Mexico)
- Messua moma (F. O. P.-Cambridge, 1901) (Guatemala to Guyana)
- Messua octonotata (F. O. P.-Cambridge, 1901) (Central America)
- Messua pura (Bryant, 1948) (Mexico)
- Messua tridentata (F. O. P.-Cambridge, 1901) (Mexico)

## Metacyrba
Metacyrba F. O. P.-Cambridge, 1901
- Metacyrba arizonensis Barnes, 1958 (USA)
- Metacyrba floridana Gertsch, 1934 (USA)
- Metacyrba franganilloi (Caporiacco, 1955) (Venezuela)
- Metacyrba insularis (Banks, 1902) (Galapagos Is.)
- Metacyrba nigrosecta (Mello-Leitão, 1945) (Argentina)
- Metacyrba pictipes Banks, 1903 (Hispaniola)
- Metacyrba punctata (Peckham & Peckham, 1894) (USA to Panama)
- Metacyrba taeniola (Hentz, 1846) (USA to Costa Rica, West Indies)

## Metaphidippus
Metaphidippus F. O. P.-Cambridge, 1901
- Metaphidippus albopilosus (Peckham & Peckham, 1901) (Brazil, Paraguay, Argentina)
- Metaphidippus annectans (Chamberlin, 1929) (USA)
- Metaphidippus apicalis F. O. P.-Cambridge, 1901 (Mexico)
- Metaphidippus bicavatus F. O. P.-Cambridge, 1901 (Panama)
- Metaphidippus bisignatus Mello-Leitão, 1945 (Argentina)
- Metaphidippus bispinosus F. O. P.-Cambridge, 1901 (Central America)
- Metaphidippus carmenensis (Chamberlin, 1924) (USA, Mexico)
- Metaphidippus chalcedon (C. L. Koch, 1846) (Brazil)
- Metaphidippus chera (Chamberlin, 1924) (USA, Mexico)
- Metaphidippus coccinelloides Mello-Leitão, 1947 (Brazil)
- Metaphidippus comptus (Banks, 1909) (Costa Rica)
- Metaphidippus crassidens (Kraus, 1955) (El Salvador)
- Metaphidippus cupreus F. O. P.-Cambridge, 1901 (Panama)
- Metaphidippus cuprinus (Taczanowski, 1878) (Peru)
- Metaphidippus diplacis (Chamberlin, 1924) (USA, Mexico)
- Metaphidippus dubitabilis (Peckham & Peckham, 1896) (Mexico)
- Metaphidippus emmiltus Maddison, 1996 (USA)
- Metaphidippus facetus Chickering, 1946 (Panama)
- Metaphidippus fastosus Chickering, 1946 (Panama)
- Metaphidippus felix (Peckham & Peckham, 1901) (Mexico, Hawaii)
- Metaphidippus fimbriatus (F. O. P.-Cambridge, 1901) (Guatemala)
- Metaphidippus fortunatus (Peckham & Peckham, 1901) (Brazil)
- Metaphidippus globosus F. O. P.-Cambridge, 1901 (Costa Rica)
- Metaphidippus gratus Bryant, 1948 (Mexico)
- Metaphidippus inflatus F. O. P.-Cambridge, 1901 (Guatemala)
- Metaphidippus iridescens F. O. P.-Cambridge, 1901 (El Salvador, Panama)
- Metaphidippus iviei (Roewer, 1951) (USA)
- Metaphidippus laetabilis (Peckham & Peckham, 1896) (Panama)
- Metaphidippus laetificus Chickering, 1946 (Panama)
- Metaphidippus lanceolatus F. O. P.-Cambridge, 1901 (Mexico to Costa Rica)
- Metaphidippus longipalpus F. O. P.-Cambridge, 1901 (USA, Panama)
- Metaphidippus mandibulatus F. O. P.-Cambridge, 1901 (Costa Rica)
- Metaphidippus manni (Peckham & Peckham, 1901) (North America)
- Metaphidippus mathetes (Chamberlin, 1925) (USA)
- Metaphidippus nigropictus F. O. P.-Cambridge, 1901 (Mexico)
- Metaphidippus nitidus (Peckham & Peckham, 1896) (Guatemala)
- Metaphidippus odiosus (Peckham & Peckham, 1901) (Brazil, Argentina)
- Metaphidippus ovatus F. O. P.-Cambridge, 1901 (Guatemala)
- Metaphidippus pallens F. O. P.-Cambridge, 1901 (Guatemala to Costa Rica)
- Metaphidippus perfectus (Peckham & Peckham, 1901) (Brazil)
- Metaphidippus pernotus (Petrunkevitch, 1911) (Guatemala)
- Metaphidippus perscitus Chickering, 1946 (Panama)
- Metaphidippus pluripunctatus Mello-Leitão, 1944 (Argentina)
- Metaphidippus quadrinotatus F. O. P.-Cambridge, 1901 (Costa Rica, Panama)
- Metaphidippus smithi (Peckham & Peckham, 1901) (Brazil)
- Metaphidippus texanus (Banks, 1904) (USA)
- Metaphidippus tropicus (Peckham & Peckham, 1901) (Brazil, Argentina)

## Mexcala
Mexcala Peckham & Peckham, 1902
- Mexcala agilis Lawrence, 1928 (Namibia)
- Mexcala elegans Peckham & Peckham, 1903 (Southern Africa)
- Mexcala farsensis Logunov, 2001 (Iran)
- Mexcala macilenta Wesolowska & Russell-Smith, 2000 (Tanzania)
- Mexcala monstrata Wesolowska & van Harten, 1994 (Yemen)
- Mexcala rufa Peckham & Peckham, 1902 (South Africa)

## Mexigonus
Mexigonus Edwards, 2002
- Mexigonus arizonensis (Banks, 1904) (USA, Mexico)
- Mexigonus dentichelis (F. O. P.-Cambridge, 1901) (Mexico)
- Mexigonus minutus (F. O. P.-Cambridge, 1901) (USA, Mexico)
- Mexigonus morosus (Peckham & Peckham, 1888) (USA)

## Micalula
Micalula Strand, 1932
- Micalula longithorax (Petrunkevitch, 1925) (Panama)

## Microbianor
Microbianor Logunov, 2000
- Microbianor golovatchi Logunov, 2000 (Seychelles)
- Microbianor nigritarsus Logunov, 2000 (Seychelles)
- Microbianor saaristoi Logunov, 2000 (Seychelles)

## Microhasarius
Microhasarius Simon, 1902
- Microhasarius animosus Peckham & Peckham, 1907 (Borneo)
- Microhasarius pauperculus Simon, 1902 (Java)

## Microheros
Microheros Wesolowska & Cumming, 1999
- Microheros termitophagus Wesolowska & Cumming, 1999 (Southern Africa)

## Mikrus
Mikrus Wesolowska, 2001
- Mikrus ugandensis Wesolowska, 2001 (Kenya, Uganda)

## Mintonia
Mintonia Wanless, 1984
- Mintonia bani Ikeda, 1995 (Japan)
- Mintonia breviramis Wanless, 1984 (Borneo)
- Mintonia caliginosa Wanless, 1987 (Borneo)
- Mintonia mackiei Wanless, 1984 (Borneo)
- Mintonia melinauensis Wanless, 1984 (Borneo)
- Mintonia nubilis Wanless, 1984 (Borneo)
- Mintonia protuberans Wanless, 1984 (Singapore)
- Mintonia ramipalpis (Thorell, 1890) (Java, Sumatra, Borneo)
- Mintonia silvicola Wanless, 1987 (Malaysia)
- Mintonia tauricornis Wanless, 1984 (Borneo)

## Mirandia
Mirandia Badcock, 1932
- Mirandia australis Badcock, 1932 (Paraguay)

## Modunda
Modunda Simon, 1901
- Modunda aeneiceps Simon, 1901 (Sri Lanka, China)
- Modunda staintoni (O. P.-Cambridge, 1872) (Egypt to India)

## Mogrus
Mogrus Simon, 1882
- Mogrus albogularis Simon, 1901 (South Africa)
- Mogrus antoninus Andreeva, 1976 (Russia, Central Asia to China)
- Mogrus bonneti (Audouin, 1826) (Egypt to Aden)
- Mogrus canescens (C. L. Koch, 1846) (Eastern Mediterranean)
- Mogrus cognatus Wesolowska & van Harten, 1994 (Yemen)
- Mogrus dalmasi Berland & Millot, 1941 (Mali)
- Mogrus fabrei Simon, 1885 (Middle East)
- Mogrus faizabadicus Andreeva, Kononenko & Prószyn'ski, 1981 (Afghanistan)
- Mogrus flavescentemaculatus (Lucas, 1846) (Algeria)
- Mogrus frontosus (Simon, 1871) (Corsica)
- Mogrus fulvovittatus Simon, 1882 (Egypt, Saudi Arabia, Yemen, Azerbaijan)
- Mogrus ignarus Wesolowska, 2000 (Zimbabwe)
- Mogrus incertus Denis, 1955 (Libya, Niger)
- Mogrus larisae Logunov, 1995 (Central Asia)
- Mogrus leucochelis Pavesi, 1897 (Somalia)
- Mogrus linzhiensis Hu, 2001 (China)
- Mogrus logunovi Prószyn'ski, 2000 (Israel, Jordan)
- Mogrus macrocephalus Lawrence, 1927 (Namibia)
- Mogrus mathisi (Berland & Millot, 1941) (Senegal, Niger, Tanzania, Saudi Arabia, Yemen)
- Mogrus mirabilis Wesolowska & van Harten, 1994 (Sudan, Egypt, Saudi Arabia, Yemen)
- Mogrus neglectus (Simon, 1868) (Greece, Turkey, Israel, Azerbaijan)
- Mogrus portentosus Wesolowska & van Harten, 1994 (Yemen)
- Mogrus praecinctus Simon, 1890 (Yemen)
- Mogrus sahariensis Berland & Millot, 1941 (West Africa)
- Mogrus semicanus Simon, 1910 (Southern Africa)
- Mogrus sinaicus Prószyn'ski, 2000 (Egypt, Saudi Arabia)
- Mogrus valerii Kononenko, 1981 (Turkmenistan, Uzbekistan)

## Monaga
Monaga Chickering, 1946
- Monaga benigna Chickering, 1946 (Panama)

## Monomotapa
Monomotapa Wesolowska, 2000
- Monomotapa principalis Wesolowska, 2000 (Zimbabwe)

## Mopiopia
Mopiopia Simon, 1902
- Mopiopia comatula Simon, 1902 (Brazil)
- Mopiopia labyrinthea (Mello-Leitão, 1947) (Brazil)
- Mopiopia tristis (Mello-Leitão, 1947) (Brazil)

## Mopsolodes
Mopsolodes Zabka, 1991
- Mopsolodes australensis Zabka, 1991 (Queensland, Northern Territory)

## Mopsus
Mopsus Karsch, 1878
- Mopsus mormon Karsch, 1878 (New Guinea, eastern Australia)

## Muziris
Muziris Simon, 1901
- Muziris calvipalpis (L. Koch, 1867) (Samoa)
- Muziris carinatus Simon, 1909 (Western Australia)
- Muziris doleschalli (Thorell, 1878) (Amboina)
- Muziris epigynatus Strand, 1911 (Aru Is.)
- Muziris gracilipalpis Strand, 1911 (Aru Is.)
- Muziris leptochirus (Thorell, 1881) (New Guinea)
- Muziris wiehlei Berland, 1938 (New Hebrides)

## Myrmarachne
Myrmarachne MacLeay, 1839
- Myrmarachne albocincta (C. L. Koch, 1846) (USA)
- Myrmarachne albosetosa Wanless, 1978 (South Africa)
- Myrmarachne alticeps (Thorell, 1890) (Java)
- Myrmarachne andrewi Wanless, 1978 (Congo, Angola)
- Myrmarachne andringitra Wanless, 1978 (Madagascar)
- Myrmarachne angusta (Thorell, 1877) (Sulawesi)
- Myrmarachne annamita Zabka, 1985 (China, Vietnam)
- Myrmarachne annandalei Simon, 1901 (Malaysia)
- Myrmarachne assimilis Banks, 1930 (Philippines)
- Myrmarachne attenuata (Karsch, 1880) (Philippines)
- Myrmarachne attenuata (O. P.-Cambridge, 1901) (Singapore)
- Myrmarachne augusta (Peckham & Peckham, 1892) (Madagascar)
- Myrmarachne aureonigra Edmunds & Prószyn'ski, 2003 (Malaysia, Singapore)
- Myrmarachne austriaca (Doleschall, 1852) (Austria)
- Myrmarachne bakeri Banks, 1930 (Philippines)
- Myrmarachne bamakoi Berland & Millot, 1941 (Mali)
- Myrmarachne bengalensis Tikader, 1973 (India, Andaman Is.)
- Myrmarachne bicolor (L. Koch, 1879) (Queensland)
- Myrmarachne bicurvata (O. P.-Cambridge, 1869) (Sri Lanka)
- Myrmarachne bidentata Banks, 1930 (Philippines)
- Myrmarachne biseratensis Badcock, 1918 (Malaysia)
- Myrmarachne borneensis Peckham & Peckham, 1907 (Borneo)
- Myrmarachne brasiliensis Mello-Leitão, 1922 (Brazil)
- Myrmarachne brevis Xiao, 2002 (China)
- Myrmarachne calcuttaensis Biswas, 1984 (India)
- Myrmarachne caliraya Barrion & Litsinger, 1995 (Philippines)
- Myrmarachne capito (Thorell, 1890) (Java)
- Myrmarachne centralis (Peckham & Peckham, 1892) (Mexico to Panama)
- Myrmarachne chapmani Banks, 1930 (Philippines)
- Myrmarachne chickeringi Galiano, 1969 (Panama)
- Myrmarachne circulus Xiao & Wang, 2004 (China)
- Myrmarachne clavigera (Thorell, 1877) (Sulawesi)
- Myrmarachne cognata (L. Koch, 1879) (New South Wales, Victoria)
- Myrmarachne collarti Roewer, 1965 (Congo, Uganda)
- Myrmarachne confusa Wanless, 1978 (Angola, São Tomé)
- Myrmarachne consobrina Denis, 1955 (Niger)
- Myrmarachne constricta (Blackwall, 1877) (Seychelles)
- Myrmarachne cornuta Badcock, 1918 (Malaysia, Singapore)
- Myrmarachne corpuzrarosae Barrion, 1981 (Philippines)
- Myrmarachne cowani (Peckham & Peckham, 1892) (Madagascar)
- Myrmarachne cuneata Badcock, 1918 (Malaysia)
- Myrmarachne cuprea (Hogg, 1896) (Central Australia)
- Myrmarachne debilis (Thorell, 1890) (Java)
- Myrmarachne decorata Reimoser, 1927 (Sumatra)
- Myrmarachne diegoensis Wanless, 1978 (Madagascar)
- Myrmarachne dilatata (Karsch, 1880) (Malawi)
- Myrmarachne dirangicus Bastawade, 2002 (India)
- Myrmarachne dubia (Peckham & Peckham, 1892) (Philippines)
- Myrmarachne dundoensis Wanless, 1978 (Angola, Botswana)
- Myrmarachne edentata Berry, Beatty & Prószyn'ski, 1996 (Caroline Is., Mariana Is.)
- Myrmarachne edentula (Peckham & Peckham, 1892) (Philippines)
- Myrmarachne edwardsi Berry, Beatty & Prószyn'ski, 1996 (Caroline Is.)
- Myrmarachne eidmanni Roewer, 1942 (Bioko, Ghana, Ivory Coast, Congo)
- Myrmarachne electrica (Peckham & Peckham, 1892) (Madagascar)
- Myrmarachne elongata Szombathy, 1915 (Africa to Vietnam)
- Myrmarachne erythrocephala (L. Koch, 1879) (Queensland)
- Myrmarachne eugenei Wanless, 1978 (Madagascar)
- Myrmarachne eumenes (Simon, 1900) (Madagascar)
- Myrmarachne evidens Roewer, 1965 (Congo)
- Myrmarachne exasperans (Peckham & Peckham, 1892) (Java, Philippines)
- Myrmarachne foenisex Simon, 1910 (West, Central Africa)
- Myrmarachne foreli Lessert, 1925 (Angola, Botswana, Malawi, South Africa)
- Myrmarachne formica (Doleschall, 1859) (Amboina)
- Myrmarachne formicaria (De Geer, 1778) (Palearctic)
  - Myrmarachne formicaria tyrolensis (C. L. Koch, 1846) (Central Europe)
- Myrmarachne formosa Thorell, 1890) (Sumatra, Sulawesi)
- Myrmarachne formosana (Matsumura, 1911) (Taiwan)
- Myrmarachne formosana (Saito, 1933) (Taiwan)
- Myrmarachne formosicola Strand, 1910 (Taiwan)
- Myrmarachne galianoae Cutler, 1981 (Bolivia)
- Myrmarachne gedongensis Badcock, 1918 (Malaysia)
- Myrmarachne gigantea Zabka, 1985 (Vietnam)
- Myrmarachne giltayi Roewer, 1965 (Congo, Angola, Kenya)
- Myrmarachne gisti Fox, 1937 (China, Vietnam)
- Myrmarachne globosa Wanless, 1978 (Angola to Vietnam)
- Myrmarachne grossa Edmunds & Prószyn'ski, 2003 (Malaysia)
- Myrmarachne guaranitica Galiano, 1969 (Argentina)
- Myrmarachne hanoii Zabka, 1985 (Vietnam)
- Myrmarachne hesperia (Simon, 1887) (Ivory Coast, Ghana)
- Myrmarachne hidaspis Caporiacco, 1935 (Karakorum)
- Myrmarachne himalayensis Narayan, 1915 (India)
- Myrmarachne hirsutipalpi Edmunds & Prószyn'ski, 2003 (Malaysia)
- Myrmarachne hispidacoxa Edmunds & Prószyn'ski, 2003 (Malaysia)
- Myrmarachne hoffmanni Strand, 1913 (China)
- Myrmarachne ichneumon (Simon, 1885) (Kenya, Tanzania, Zanzibar, South Africa)
- Myrmarachne imbellis (Peckham & Peckham, 1892) (Sri Lanka)
- Myrmarachne incerta Narayan, 1915 (India)
- Myrmarachne inermichelis Bösenberg & Strand, 1906 (Russia, Korea, Taiwan, Japan)
- Myrmarachne inflatipalpis Wanless, 1978 (Botswana, Malawi, South Africa)
- Myrmarachne insulana Roewer, 1942 (Bioko, Ghana)
- Myrmarachne iridescens Banks, 1930 (Philippines)
- Myrmarachne isolata Clark & Benoit, 1977 (St. Helena)
- Myrmarachne jacobsoni Reimoser, 1925 (Sumatra)
- Myrmarachne jajpurensis Prószyn'ski, 1992 (India)
- Myrmarachne japonica (Karsch, 1879) (Russia, China, Korea, Taiwan, Japan)
- Myrmarachne jugularis Simon, 1901 (Australia)
- Myrmarachne kiboschensis Lessert, 1925 (Botswana to Vietnam)
- Myrmarachne kilifi Wanless, 1978 (Kenya, Tanzania)
- Myrmarachne kitale Wanless, 1978 (Kenya)
- Myrmarachne kochi Reimoser, 1925 (Malaysia, Sumatra, Indonesia)
- Myrmarachne kuwagata Yaginuma, 1967 (China, Korea, Japan)
- Myrmarachne laeta (Thorell, 1887) (India, Pakistan, Nias Is., China)
  - Myrmarachne laeta flava Narayan, 1915 (India)
  - Myrmarachne laeta praelonga (Thorell, 1890) (Myanmar)
- Myrmarachne laurentina Bacelar, 1953 (Mozambique, South Africa)
- Myrmarachne lawrencei Roewer, 1965 (Gabon, Congo, Kenya, Tanzania)
- Myrmarachne legon Wanless, 1978 (Ghana, Ivory Coast)
- Myrmarachne leleupi Wanless, 1978 (South Africa)
- Myrmarachne leptognatha (Thorell, 1890) (Java)
- Myrmarachne lesserti Lawrence, 1938 (South Africa)
- Myrmarachne linguiensis Zhang & Song, 1992 (China)
- Myrmarachne longiventris (Simon, 1903) (Madagascar)
- Myrmarachne luachimo Wanless, 1978 (Angola)
- Myrmarachne luctuosa (L. Koch, 1879) (New South Wales)
- Myrmarachne ludhianaensis Sadana & Gupta, 1998 (India)
- Myrmarachne lugens (Thorell, 1881) (Moluccas)
- Myrmarachne lugubris (Kulczyn'ski, 1895) (Russia, China, Korea)
- Myrmarachne lulengana Roewer, 1965 (Congo, Kenya, Botswana)
- Myrmarachne lulengensis Roewer, 1965 (Congo)
- Myrmarachne lupata (L. Koch, 1879) (Queensland)
- Myrmarachne macleayana (Bradley, 1876) (Queensland)
- Myrmarachne macrognatha (Thorell, 1894) (Java)
- Myrmarachne magna Saito, 1933 (Taiwan)
- Myrmarachne mahasoa Wanless, 1978 (Madagascar)
- Myrmarachne malayana Edmunds & Prószyn'ski, 2003 (Malaysia)
- Myrmarachne mandibularis (Thorell, 1890) (Java)
- Myrmarachne manducator (Westwood, 1841) (India, Myanmar, Malaysia, Sumatra)
- Myrmarachne maratha Tikader, 1973 (India)
- Myrmarachne markaha Barrion & Litsinger, 1995 (Philippines)
- Myrmarachne marshalli Peckham & Peckham, 1903 (Africa)
- Myrmarachne maxillosa (C. L. Koch, 1846) (Myanmar to China, Philippines, Sulawesi)
  - Myrmarachne maxillosa septemdentata Strand, 1907 (China)
- Myrmarachne mcgregori Banks, 1930 (Philippines)
- Myrmarachne melanocephala MacLeay, 1839 (Asia)
- Myrmarachne melanotarsa Wesolowska & Salm, 2002 (Kenya)
- Myrmarachne militaris Szombathy, 1913 (West, Central, East Africa)
- Myrmarachne mocamboensis Galiano, 1974 (Brazil)
- Myrmarachne moesta (Thorell, 1877) (Sulawesi)
- Myrmarachne mussungue Wanless, 1978 (Angola)
- Myrmarachne myrmicaeformis (Lucas, 1871) (Algeria)
- Myrmarachne naro Wanless, 1978 (Kenya)
- Myrmarachne natalica Lessert, 1925 (South Africa)
- Myrmarachne nemorensis (Peckham & Peckham, 1892) (Myanmar)
- Myrmarachne nigella Simon, 1901 (Philippines)
- Myrmarachne nigeriensis Wanless, 1978 (São Tomé, Ghana, Nigeria, Angola)
- Myrmarachne nigra (Thorell, 1877) (Sulawesi)
- Myrmarachne nitidissima (Thorell, 1877) (Sulawesi)
- Myrmarachne nubilis Wanless, 1978 (Madagascar)
- Myrmarachne onceana Barrion & Litsinger, 1995 (Philippines)
- Myrmarachne opaca (Karsch, 1880) (India)
- Myrmarachne orientales Tikader, 1973 (Pakistan, India, Andaman Is.)
- Myrmarachne paivae Narayan, 1915 (India)
- Myrmarachne palladia Denis, 1958 (Afghanistan)
- Myrmarachne panamensis Galiano, 1969 (Panama, Argentina)
- Myrmarachne parallela (Fabricius, 1798) (West Indies, Nicaragua, Panama)
- Myrmarachne patellata Strand, 1907 (China)
- Myrmarachne paviei (Simon, 1886) (Thailand)
- Myrmarachne peckhami Roewer, 1951 (Madagascar)
- Myrmarachne pectorosa (Thorell, 1890) (Sumatra)
  - Myrmarachne pectorosa sternodes (Thorell, 1890) (Sumatra)
- Myrmarachne penicillata Mello-Leitão, 1933 (Brazil)
- Myrmarachne piercei Banks, 1930 (Philippines)
- Myrmarachne pinakapalea Barrion & Litsinger, 1995 (Philippines)
- Myrmarachne pinoysorum Barrion & Litsinger, 1995 (Philippines)
- Myrmarachne pisarskii Berry, Beatty & Prószyn'ski, 1996 (Caroline Is.)
- Myrmarachne plataleoides (O. P.-Cambridge, 1869) (India, Sri Lanka, China, Southeast Asia)
- Myrmarachne platypalpa Bradoo, 1980 (India)
- Myrmarachne poonaensis Tikader, 1973 (India)
- Myrmarachne prognatha (Thorell, 1887) (Myanmar)
- Myrmarachne providens (Peckham & Peckham, 1892) (India, Sri Lanka)
- Myrmarachne pygmaea (Thorell, 1894) (Singapore)
- Myrmarachne radiata (Thorell, 1894) (Java)
- Myrmarachne ramosa Badcock, 1918 (Malaysia, Singapore)
- Myrmarachne ramunni Narayan, 1915 (India, Pakistan)
- Myrmarachne ransoni Wanless, 1978 (Madagascar)
- Myrmarachne rhopalota (Thorell, 1895) (Myanmar)
- Myrmarachne richardsi Wanless, 1978 (Ghana)
- Myrmarachne robusta (Peckham & Peckham, 1892) (Myanmar)
- Myrmarachne roeweri Reimoser, 1934 (India)
- Myrmarachne rufescens (Thorell, 1877) (Sulawesi)
- Myrmarachne rufisquei Berland & Millot, 1941 (Senegal)
- Myrmarachne russellsmithi Wanless, 1978 (Nigeria)
- Myrmarachne satarensis Narayan, 1915 (India)
- Myrmarachne schenkeli Peng & Li, 2002 (Hong Kong)
- Myrmarachne seriatus Banks, 1930 (Philippines)
- Myrmarachne shelfordi Peckham & Peckham, 1907 (Borneo)
- Myrmarachne simoni (L. Koch, 1879) (Queensland)
- Myrmarachne simonis (Herman, 1879) (Hungary, Croatia, Romania)
- Myrmarachne simplexella Roewer, 1951 (Madagascar)
- Myrmarachne solitaria Peckham & Peckham, 1903 (South Africa)
- Myrmarachne spissa (Peckham & Peckham, 1892) (Sri Lanka)
- Myrmarachne striatipes (L. Koch, 1879) (Queensland, New South Wales)
- Myrmarachne sumana Galiano, 1974 (Brazil)
- Myrmarachne tagalica Banks, 1930 (Philippines)
- Myrmarachne tayabasana Chamberlin, 1925 (Philippines)
- Myrmarachne thaii Zabka, 1985 (Vietnam)
- Myrmarachne topali Zabka, 1985 (Vietnam)
- Myrmarachne transversa (Mukerjee, 1930) (India)
- Myrmarachne tristis (Simon, 1882) (Libya to India)
- Myrmarachne turriformis Badcock, 1918 (Malaysia)
- Myrmarachne uelensis Wanless, 1978 (Congo)
- Myrmarachne uniseriata Narayan, 1915 (India)
- Myrmarachne uvira Wanless, 1978 (Ghana, Congo, Kenya, Tanzania, Botswana)
- Myrmarachne vanessae Wanless, 1978 (Ivory Coast, Tanzania)
- Myrmarachne vehemens Fox, 1937 (China)
- Myrmarachne vestita (Thorell, 1895) (Myanmar)
- Myrmarachne volatilis (Peckham & Peckham, 1892) (Madagascar, China, Vietnam)
- Myrmarachne vulgarisa Barrion & Litsinger, 1995 (Philippines)
- Myrmarachne wanlessi Edmunds & Prószyn'ski, 2003 (Malaysia)

## Nagaina
Nagaina Peckham & Peckham, 1896
- Nagaina berlandi Soares & Camargo, 1948 (Brazil)
- Nagaina diademata Simon, 1902 (Brazil)
- Nagaina incunda Peckham & Peckham, 1896 (Mexico to Panama)
- Nagaina modesta Caporiacco, 1954 (French Guiana)
- Nagaina olivacea Franganillo, 1930 (Cuba)
- Nagaina tricincta Simon, 1902 (Brazil)

## Nannenus
Nannenus Simon, 1902
- Nannenus lyriger Simon, 1902 (Singapore)
- Nannenus syrphus Simon, 1902 (Singapore)

## Naphrys
Naphrys Edwards, 2002
- Naphrys acerba (Peckham & Peckham, 1909) (USA, Mexico)
- Naphrys bufoides (Chamberlin & Ivie, 1944) (USA)
- Naphrys pulex (Hentz, 1846) (USA, Canada)
- Naphrys xerophila (Richman, 1981) (USA)

## Napoca
Napoca Simon, 1901
- Napoca insignis (O. P.-Cambridge, 1872) (Israel)

## Natta
Natta Karsch, 1879
- Natta chionogaster (Simon, 1901) (Africa, Madagascar)
- Natta horizontalis Karsch, 1879 (Africa, São Tomé)

## Naubolus
Naubolus Simon, 1901
- Naubolus albopunctatus Mello-Leitão, 1943 (Brazil)
- Naubolus melloleitaoi Caporiacco, 1947 (Guyana)
- Naubolus micans Simon, 1901 (Brazil)
- Naubolus pallidus Mello-Leitão, 1945 (Argentina)
- Naubolus posticatus Simon, 1901 (Brazil)
- Naubolus roeweri Soares & Camargo, 1948 (Brazil)
- Naubolus sawayai Soares & Camargo, 1948 (Brazil)
- Naubolus simplex Mello-Leitão, 1946 (Paraguay)
- Naubolus trifasciatus Mello-Leitão, 1927 (Brazil)
- Naubolus tristis Mello-Leitão, 1922 (Brazil)

## Neaetha
Neaetha Simon, 1884
- Neaetha absheronica Logunov & Guseinov, 2002 (Macedonia, Azerbaijan)
- Neaetha aegyptiaca Denis, 1947 (Egypt)
- Neaetha alborufula Caporiacco, 1949 (Kenya)
- Neaetha catula Simon, 1885 (East, Southern Africa)
- Neaetha catulina Berland & Millot, 1941 (Mali)
- Neaetha cerussata (Simon, 1868) (Mediterranean)
- Neaetha fulvopilosa (Lucas, 1846) (Algeria, Tunisia)
- Neaetha irreperta Wesolowska & Russell-Smith, 2000 (Tanzania)
- Neaetha membrosa (Simon, 1868) (Mediterranean, Germany)
- Neaetha murphyorum Prószyn'ski, 2000 (Israel)
- Neaetha oculata (O. P.-Cambridge, 1876) (Egypt, Saudi Arabia, Yemen)
- Neaetha ravoisiei (Lucas, 1846) (Algeria, East Africa)

## Nebridia
Nebridia Simon, 1902
- Nebridia manni Bryant, 1943 (Hispaniola)
- Nebridia mendica Bryant, 1943 (Hispaniola)
- Nebridia parva Mello-Leitão, 1945 (Argentina)
- Nebridia semicana Simon, 1902 (Venezuela)

## Neobrettus
Neobrettus Wanless, 1984
- Neobrettus cornutus Deeleman-Reinhold & Floren, 2003 (Borneo)
- Neobrettus nangalisagus Barrion, 2001 (Philippines)
- Neobrettus phui Zabka, 1985 (Vietnam)
- Neobrettus tibialis (Prószyn'ski, 1978) (Bhutan to Malaysia, Borneo)
- Neobrettus xanthophyllum Deeleman-Reinhold & Floren, 2003 (Borneo)

## Neon
Neon Simon, 1876
- Neon avalonus Gertsch & Ivie, 1955 (USA)
- Neon caboverdensis Schmidt & Krause, 1998 (Cape Verde Is.)
- Neon convolutus Denis, 1937 (France, Azores, Algeria)
- Neon ellamae Gertsch & Ivie, 1955 (USA)
- Neon kiyotoi Ikeda, 1995 (Japan)
- Neon kovblyuki Logunov, 2004 (Ukraine)
- Neon levis (Simon, 1871) (Palearctic)
- Neon minutus Zabka, 1985 (Korea, Vietnam, Taiwan, Japan)
- Neon muticus (Simon, 1871) (Corsica)
- Neon nelli Peckham & Peckham, 1888 (USA, Canada)
- Neon nigriceps Bryant, 1940 (Cuba)
- Neon ningyo Ikeda, 1995 (China, Japan)
- Neon nojimai Ikeda, 1995 (Japan)
- Neon pictus Kulczyn'ski, 1891 (Southeastern Europe to Central Asia)
- Neon pixii Gertsch & Ivie, 1955 (USA)
- Neon plutonus Gertsch & Ivie, 1955 (USA)
- Neon punctulatus Karsch, 1880 (Bolivia)
- Neon rayi (Simon, 1875) (Southern, Central Europe to Kazakhstan)
- Neon reticulatus (Blackwall, 1853) (Holarctic)
- Neon robustus Lohmander, 1945 (Ireland, Britain, Sweden, Finland, Germany, Spain)
- Neon sumatranus Logunov, 1998 (Malaysia, Indonesia, New Guinea)
- Neon valentulus Falconer, 1912 (Europe to Central Asia)
- Neon wangi Peng & Li, 2006 (China)
- Neon zonatus Bao & Peng, 2002 (Taiwan)

## Neonella
Neonella Gertsch, 1936
- Neonella antillana Galiano, 1988 (Jamaica)
- Neonella cabana Galiano, 1998 (Argentina)
- Neonella camillae Edwards, 2002 (USA)
- Neonella colalao Galiano, 1998 (Argentina)
- Neonella lubrica Galiano, 1988 (Paraguay)
- Neonella mayaguez Galiano, 1998 (Puerto Rico)
- Neonella minuta Galiano, 1965 (Argentina)
- Neonella montana Galiano, 1988 (Argentina)
- Neonella nana Galiano, 1988 (Paraguay)
- Neonella salafraria Ruiz & Brescovit, 2004 (Brazil)
- Neonella vinnula Gertsch, 1936 (USA)

## Nicylla
Nicylla Thorell, 1890
- Nicylla sundevalli Thorell, 1890 (Sumatra)

## Nimbarus
Nimbarus Rollard & Wesolowska, 2002
- Nimbarus pratensis Rollard & Wesolowska, 2002 (Guinea)

## Noegus
Noegus Simon, 1900
- Noegus actinosus Simon, 1900 (Brazil, Peru)
- Noegus arator Simon, 1900 (Brazil)
- Noegus australis (Mello-Leitão, 1941) (Brazil)
- Noegus bidens Simon, 1900 (Brazil, Argentina)
- Noegus coccineus Simon, 1900 (Brazil)
- Noegus comatulus Simon, 1900 (Brazil, Argentina)
- Noegus difficilis (Soares & Camargo, 1948) (Brazil)
- Noegus franganilloi (Caporiacco, 1947) (Guyana)
- Noegus fulvocristatus Simon, 1900 (Brazil)
- Noegus fuscimanus Simon, 1900 (Brazil)
- Noegus fuscomanus (Taczanowski, 1878) (Peru)
- Noegus mantovani Bauab & Soares, 1978 (Brazil)
- Noegus niveogularis Simon, 1900 (Brazil)
- Noegus niveomarginatus Simon, 1900 (Brazil)
- Noegus pallidus (Mello-Leitão, 1947) (Brazil)
- Noegus rufus Simon, 1900 (Peru, Brazil)
- Noegus spiralifer (F. O. P.-Cambridge, 1901) (Guatemala, Panama)
- Noegus transversalis Simon, 1900 (Brazil)
- Noegus trilineatus (Mello-Leitão, 1940) (Brazil, Guyana)
- Noegus uncatus Simon, 1900 (Brazil)
- Noegus vulpio Simon, 1900 (Brazil, Guyana)

## Nosferattus
Nosferattus Ruiz & Brescovit, 2005
- Nosferattus aegis Ruiz & Brescovit, 2005 (Brazil)
- Nosferattus ciliatus Ruiz & Brescovit, 2005 (Brazil)
- Nosferattus discus Ruiz & Brescovit, 2005 (Brazil)
- Nosferattus occultus Ruiz & Brescovit, 2005 (Brazil)
- Nosferattus palmatus Ruiz & Brescovit, 2005 (Brazil)

## Nungia
Nungia Zabka, 1985
- Nungia epigynalis Zabka, 1985 (China, Vietnam)

## Nycerella
Nycerella Galiano, 1982
- Nycerella aprica (Peckham & Peckham, 1896) (Brazil, Paraguay, Argentina)
- Nycerella decorata (Peckham & Peckham, 1893) (Panama, Colombia, St. Vincent)
- Nycerella delecta (Peckham & Peckham, 1896) (Mexico to Panama)
- Nycerella donaldi (Chickering, 1946) (Panama)
- Nycerella melanopygia Galiano, 1982 (Brazil)
- Nycerella neglecta Galiano, 1982 (Panama to Ecuador)
- Nycerella sanguinea (Peckham & Peckham, 1896) (Guatemala to Panama)
  - Nycerella sanguinea paradoxa (Peckham & Peckham, 1896) (Guatemala)
- Nycerella volucripes Galiano, 1982 (Brazil, Peru)

## Ocnotelus
Ocnotelus Simon, 1902
- Ocnotelus imberbis Simon, 1902 (Brazil)
- Ocnotelus lunatus Mello-Leitão, 1947 (Brazil)
- Ocnotelus rubrolunatus Mello-Leitão, 1945 (Argentina)

## Ocrisiona
Ocrisiona Simon, 1901
- Ocrisiona aerata (L. Koch, 1879) (Queensland)
- Ocrisiona cinerea (L. Koch, 1879) (New Zealand)
- Ocrisiona eucalypti Zabka, 1990 (Queensland)
- Ocrisiona frenata Simon, 1901 (Hong Kong)
- Ocrisiona koahi Zabka, 1990 (Queensland)
- Ocrisiona leucocomis (L. Koch, 1879) (Australia, New Zealand)
- Ocrisiona liturata (L. Koch, 1879) (Queensland)
- Ocrisiona melancholica (L. Koch, 1879) (Eastern Australia, Lord Howe Is.)
- Ocrisiona melanopyga Simon, 1901 (Tasmania)
- Ocrisiona parallelestriata (L. Koch, 1879) (Queensland)
- Ocrisiona parmeliae Zabka, 1990 (Western Australia)
- Ocrisiona victoriae Zabka, 1990 (Victoria)
- Ocrisiona yakatunyae Zabka, 1990 (Western Australia)

## Ogdenia
Ogdenia Peckham & Peckham, 1908
- Ogdenia mutilla (Peckham & Peckham, 1907) (Borneo)

## Omoedus
Omoedus Thorell, 1881
- Omoedus cordatus Berry, Beatty & Prószyn'ski, 1996 (Fiji)
- Omoedus kulczynskii Prószyn'ski, 1971 (New Guinea)
- Omoedus niger Thorell, 1891 (New Guinea)
- Omoedus piceus Simon, 1902 (Moluccas, New Guinea)

## Onomastus
Onomastus Simon, 1900
- Onomastus complexipalpis Wanless, 1980 (Borneo)
- Onomastus kanoi Ono, 1995 (Okinawa)
- Onomastus nigricaudus Simon, 1900 (Sri Lanka)
- Onomastus patellaris Simon, 1900 (India)
- Onomastus quinquenotatus Simon, 1900 (Sri Lanka)
- Onomastus simoni Zabka, 1985 (Vietnam)

## Opisthoncana
Opisthoncana Strand, 1913
- Opisthoncana formidabilis Strand, 1913 (New Ireland)

## Opisthoncus
Opisthoncus L. Koch, 1880
- Opisthoncus abnormis L. Koch, 1881 (Queensland, New South Wales)
- Opisthoncus albiventris L. Koch, 1881 (New South Wales)
- Opisthoncus alborufescens L. Koch, 1880 (Queensland, New South Wales)
- Opisthoncus barbipalpis (Keyserling, 1882) (Queensland)
- Opisthoncus bellus (Karsch, 1878) (New South Wales)
- Opisthoncus bitaeniatus L. Koch, 1880 (Queensland, New South Wales)
- Opisthoncus clarus Keyserling, 1883 (Queensland)
- Opisthoncus confinis L. Koch, 1881 (Queensland)
- Opisthoncus delectabilis Rainbow, 1920 (Lord Howe Is.)
- Opisthoncus devexus Simon, 1909 (Western Australia)
- Opisthoncus eriognathus (Thorell, 1881) (New Guinea)
- Opisthoncus grassator Keyserling, 1883 (Queensland)
- Opisthoncus inconspicuus (Thorell, 1881) (New Guinea)
- Opisthoncus keyserlingi Zabka, 1991 (New South Wales)
- Opisthoncus kochi Zabka, 1991 (New South Wales)
- Opisthoncus lineativentris L. Koch, 1880 (Queensland, New South Wales)
- Opisthoncus machaerodus Simon, 1909 (Western Australia)
- Opisthoncus magnidens L. Koch, 1880 (Queensland, New South Wales)
- Opisthoncus mandibularis L. Koch, 1880 (New South Wales)
- Opisthoncus mordax L. Koch, 1880 (New South Wales)
- Opisthoncus necator L. Koch, 1881 (New Guinea, Queensland, New South Wales)
- Opisthoncus nigrifemur Strand, 1911 (New Britain)
- Opisthoncus nigrofemoratus (L. Koch, 1867) (Australia)
- Opisthoncus pallidulus L. Koch, 1880 (New South Wales)
- Opisthoncus parcedentatus L. Koch, 1880 (Queensland, New South Wales)
- Opisthoncus polyphemus (L. Koch, 1867) (New Guinea, Queensland, New South Wales)
- Opisthoncus quadratarius (L. Koch, 1867) (Queensland)
- Opisthoncus rubriceps (Thorell, 1881) (Queensland)
- Opisthoncus serratofasciatus L. Koch, 1881 (New South Wales)
- Opisthoncus sexmaculatus (C. L. Koch, 1846) (New South Wales)
- Opisthoncus tenuipes (Keyserling, 1882) (Queensland)
- Opisthoncus unicolor L. Koch, 1881 (Queensland)
- Opisthoncus versimilis Peckham & Peckham, 1901 (Victoria)

## Orissania
Orissania Prószyn'ski, 1992
- Orissania daitarica Prószyn'ski, 1992 (India)

## Orsima
Orsima Simon, 1901
- Orsima constricta Simon, 1901 (West, Central Africa)
- Orsima ichneumon (Simon, 1901) (Malaysia, Sumatra, Borneo)

## Orthrus
Orthrus Simon, 1900
- Orthrus bicolor Simon, 1900 (Philippines)
- Orthrus calilungae Barrion, 1998 (Philippines)
- Orthrus muluensis Wanless, 1980 (Borneo)
- Orthrus palawanensis Wanless, 1980 (Philippines)

## Orvilleus
Orvilleus Chickering, 1946
- Orvilleus crassus Chickering, 1946 (Panama)

## Osericta
Osericta Simon, 1901
- Osericta cheliferoides (Taczanowski, 1878) (Peru)
- Osericta dives Simon, 1901 (Brazil)

## Pachomius
Pachomius Peckham & Peckham, 1896
- Pachomius dybowskii (Taczanowski, 1871) (Mexico to Ecuador, Brazil)
- Pachomius hadzji (Caporiacco, 1955) (Venezuela)
- Pachomius maculosus (Chickering, 1946) (Panama, Venezuela)
- Pachomius peckhamorum Galiano, 1994 (Panama)
- Pachomius sextus Galiano, 1994 (Venezuela, Brazil)
- Pachomius villeta Galiano, 1994 (Colombia, Venezuela)

## Pachyballus
Pachyballus Simon, 1900
- Pachyballus castaneus Simon, 1900 (South Africa)
- Pachyballus cordiformis Berland & Millot, 1941 (Ivory Coast)
- Pachyballus flavipes Simon, 1910 (Ivory Coast, Bioko)
  - Pachyballus flavipes aurantius Caporiacco, 1949 (Kenya)
- Pachyballus gambeyi (Simon, 1880) (New Caledonia)
- Pachyballus rotundus Wesolowska & van Harten, 1994 (Yemen)
- Pachyballus transversus Simon, 1900 (Guinea-Bissau, Congo, Zanzibar, South Africa)
- Pachyballus variegatus Lessert, 1925 (East Africa)

## Pachyonomastus
Pachyonomastus Caporiacco, 1947
- Pachyonomastus kittenbergeri Caporiacco, 1947 (East Africa)

## Pachypoessa
Pachypoessa Simon, 1902
- Pachypoessa lacertosa Simon, 1902 (Southern Africa, Madagascar)
- Pachypoessa plebeja (L. Koch, 1875) (Africa)

## Padilla
Padilla Peckham & Peckham, 1894
- Padilla armata Peckham & Peckham, 1894 (Madagascar)
- Padilla cornuta (Peckham & Peckham, 1885) (Madagascar)
- Padilla glauca Simon, 1900 (Madagascar)
- Padilla javana Simon, 1900 (Java)
- Padilla lancearia Simon, 1900 (Madagascar)
- Padilla mantis Simon, 1900 (Madagascar)
- Padilla sartor Simon, 1900 (Madagascar)

## Palpelius
Palpelius Simon, 1903
- Palpelius albofasciatus Peckham & Peckham, 1907 (Borneo)
- Palpelius arboreus Peckham & Peckham, 1907 (Borneo)
- Palpelius beccarii (Thorell, 1881) (Moluccas to Australia)
- Palpelius clarus Roewer, 1938 (New Guinea)
- Palpelius dearmatus (Thorell, 1881) (Queensland)
- Palpelius discedens Kulczyn'ski, 1910 (Bismarck Arch.)
- Palpelius fuscoannulatus (Strand, 1911) (Aru Is.)
- Palpelius kuekenthali (Pocock, 1897) (Moluccas)
- Palpelius namosi Berry, Beatty & Prószyn'ski, 1996 (Fiji)
- Palpelius nemoralis Peckham & Peckham, 1907 (Borneo)
- Palpelius trigyrus Berry, Beatty & Prószyn'ski, 1996 (Caroline Is.)

## Panachraesta
Panachraesta Simon, 1900
- Panachraesta paludosa Simon, 1900 (Sri Lanka)

## Pancorius
Pancorius Simon, 1902
- Pancorius animosus Peckham & Peckham, 1907 (Borneo)
- Pancorius borneensis Simon, 1902 (Borneo)
- Pancorius changricus Zabka, 1990 (Bhutan)
- Pancorius crassipes (Karsch, 1881) (Palearctic)
- Pancorius curtus (Simon, 1877) (Philippines)
- Pancorius dabanis (Hogg, 1922) (India)
- Pancorius darjeelingianus Prószyn'ski, 1992 (India)
- Pancorius dentichelis (Simon, 1899) (Sumatra)
- Pancorius fasciatus Peckham & Peckham, 1907 (Borneo)
- Pancorius goulufengensis Peng et al., 1998 (China)
- Pancorius hainanensis Song & Chai, 1991 (China)
- Pancorius hongkong Song et al., 1997 (Hong Kong)
- Pancorius kaskiae Zabka, 1990 (Nepal)
- Pancorius kohi Zhang, Song & Li, 2003 (Singapore)
- Pancorius magniformis Zabka, 1990 (Bhutan)
- Pancorius magnus Zabka, 1985 (India, Vietnam, Taiwan)
- Pancorius minutus Zabka, 1985 (China, Nepal, Vietnam)
- Pancorius naevius Simon, 1902 (Java, Sumatra)
- Pancorius protervus (Simon, 1902) (Malaysia)
- Pancorius relucens (Simon, 1901) (Hong Kong)
- Pancorius scoparius Simon, 1902 (Java)
- Pancorius submontanus Prószyn'ski, 1992 (India)
- Pancorius tagorei Prószyn'ski, 1992 (India)
- Pancorius taiwanensis Bao & Peng, 2002 (Taiwan)
- Pancorius thorelli (Simon, 1899) (Sumatra)
- Pancorius wangdicus Zabka, 1990 (Bhutan)

## Pandisus
Pandisus Simon, 1900
- Pandisus decorus Wanless, 1980 (Madagascar)
- Pandisus indicus Prószyn'ski, 1992 (India)
- Pandisus modestus (Peckham & Wheeler, 1889) (Madagascar)
- Pandisus parvulus Wanless, 1980 (Madagascar)
- Pandisus sarae Wanless, 1980 (Madagascar)
- Pandisus scalaris Simon, 1900 (Madagascar)

## Panysinus
Panysinus Simon, 1901
- Panysinus grammicus Simon, 1902 (India)
- Panysinus nicholsoni (O. P.-Cambridge, 1899) (Java (Europe, introduced))
- Panysinus nitens Simon, 1901 (Malaysia, Sumatra)
- Panysinus semiargenteus (Simon, 1877) (Philippines)
- Panysinus semiermis Simon, 1902 (Sri Lanka)

## Paracyrba
Paracyrba Zabka & Kovac, 1996
- Paracyrba wanlessi Zabka & Kovac, 1996 (Malaysia)

## Paradamoetas
Paradamoetas Peckham & Peckham, 1885
- Paradamoetas carus (Peckham & Peckham, 1892) (Mexico to El Salvador)
- Paradamoetas changuinola Cutler, 1982 (Panama)
- Paradamoetas fontanus (Levi, 1951) (USA, Canada)
- Paradamoetas formicinus Peckham & Peckham, 1885 (USA to Nicaragua)

## Paradecta
Paradecta Bryant, 1950
- Paradecta darlingtoni Bryant, 1950 (Jamaica)
- Paradecta festiva Bryant, 1950 (Jamaica)
- Paradecta gratiosa Bryant, 1950 (Jamaica)
- Paradecta valida Bryant, 1950 (Jamaica)

## Paradescanso
Paradescanso Vellard, 1924
- Paradescanso fallax Vellard, 1924 (Brazil)

## Parafluda
Parafluda Chickering, 1946
- Parafluda banksi Chickering, 1946 (Panama to Argentina)

## Paraharmochirus
Paraharmochirus Szombathy, 1915
- Paraharmochirus monstrosus Szombathy, 1915 (New Guinea)

## Paraheliophanus
Paraheliophanus Clark & Benoit, 1977
- Paraheliophanus jeanae Clark & Benoit, 1977 (St. Helena)
- Paraheliophanus napoleon Clark & Benoit, 1977 (St. Helena)
- Paraheliophanus sanctaehelenae Clark & Benoit, 1977 (St. Helena)
- Paraheliophanus subinstructus (O. P.-Cambridge, 1873) (St. Helena)

## Parajotus
Parajotus Peckham & Peckham, 1903
- Parajotus cinereus Wesolowska, 2004 (Congo, Uganda)
- Parajotus obscurofemoratus Peckham & Peckham, 1903 (South Africa)
- Parajotus refulgens Wesolowska, 2000 (Zimbabwe)

## Paramarpissa
Paramarpissa F. O. P.-Cambridge, 1901
- Paramarpissa albopilosa (Banks, 1902) (USA, Mexico)
- Paramarpissa griswoldi Logunov & Cutler, 1999 (USA)
- Paramarpissa laeta Logunov & Cutler, 1999 (Mexico)
- Paramarpissa piratica (Peckham & Peckham, 1888) (USA, Mexico)
- Paramarpissa sarta Logunov & Cutler, 1999 (Mexico)
- Paramarpissa tibialis F. O. P.-Cambridge, 1901 (Mexico)

## Paraneaetha
Paraneaetha Denis, 1947
- Paraneaetha diversa Denis, 1947 (Egypt)

## Paraphidippus
Paraphidippus F. O. P.-Cambridge, 1901
- Paraphidippus aurantius (Lucas, 1833) (USA to Panama, Greater Antilles)
- Paraphidippus basalis (Banks, 1904) (USA)
- Paraphidippus disjunctus (Banks, 1898) (Mexico to Costa Rica)
- Paraphidippus fartilis (Peckham & Peckham, 1888) (USA to Costa Rica)
- Paraphidippus fulgidus (C. L. Koch, 1846) (Mexico)
- Paraphidippus funebris (Banks, 1898) (Mexico to Costa Rica)
- Paraphidippus fuscipes (C. L. Koch, 1846) (Mexico)
- Paraphidippus incontestus (Banks, 1909) (Costa Rica)
- Paraphidippus inermis F. O. P.-Cambridge, 1901 (Mexico to Costa Rica)
- Paraphidippus laniipes F. O. P.-Cambridge, 1901 (Mexico)
- Paraphidippus luteus (Peckham & Peckham, 1896) (Honduras, Costa Rica)
- Paraphidippus mexicanus (Peckham & Peckham, 1888) (Mexico)
- Paraphidippus nigropilosus (Banks, 1898) (Mexico)
- Paraphidippus nitens (C. L. Koch, 1846) (Mexico)

## Paraphilaeus
Paraphilaeus Zabka, 2003
- Paraphilaeus daemeli (Keyserling, 1883) (Queensland, New South Wales)

## Paraplatoides
Paraplatoides Zabka, 1992
- Paraplatoides caledonicus (Berland, 1932) (New Caledonia)
- Paraplatoides christopheri Zabka, 1992 (Queensland)
- Paraplatoides hirsti Zabka, 1992 (South Australia)
- Paraplatoides longulus Zabka, 1992 (Queensland)
- Paraplatoides niger Zabka, 1992 (New South Wales to Tasmania)
- Paraplatoides tenerrimus (L. Koch, 1879) (Queensland)

## Paraplexippus
Paraplexippus Franganillo, 1930
- Paraplexippus quadrisignatus Franganillo, 1930 (Cuba)
- Paraplexippus sexsignatus Franganillo, 1930 (Cuba)

## Parasaitis
Parasaitis Bryant, 1950
- Parasaitis femoralis Bryant, 1950 (Jamaica)

## Parathiodina
Parathiodina Bryant, 1943
- Parathiodina compta Bryant, 1943 (Hispaniola)

## Parkella
Parkella Chickering, 1946
- Parkella fusca Chickering, 1946 (Panama)
- Parkella venusta Chickering, 1946 (Panama)

## Parnaenus
Parnaenus Peckham & Peckham, 1896
- Parnaenus cuspidatus F. O. P.-Cambridge, 1901 (Guatemala, El Salvador)
- Parnaenus cyanidens (C. L. Koch, 1846) (Guatemala to Peru, Bolivia, Brazil, Guyana)
- Parnaenus metallicus (C. L. Koch, 1846) (Brazil, Argentina)

## Peckhamia
Peckhamia Simon, 1901
- Peckhamia americana (Peckham & Peckham, 1892) (USA, Mexico)
- Peckhamia argentinensis Galiano, 1986 (Argentina)
- Peckhamia picata (Hentz, 1846) (USA, Canada)
- Peckhamia prescotti Chickering, 1946 (El Salvador, Panama)
- Peckhamia scorpionia (Hentz, 1846) (USA, Canada)
- Peckhamia seminola Gertsch, 1936 (USA)
- Peckhamia variegata (F. O. P.-Cambridge, 1900) (Panama)

## Pelegrina
Pelegrina Franganillo, 1930
- Pelegrina aeneola (Curtis, 1892) (North America)
- Pelegrina arizonensis (Peckham & Peckham, 1901) (North America)
- Pelegrina balia Maddison, 1996 (USA)
- Pelegrina bicuspidata (F. O. P.-Cambridge, 1901) (Mexico, Guatemala)
- Pelegrina bunites Maddison, 1996 (USA, Mexico)
- Pelegrina chaimona Maddison, 1996 (USA, Mexico)
- Pelegrina chalceola Maddison, 1996 (USA)
- Pelegrina clavator Maddison, 1996 (Mexico)
- Pelegrina clemata (Levi, 1951) (USA, Canada)
- Pelegrina dithalea Maddison, 1996 (USA)
- Pelegrina edrilana Maddison, 1996 (Mexico)
- Pelegrina exigua (Banks, 1892) (USA)
- Pelegrina flaviceps (Kaston, 1973) (USA, Canada)
- Pelegrina flavipes (Peckham & Peckham, 1888) (USA, Canada)
- Pelegrina furcata (F. O. P.-Cambridge, 1901) (USA, Mexico)
- Pelegrina galathea (Walckenaer, 1837) (Canada to Costa Rica, Bermuda)
- Pelegrina helenae (Banks, 1921) (USA)
- Pelegrina huachuca Maddison, 1996 (USA)
- Pelegrina insignis (Banks, 1892) (USA, Canada)
- Pelegrina kastoni Maddison, 1996 (USA, Mexico)
- Pelegrina montana (Emerton, 1891) (USA, Canada)
- Pelegrina morelos Maddison, 1996 (Mexico)
- Pelegrina neoleonis Maddison, 1996 (Mexico)
- Pelegrina ochracea (F. O. P.-Cambridge, 1901) (Mexico, Guatemala)
- Pelegrina orestes Maddison, 1996 (USA, Mexico)
- Pelegrina pallidata (F. O. P.-Cambridge, 1901) (Mexico to Nicaragua)
- Pelegrina peckhamorum (Kaston, 1973) (USA)
- Pelegrina pervaga (Peckham & Peckham, 1909) (USA)
- Pelegrina proterva (Walckenaer, 1837) (USA, Canada)
- Pelegrina proxima (Peckham & Peckham, 1901) (Bahama Is., Cuba, Hispaniola, Jamaica)
- Pelegrina sabinema Maddison, 1996 (USA)
- Pelegrina sandaracina Maddison, 1996 (Mexico to Nicaragua)
- Pelegrina tillandsiae (Kaston, 1973) (USA)
- Pelegrina tristis Maddison, 1996 (USA)
- Pelegrina variegata (F. O. P.-Cambridge, 1901) (Mexico to Panama)
- Pelegrina verecunda (Chamberlin & Gertsch, 1930) (USA, Mexico)
- Pelegrina volcana Maddison, 1996 (Panama)
- Pelegrina yucatecana Maddison, 1996 (Mexico)

## Pellenes
Pellenes Simon, 1876
- Pellenes aethiopicus Strand, 1906 (Ethiopia)
- Pellenes albopilosus (Tyschchenko, 1965) (Russia, Kazakhstan)
- Pellenes allegrii Caporiacco, 1935 (Central Asia, India)
- Pellenes amazonka Logunov, Marusik & Rakov, 1999 (Central Asia)
- Pellenes apacheus Lowrie & Gertsch, 1955 (USA)
- Pellenes arciger (Walckenaer, 1837) (Southern Europe)
- Pellenes badkhyzicus Logunov, Marusik & Rakov, 1999 (Turkmenistan)
- Pellenes beani Peckham & Peckham, 1903 (South Africa)
- Pellenes bonus Logunov, Marusik & Rakov, 1999 (Turkmenistan)
- Pellenes borisi Logunov, Marusik & Rakov, 1999 (Kazakhstan)
- Pellenes brevis (Simon, 1868) (Spain, France, Germany, Rhodes)
- Pellenes bulawayoensis Wesolowska, 2000 (Zimbabwe)
- Pellenes canosus Simon, 1937 (France)
- Pellenes cinctipes (Banks, 1898) (Mexico)
- Pellenes cingulatus Wesolowska & Russell-Smith, 2000 (Tanzania)
- Pellenes corticolens Chamberlin, 1924 (Mexico)
- Pellenes crandalli Lowrie & Gertsch, 1955 (USA)
- Pellenes dahli Lessert, 1915 (Uganda)
- Pellenes denisi Schenkel, 1963 (Tajikistan, China)
- Pellenes diagonalis (Simon, 1868) (Corfu, Greece, Turkey, Israel)
- Pellenes dilutus Logunov, 1995 (Central Asia)
- Pellenes durieui (Lucas, 1846) (Algeria)
- Pellenes dyali Roewer, 1951 (Pakistan)
- Pellenes epularis (O. P.-Cambridge, 1872) (Greece to China)
- Pellenes flavipalpis (Lucas, 1853) (Greece, Crete, Cyprus)
- Pellenes frischi (Audouin, 1826) (Egypt)
- Pellenes geniculatus (Simon, 1868) (Southern Palearctic, Tanzania, introduced in Belgium)
  - Pellenes geniculatus subsultans (Simon, 1868) (France)
- Pellenes gerensis Hu, 2001 (China)
- Pellenes gobiensis Schenkel, 1936 (Russia, Mongolia, China)
- Pellenes grammaticus Chamberlin, 1925 (USA)
- Pellenes hadaensis Prószyn'ski, 1993 (Saudi Arabia)
- Pellenes hedjazensis Prószyn'ski, 1993 (Saudi Arabia)
- Pellenes iforhasorum Berland & Millot, 1941 (Sudan, Mali)
- Pellenes ignifrons (Grube, 1861) (USA, Canada, Russia, Mongolia)
- Pellenes inexcultus (O. P.-Cambridge, 1873) (St. Helena)
- Pellenes karakumensis Logunov, Marusik & Rakov, 1999 (Turkmenistan)
- Pellenes laevigatus (Simon, 1868) (Corfu, Lebanon)
- Pellenes lagrecai Cantarella & Alicata, 2002 (Italy)
- Pellenes lapponicus (Sundevall, 1833) (Palearctic)
- Pellenes levaillanti (Lucas, 1846) (Algeria)
- Pellenes levii Lowrie & Gertsch, 1955 (USA)
- Pellenes limatus Peckham & Peckham, 1901 (USA)
- Pellenes limbatus Kulczyn'ski, 1895 (Russia, Central Asia, Mongolia)
- Pellenes logunovi Marusik, Hippa & Koponen, 1996 (Russia)
- Pellenes longimanus Emerton, 1913 (USA)
- Pellenes lucidus Logunov & Zamanpoore, 2005 (Afghanistan)
- Pellenes maderianus Kulczyn'ski, 1905 (Madeira, Israel)
- Pellenes marionis (Schmidt & Krause, 1994) (Cape Verde Is.)
- Pellenes mimicus Strand, 1906 (Ethiopia)
- Pellenes minimus (Caporiacco, 1933) (Libya)
- Pellenes modicus Wesolowska & Russell-Smith, 2000 (Tanzania)
- Pellenes montanus (Emerton, 1894) (USA, Canada)
- Pellenes moreanus Metzner, 1999 (Greece)
- Pellenes negevensis Prószyn'ski, 2000 (Israel)
- Pellenes nigrociliatus (Simon, 1875) (Palearctic)
- Pellenes obliquostriatus Caporiacco, 1940 (Ethiopia)
- Pellenes pamiricus Logunov, Marusik & Rakov, 1999 (Tajikistan)
- Pellenes peninsularis Emerton, 1925 (Canada)
- Pellenes perexcultus Clark & Benoit, 1977 (St. Helena)
- Pellenes pseudobrevis Logunov, Marusik & Rakov, 1999 (Central Asia)
- Pellenes pulcher Logunov, 1995 (Russia, Kazakhstan, Mongolia)
- Pellenes pulcher Wesolowska, 2000 (Zimbabwe)
- Pellenes purcelli Lessert, 1915 (Uganda)
- Pellenes rufoclypeatus Peckham & Peckham, 1903 (South Africa)
- Pellenes seriatus (Thorell, 1875) (Greece, Bulgaria, Russia, Central Asia)
- Pellenes shoshonensis Gertsch, 1934 (USA)
- Pellenes sibiricus Logunov & Marusik, 1994 (Russia, Central Asia, Mongolia, China)
- Pellenes siculus Alicata & Cantarella, 2000 (Sicily)
- Pellenes stepposus (Logunov, 1991) (Russia, Kazakhstan)
- Pellenes striolatus Wesolowska & van Harten, 2002 (Socotra)
- Pellenes sytchevskayae Logunov, Marusik & Rakov, 1999 (Uzbekistan, Turkmenistan)
- Pellenes tocharistanus Andreeva, 1976 (Central Asia)
- Pellenes tripunctatus (Walckenaer, 1802) (Palearctic)
- Pellenes turkmenicus Logunov, Marusik & Rakov, 1999 (Russia, Central Asia)
- Pellenes unipunctus Saito, 1937 (China)
- Pellenes univittatus (Caporiacco, 1939) (Ethiopia)
- Pellenes vanharteni Wesolowska, 1998 (Cape Verde Is.)
- Pellenes washonus Lowrie & Gertsch, 1955 (USA)
- Pellenes wrighti Lowrie & Gertsch, 1955 (USA)

## Pellolessertia
Pellolessertia Strand, 1929
- Pellolessertia castanea (Lessert, 1927) (Cameroon, Congo, Ethiopia)

## Penionomus
Penionomus Simon, 1903
- Penionomus dispar (Simon, 1889) (New Caledonia)
- Penionomus dyali Roewer, 1951 (Pakistan)
- Penionomus longipalpis (Simon, 1888) (New Caledonia)

## Pensacola
Pensacola Peckham & Peckham, 1885
- Pensacola castanea Simon, 1902 (Brazil)
- Pensacola cyaneochirus Simon, 1902 (Ecuador)
- Pensacola darlingtoni Bryant, 1943 (Hispaniola)
- Pensacola electa Bryant, 1943 (Hispaniola)
- Pensacola gaujoni Simon, 1902 (Ecuador)
- Pensacola maxillosa Bryant, 1943 (Hispaniola)
- Pensacola montana Bryant, 1943 (Hispaniola)
- Pensacola murina Simon, 1902 (Brazil, Guyana)
- Pensacola ornata Simon, 1902 (Brazil)
- Pensacola peckhami Bryant, 1943 (Hispaniola)
- Pensacola poecilocilia Caporiacco, 1955 (Venezuela)
- Pensacola radians (Peckham & Peckham, 1896) (Panama)
- Pensacola signata Peckham & Peckham, 1885 (Guatemala)
- Pensacola sylvestris (Peckham & Peckham, 1896) (Mexico, Guatemala)
- Pensacola tuberculotibiata Caporiacco, 1955 (Venezuela)

## Pensacolops
Pensacolops Bauab, 1983
- Pensacolops rubrovittata Bauab, 1983 (Brazil)

## Peplometus
Peplometus Simon, 1900
- Peplometus biscutellatus (Simon, 1887) (West Africa)
- Peplometus chlorophthalmus Simon, 1900 (South Africa)

## Phaeacius
Phaeacius Simon, 1900
- Phaeacius alabangensis Wijesinghe, 1991 (Philippines)
- Phaeacius biramosus Wijesinghe, 1991 (Sumatra)
- Phaeacius canalis Wanless, 1981 (Philippines)
- Phaeacius fimbriatus Simon, 1900 (Nepal, Java)
- Phaeacius lancearius (Thorell, 1895) (India, Myanmar)
- Phaeacius leytensis Wijesinghe, 1991 (Philippines)
- Phaeacius mainitensis Barrion & Litsinger, 1995 (Philippines)
- Phaeacius malayensis Wanless, 1981 (Malaysia, Singapore, Sumatra)
- Phaeacius saxicola Wanless, 1981 (Nepal)
- Phaeacius wanlessi Wijesinghe, 1991 (Nepal, Sri Lanka)
- Phaeacius yunnanensis Peng & Kim, 1998 (China)

## Phanias
Phanias F. O. P.-Cambridge, 1901
- Phanias albeolus (Chamberlin & Ivie, 1941) (USA)
- Phanias concoloratus (Chamberlin & Gertsch, 1930) (USA)
- Phanias distans Banks, 1924 (Galapagos Is.)
- Phanias dominatus (Chamberlin & Ivie, 1941) (USA)
- Phanias flavostriatus F. O. P.-Cambridge, 1901 (Mexico)
- Phanias furcifer (Gertsch, 1936) (USA)
- Phanias furcillatus (F. O. P.-Cambridge, 1901) (Mexico)
- Phanias harfordi (Peckham & Peckham, 1888) (USA)
- Phanias monticola (Banks, 1895) (USA)
- Phanias neomexicanus (Banks, 1901) (USA)
- Phanias salvadorensis Kraus, 1955 (El Salvador)
- Phanias watonus (Chamberlin & Ivie, 1941) (USA)

## Pharacocerus
Pharacocerus Simon, 1902
- Pharacocerus castaneiceps Simon, 1910 (Guinea-Bissau)
- Pharacocerus ebenauensis Strand, 1908 (Madagascar)
- Pharacocerus ephippiatus (Thorell, 1899) (Cameroon)
- Pharacocerus fagei Berland & Millot, 1941 (Ivory Coast)
  - Pharacocerus fagei soudanensis Berland & Millot, 1941 (Mali)
  - Pharacocerus fagei verdieri Berland & Millot, 1941 (Guinea)
- Pharacocerus rubrocomatus Simon, 1910 (Congo)
- Pharacocerus sessor Simon, 1902 (Madagascar)
- Pharacocerus xanthopogon Simon, 1903 (Equatorial Guinea)

## Phaulostylus
Phaulostylus Simon, 1902
- Phaulostylus furcifer Simon, 1902 (Madagascar)
- Phaulostylus grammicus Simon, 1902 (Madagascar)
- Phaulostylus grandidieri Simon, 1902 (Madagascar)
- Phaulostylus leucolophus Simon, 1902 (Madagascar)

## Phausina
Phausina Simon, 1902
- Phausina bivittata Simon, 1902 (Sri Lanka)
- Phausina flavofrenata Simon, 1902 (Sri Lanka)
- Phausina guttipes Simon, 1902 (Sri Lanka)
- Phausina leucopogon Simon, 1905 (Java)

## Phiale
Phiale C. L. Koch, 1846
- Phiale albovittata Schenkel, 1953 (Venezuela)
- Phiale aschnae Makhan, 2006 (Surinam)
- Phiale bicuspidata (F. O. P.-Cambridge, 1901) (Costa Rica, Panama)
- Phiale bilobata (F. O. P.-Cambridge, 1901) (Guatemala, Panama)
- Phiale bipunctata Mello-Leitão, 1947 (Brazil)
- Phiale bisignata (F. O. P.-Cambridge, 1901) (Mexico, Guatemala)
- Phiale bryantae Roewer, 1951 (Antigua)
- Phiale bulbosa (F. O. P.-Cambridge, 1901) (Panama)
- Phiale crocea C. L. Koch, 1846 (Panama to Brazil)
- Phiale cruentata (Walckenaer, 1837) (Brazil, French Guiana)
- Phiale cubana Roewer, 1951 (Cuba)
- Phiale elegans (F. O. P.-Cambridge, 1901) (Panama)
- Phiale flavescens (Peckham & Peckham, 1896) (Panama)
- Phiale formosa (Banks, 1909) (Costa Rica)
- Phiale geminata (F. O. P.-Cambridge, 1901) (Panama)
- Phiale gratiosa C. L. Koch, 1846 (Brazil, Paraguay, Argentina)
- Phiale guttata (C. L. Koch, 1846) (Costa Rica to Paraguay)
- Phiale hieroglyphica (F. O. P.-Cambridge, 1901) (Mexico)
- Phiale huadquinae Chamberlin, 1916 (Peru)
- Phiale laticava (F. O. P.-Cambridge, 1901) (Guatemala)
- Phiale lehmanni Strand, 1908 (Colombia)
- Phiale longibarba (Mello-Leitão, 1943) (Brazil)
- Phiale mediocava (F. O. P.-Cambridge, 1901) (Mexico, Guatemala)
- Phiale mimica (C. L. Koch, 1846) (Brazil)
- Phiale modestissima Caporiacco, 1947 (Guyana)
- Phiale niveoguttata (F. O. P.-Cambridge, 1901) (Panama)
- Phiale ortrudae Galiano, 1981 (Ecuador)
- Phiale pallida (F. O. P.-Cambridge, 1901) (Guatemala)
- Phiale quadrimaculata (Walckenaer, 1837) (Brazil)
- Phiale radians (Blackwall, 1862) (Brazil)
- Phiale roburifoliata Holmberg, 1875 (Argentina)
- Phiale rubriceps (Taczanowski, 1871) (French Guiana)
- Phiale septemguttata (Taczanowski, 1871) (French Guiana)
- Phiale similis (Peckham & Peckham, 1896) (Trinidad)
- Phiale simplicicava (F. O. P.-Cambridge, 1901) (Mexico, Panama)
- Phiale tristis Mello-Leitão, 1945 (Argentina, Paraguay, Brazil)
- Phiale virgo C. L. Koch, 1846 (Surinam)

## Phidippus
Phidippus C. L. Koch, 1846
- Phidippus adonis Edwards, 2004 (Mexico)
- Phidippus adumbratus Gertsch, 1934 (USA)
- Phidippus aeneidens Taczanowski, 1878 (Peru)
- Phidippus albocinctus Caporiacco, 1947 (Guyana)
- Phidippus albulatus F. O. P.-Cambridge, 1901 (Mexico)
- Phidippus amans Edwards, 2004 (Mexico)
- Phidippus apacheanus Chamberlin & Gertsch, 1929 (USA, Mexico, Cuba)
- Phidippus ardens Peckham & Peckham, 1901 (USA, Mexico)
- Phidippus arizonensis (Peckham & Peckham, 1883) (USA, Mexico)
- Phidippus asotus Chamberlin & Ivie, 1933 (USA, Mexico)
- Phidippus audax (Hentz, 1845) (North America, introduced in Hawaii, Nicobar Is.)
- Phidippus aureus Edwards, 2004 (USA)
- Phidippus bengalensis Tikader, 1977 (India)
- Phidippus bidentatus F. O. P.-Cambridge, 1901 (USA to Costa Rica)
- Phidippus birabeni Mello-Leitão, 1944 (Argentina)
- Phidippus boei Edwards, 2004 (USA, Mexico)
- Phidippus borealis Banks, 1895 (USA, Canada, Alaska)
- Phidippus calcuttaensis Biswas, 1984 (India)
- Phidippus californicus Peckham & Peckham, 1901 (North America)
- Phidippus cardinalis (Hentz, 1845) (USA, Mexico, possibly Panama)
- Phidippus carneus Peckham & Peckham, 1896 (USA, Mexico)
- Phidippus carolinensis Peckham & Peckham, 1909 (USA, Mexico)
- Phidippus cerberus Edwards, 2004 (Mexico)
- Phidippus clarus Keyserling, 1885 (North America)
- Phidippus comatus Peckham & Peckham, 1901 (North America)
- Phidippus concinnus Gertsch, 1934 (USA)
- Phidippus cruentus F. O. P.-Cambridge, 1901 (Mexico)
- Phidippus cryptus Edwards, 2004 (USA, Canada)
- Phidippus dianthus Edwards, 2004 (Mexico)
- Phidippus exlineae Caporiacco, 1955 (Venezuela)
- Phidippus felinus Edwards, 2004 (USA)
- Phidippus georgii Peckham & Peckham, 1896 (Mexico to El Salvador)
- Phidippus guianensis Caporiacco, 1947 (Guyana)
- Phidippus hingstoni Mello-Leitão, 1948 (Guyana)
- Phidippus insignarius C. L. Koch, 1846 (USA)
- Phidippus johnsoni (Peckham & Peckham, 1883) (North America)
- Phidippus kastoni Edwards, 2004 (USA)
- Phidippus khandalaensis Tikader, 1977 (India)
- Phidippus lynceus Edwards, 2004 (USA)
- Phidippus maddisoni Edwards, 2004 (Mexico)
- Phidippus majumderi Biswas, 1999 (Bangladesh)
- Phidippus mimicus Edwards, 2004 (Mexico)
- Phidippus morpheus Edwards, 2004 (USA, Mexico)
- Phidippus mystaceus (Hentz, 1846) (USA)
- Phidippus nikites Chamberlin & Ivie, 1935 (USA, Mexico)
- Phidippus octopunctatus (Peckham & Peckham, 1883) (USA, Mexico)
- Phidippus olympus Edwards, 2004 (USA)
- Phidippus otiosus (Hentz, 1846) (USA)
- Phidippus phoenix Edwards, 2004 (USA, Mexico)
- Phidippus pius Scheffer, 1905 (USA to Costa Rica)
- Phidippus pompatus Edwards, 2004 (Mexico)
- Phidippus princeps (Peckham & Peckham, 1883) (USA, Canada)
- Phidippus pruinosus Peckham & Peckham, 1909 (USA)
- Phidippus pulcherrimus Keyserling, 1885 (USA)
- Phidippus punjabensis Tikader, 1974 (India)
- Phidippus purpuratus Keyserling, 1885 (USA, Canada)
- Phidippus putnami (Peckham & Peckham, 1883) (USA)
- Phidippus regius C. L. Koch, 1846 (USA, West Indies, Easter Island (introduced))
- Phidippus richmani Edwards, 2004 (USA)
- Phidippus tenuis (Kraus, 1955) (El Salvador)
- Phidippus texanus Banks, 1906 (USA, Mexico)
- Phidippus tigris Edwards, 2004 (USA)
- Phidippus toro Edwards, 1978 (USA, Mexico)
- Phidippus triangulifer Caporiacco, 1954 (French Guiana)
- Phidippus tux Pinter, 1970 (USA, Mexico)
- Phidippus tyrannus Edwards, 2004 (USA, Mexico)
- Phidippus tyrrelli Peckham & Peckham, 1901 (North America)
- Phidippus ursulus Edwards, 2004 (USA)
- Phidippus venus Edwards, 2004 (Mexico)
- Phidippus vexans Edwards, 2004 (USA)
- Phidippus whitmani Peckham & Peckham, 1909 (USA, Canada)
- Phidippus workmani Peckham & Peckham, 1901 (USA)
- Phidippus yashodharae Tikader, 1977 (Andaman Is.)
- Phidippus zebrinus Mello-Leitão, 1945 (Argentina)
- Phidippus zethus Edwards, 2004 (Mexico)

## Philaeus
Philaeus Thorell, 1869
- Philaeus albovariegatus (Simon, 1871) (Spain, Sicily)
- Philaeus chrysops (Poda, 1761) (Palearctic)
- Philaeus corrugatulus Strand, 1917 (Algeria)
- Philaeus fallax (Lucas, 1846) (Algeria)
- Philaeus jugatus (L. Koch, 1856) (Spain)
- Philaeus pacificus Banks, 1902 (Galapagos Is.)
- Philaeus raribarbis Denis, 1955 (Morocco)
- Philaeus ruber Peckham & Peckham, 1885 (Guatemala)
- Philaeus stellatus Franganillo, 1910 (Portugal)
- Philaeus steudeli Strand, 1906 (West Africa)
- Philaeus superciliosus Bertkau, 1883 (Germany (introduced))
- Philaeus varicus (Simon, 1868) (Spain to Russia)

## Philates
Philates Simon, 1900
- Philates chelifer (Simon, 1900) (Java, Borneo)
- Philates courti (Zabka, 1999) (New Guinea)
- Philates grammicus Simon, 1900 (Philippines, Indonesia)
- Philates platnicki (Zabka, 1999) (New Guinea)
- Philates proszynskii (Zabka, 1999) (New Guinea)
- Philates rafalskii (Zabka, 1999) (New Guinea)
- Philates szutsi Benjamin, 2004 (Borneo)
- Philates thaleri Benjamin, 2004 (Borneo)
- Philates variratae (Zabka, 1999) (New Guinea)
- Philates zschokkei Benjamin, 2004 (Indonesia)

## Phintella
Phintella Strand, 1906
- Phintella abnormis (Bösenberg & Strand, 1906) (Russia, China, Korea, Japan)
- Phintella accentifera (Simon, 1901) (India, China, Vietnam)
- Phintella aequipeiformis Zabka, 1985 (China, Vietnam)
- Phintella aequipes (Peckham & Peckham, 1903) (East, South Africa)
  - Phintella aequipes minor (Lessert, 1925) (East Africa)
- Phintella arenicolor (Grube, 1861) (Russia, China, Korea, Japan)
- Phintella argenteola (Simon, 1903) (Vietnam)
- Phintella assamica Prószyn'ski, 1992 (India)
- Phintella bifurcata Prószyn'ski, 1992 (India)
- Phintella bifurcilinea (Bösenberg & Strand, 1906) (China, Korea, Vietnam, Japan)
- Phintella bunyiae Barrion & Litsinger, 1995 (Philippines)
- Phintella castriesiana (Grube, 1861) (Palearctic)
- Phintella cavaleriei (Schenkel, 1963) (China, Korea)
- Phintella clathrata (Thorell, 1895) (Myanmar)
- Phintella coonooriensis Prószyn'ski, 1992 (India)
- Phintella debilis (Thorell, 1891) (India to Taiwan, Java)
- Phintella dives (Simon, 1899) (Sumatra)
- Phintella hainani Song, Gu & Chen, 1988 (China)
- Phintella incerta Wesolowska & Russell-Smith, 2000 (Tanzania)
- Phintella indica (Simon, 1901) (India)
- Phintella leucaspis (Simon, 1903) (Sumatra)
- Phintella linea (Karsch, 1879) (Russia, China, Korea, Japan)
- Phintella lucai Zabka, 1985 (Vietnam)
- Phintella macrops (Simon, 1901) (India)
- Phintella multimaculata (Simon, 1901) (Sri Lanka)
- Phintella mussooriensis Prószyn'ski, 1992 (India)
- Phintella nilgirica Prószyn'ski, 1992 (India)
- Phintella parva (Wesolowska, 1981) (Russia, China, Korea)
- Phintella piatensis Barrion & Litsinger, 1995 (Philippines)
- Phintella planiceps Berry, Beatty & Prószyn'ski, 1996 (Caroline Is.)
- Phintella popovi (Prószyn'ski, 1979) (Russia, China, Korea)
- Phintella pygmaea (Wesolowska, 1981) (China)
- Phintella reinhardti (Thorell, 1891) (Nicobar Is.)
- Phintella suavis (Simon, 1885) (Nepal to Malaysia)
- Phintella suknana Prószyn'ski, 1992 (India)
- Phintella versicolor (C. L. Koch, 1846) (China, Korea, Taiwan, Japan, Sumatra, Hawaii)
- Phintella vittata (C. L. Koch, 1846) (India to Philippines)
- Phintella volupe (Karsch, 1879) (Sri Lanka, Bhutan)

## Phlegra
Phlegra Simon, 1876
- Phlegra abessinica Strand, 1906 (Ethiopia)
- Phlegra albostriata Simon, 1901 (South Africa, Mozambique)
- Phlegra amitaii Prószyn'ski, 1998 (Israel)
- Phlegra andreevae Logunov, 1996 (Central Asia)
- Phlegra bairstowi Simon, 1885 (South Africa)
- Phlegra bicognata Azarkina, 2004 (Ukraine, Russia, Kazakhstan)
- Phlegra bifurcata Schmidt & Piepho, 1994 (Cape Verde Is.)
- Phlegra bresnieri (Lucas, 1846) (Southern Europe to Azerbaijan, Tanzania)
  - Phlegra bresnieri meridionalis Strand, 1906 (Ethiopia)
- Phlegra chrysops Simon, 1890 (Yemen)
- Phlegra cinereofasciata (Simon, 1868) (France to Central Asia)
- Phlegra crumena Próchniewicz & Heciak, 1994 (Kenya)
- Phlegra desquamata Strand, 1906 (Ethiopia)
- Phlegra dhakuriensis (Tikader, 1974) (Pakistan, India)
- Phlegra dimentmani Prószyn'ski, 1998 (Israel)
- Phlegra dunini Azarkina, 2004 (Turkey, Azerbaijan)
- Phlegra fasciata (Hahn, 1826) (Palearctic)
- Phlegra ferberorum Prószyn'ski, 1998 (Israel)
- Phlegra flavipes Denis, 1947 (Egypt)
- Phlegra fulvastra (Simon, 1868) (Sicily, Syria, Israel)
- Phlegra fulvotrilineata (Lucas, 1846) (Algeria)
- Phlegra hentzi (Marx, 1890) (USA, Canada)
- Phlegra imperiosa Peckham & Peckham, 1903 (South Africa)
- Phlegra insulana Schmidt & Krause, 1998 (Cape Verde Is.)
- Phlegra jacksoni Prószyn'ski, 1998 (Israel)
- Phlegra kulczynskii Azarkina, 2004 (Russia, Mongolia, Kazakhstan)
- Phlegra levis Próchniewicz & Heciak, 1994 (Kenya)
- Phlegra levyi Prószyn'ski, 1998 (Israel)
- Phlegra lineata (C. L. Koch, 1846) (Southern Europe, Syria)
- Phlegra logunovi Azarkina, 2004 (Central Asia)
- Phlegra loripes Simon, 1876 (Portugal, Spain, France)
- Phlegra lugubris Berland & Millot, 1941 (Ivory Coast, Burkina Faso)
  - Phlegra lugubris senegalensis Berland & Millot, 1941 (Senegal)
- Phlegra memorialis (O. P.-Cambridge, 1876) (Egypt)
- Phlegra micans Simon, 1901 (Hong Kong)
- Phlegra nitidiventris (Lucas, 1846) (Algeria)
- Phlegra nuda Próchniewicz & Heciak, 1994 (Kenya, Tanzania)
- Phlegra obscurimagna Azarkina, 2004 (Kyrgyzstan, Kazakhstan)
- Phlegra palestinensis Logunov, 1996 (Israel)
- Phlegra particeps (O. P.-Cambridge, 1872) (Israel to Bhutan)
- Phlegra parvula Wesolowska & Russell-Smith, 2000 (Tanzania)
- Phlegra pisarskii Zabka, 1985 (China, Vietnam)
- Phlegra pori Prószyn'ski, 1998 (Egypt)
- Phlegra profuga Logunov, 1996 (Central Asia)
- Phlegra proxima Denis, 1947 (Egypt)
- Phlegra pusilla Wesolowska & van Harten, 1994 (Yemen)
- Phlegra rogenhoferi (Simon, 1868) (France, Austria)
- Phlegra rothi Prószyn'ski, 1998 (Israel)
- Phlegra samchiensis Prószyn'ski, 1978 (Bhutan)
- Phlegra sapphirina (Thorell, 1875) (Algeria)
- Phlegra semipullata Simon, 1901 (Hong Kong)
- Phlegra shulovi Prószyn'ski, 1998 (Israel)
- Phlegra sierrana (Simon, 1868) (Spain)
- Phlegra simoni L. Koch, 1882 (Mallorca)
- Phlegra simplex Wesolowska & Russell-Smith, 2000 (Tanzania)
- Phlegra sogdiana Charitonov, 1946 (Central Asia)
- Phlegra soudanica Berland & Millot, 1941 (Mali)
- Phlegra stephaniae Prószyn'ski, 1998 (Israel)
- Phlegra suaverubens Simon, 1885 (Senegal)
- Phlegra swanii Mushtaq, Beg & Waris, 1995 (Pakistan)
- Phlegra tetralineata (Caporiacco, 1939) (Ethiopia, Iran)
- Phlegra theseusi Logunov, 2001 (Crete)
- Phlegra thibetana Simon, 1901 (Bhutan, China)
- Phlegra tillyae Prószyn'ski, 1998 (Israel)
- Phlegra tristis Lessert, 1927 (Congo, Kenya)
- Phlegra tuzetae Berland & Millot, 1941 (Guinea)
- Phlegra varia Wesolowska & Russell-Smith, 2000 (Tanzania)
- Phlegra v-epigynalis Heçiak & Prószyn'ski, 1998 (Israel, Syria)
- Phlegra yaelae Prószyn'ski, 1998 (Tunisia, Israel)
- Phlegra yuzhongensis Yang & Tang, 1996 (China)

## Phyaces
Phyaces Simon, 1902
- Phyaces comosus Simon, 1902 (Sri Lanka)

## Pignus
Pignus Wesolowska, 2000
- Pignus lautissimum Wesolowska & Russell-Smith, 2000 (Tanzania)
- Pignus simoni (Peckham & Peckham, 1903) (South Africa)

## Pilia
Pilia Simon, 1902
- Pilia albicoma Szombathy, 1915 (New Guinea)
- Pilia escheri Reimoser, 1934 (Pakistan)
- Pilia saltabunda Simon, 1902 (India)

## Piranthus
Piranthus Thorell, 1895
- Piranthus casteti Simon, 1900 (India)
- Piranthus decorus Thorell, 1895 (Myanmar)

## Platycryptus
Platycryptus Hill, 1979
- Platycryptus broadwayi (Peckham & Peckham, 1894) (Trinidad to Brazil)
- Platycryptus californicus (Peckham & Peckham, 1888) (North, Central America)
- Platycryptus undatus (De Geer, 1778) (North, Central America)

## Platypsecas
Platypsecas Caporiacco, 1955
- Platypsecas razzabonii Caporiacco, 1955 (Venezuela)

## Plexippoides
Plexippoides Prószyn'ski, 1984
- Plexippoides annulipedis (Saito, 1939) (China, Korea, Japan)
- Plexippoides arkit Logunov & Rakov, 1998 (Central Asia)
- Plexippoides cornutus Xie & Peng, 1993 (China)
- Plexippoides digitatus Peng & Li, 2002 (China)
- Plexippoides dilucidus Próchniewicz, 1990 (Bhutan)
- Plexippoides discifer (Schenkel, 1953) (China)
- Plexippoides doenitzi (Karsch, 1879) (China, Korea, Japan)
- Plexippoides flavescens (O. P.-Cambridge, 1872) (Greece to Central Asia)
- Plexippoides gestroi (Dalmas, 1920) (Eastern Mediterranean)
- Plexippoides nishitakensis (Strand, 1907) (Japan)
- Plexippoides potanini Prószyn'ski, 1984 (China)
- Plexippoides regius Wesolowska, 1981 (Russia, China, Korea)
- Plexippoides szechuanensis Logunov, 1993 (China)
- Plexippoides tristis Próchniewicz, 1990 (Nepal)
- Plexippoides validus Xie & Yin, 1991 (China)
- Plexippoides zhangi Peng et al., 1998 (China)

## Plexippus
Plexippus C. L. Koch, 1846
- Plexippus andamanensis (Tikader, 1977) (Andaman Is.)
- Plexippus aper Thorell, 1881 (New Guinea)
- Plexippus auberti Lessert, 1925 (East Africa)
- Plexippus bhutani Zabka, 1990 (Bhutan, China)
- Plexippus brachypus Thorell, 1881 (Yule Is.)
- Plexippus calcutaensis (Tikader, 1974) (India, Philippines)
- Plexippus clemens (O. P.-Cambridge, 1872) (Israel, Libya, Yemen)
- Plexippus coccinatus Thorell, 1895 (Myanmar)
- Plexippus devorans (O. P.-Cambridge, 1872) (Greece to Central Asia)
- Plexippus fannae (Peckham & Peckham, 1896) (Guatemala, Colombia)
- Plexippus frendens Thorell, 1881 (New Guinea)
- Plexippus fuscus Rollard & Wesolowska, 2002 (Guinea)
- Plexippus incognitus Dönitz & Strand, 1906 (China, Korea, Taiwan, Japan)
- Plexippus insulanus Thorell, 1881 (Moluccas)
- Plexippus kondarensis (Charitonov, 1951) (Central Asia)
- Plexippus luteus Badcock, 1932 (Paraguay)
- Plexippus niccensis Strand, 1906 (Japan)
- Plexippus ochropsis Thorell, 1881 (New Guinea)
- Plexippus paykulli (Audouin, 1826) (Cosmopolitan)
  - Plexippus paykulli nigrescens (Berland, 1933) (Marquesas Is.)
- Plexippus perfidus Thorell, 1895 (Myanmar)
- Plexippus petersi (Karsch, 1878) (Africa to Japan, Philippines, Hawaii)
- Plexippus phyllus Karsch, 1878 (New South Wales)
- Plexippus pokharae Zabka, 1990 (Nepal)
- Plexippus redimitus Simon, 1902 (India, Sri Lanka)
- Plexippus robustus (Bösenberg & Lenz, 1895) (East Africa)
- Plexippus rubrogularis Simon, 1902 (South Africa)
- Plexippus seladonicus C. L. Koch, 1846 (Mexico)
- Plexippus setipes Karsch, 1879 (Turkmenistan, China, Korea, Vietnam, Japan)
- Plexippus stridulator Pocock, 1899 (New Britain)
- Plexippus taeniatus C. L. Koch, 1846 (Mexico)
- Plexippus tectonicus Prószyn'ski, 2003 (Israel)
- Plexippus tortilis Simon, 1902 (West Africa)
- Plexippus wesolowskae Biswas & Raychaudhuri, 1998 (Bangladesh)
- Plexippus yinae Peng & Li, 2003 (China)
- Plexippus zabkai Biswas, 1999 (Bangladesh)

## Pochyta
Pochyta Simon, 1901
- Pochyta albimana Simon, 1902 (Madagascar)
- Pochyta fastibilis Simon, 1903 (Equatorial Guinea)
- Pochyta insulana Simon, 1910 (Principe)
- Pochyta major Simon, 1902 (Guinea-Bissau)
- Pochyta moschensis Caporiacco, 1947 (East Africa)
- Pochyta occidentalis Simon, 1902 (Guinea-Bissau)
- Pochyta pannosa Simon, 1903 (Equatorial Guinea)
- Pochyta perezi Berland & Millot, 1941 (Guinea)
- Pochyta poissoni Berland & Millot, 1941 (Guinea)
- Pochyta pulchra (Thorell, 1899) (Cameroon)
- Pochyta remyi Berland & Millot, 1941 (Guinea)
- Pochyta simoni Lessert, 1925 (East Africa)
- Pochyta solers Peckham & Peckham, 1903 (Zimbabwe)
- Pochyta spinosa Simon, 1901 (West Africa)

## Poecilorchestes
Poecilorchestes Simon, 1901
- Poecilorchestes decoratus Simon, 1901 (New Guinea)

## Poessa
Poessa Simon, 1902
- Poessa argenteofrenata Simon, 1902 (Madagascar)

## Polemus
Polemus Simon, 1902
- Polemus chrysochirus Simon, 1902 (Sierra Leone)
- Polemus galeatus Simon, 1902 (Sierra Leone)
- Polemus squamulatus Simon, 1902 (Sierra Leone)

## Porius
Porius Thorell, 1892
- Porius decempunctatus (Szombathy, 1915) (New Guinea)
- Porius papuanus (Thorell, 1881) (New Guinea)

## Portia
Portia Karsch, 1878
- Portia africana (Simon, 1885) (West, Central Africa)
- Portia albimana (Simon, 1900) (India to Vietnam)
- Portia assamensis Wanless, 1978 (India to Malaysia)
- Portia crassipalpis (Peckham & Peckham, 1907) (Singapore, Borneo)
- Portia fimbriata (Doleschall, 1859) (Nepal, Sri Lanka, Taiwan to Australia)
- Portia heteroidea Xie & Yin, 1991 (China)
- Portia hoggi Zabka, 1985 (Vietnam)
- Portia jianfeng Song & Zhu, 1998 (China)
- Portia labiata (Thorell, 1887) (Sri Lanka to Philippines)
- Portia orientalis Murphy & Murphy, 1983 (Hong Kong)
- Portia quei Zabka, 1985 (China, Vietnam)
- Portia schultzi Karsch, 1878 (Central, East, Southern Africa, Madagascar)
- Portia songi Tang & Yang, 1997 (China)
- Portia strandi Caporiacco, 1941 (Ethiopia)
- Portia wui Peng & Li, 2002 (China)
- Portia zhaoi Peng, Li & Chen, 2003 (China)

## Poultonella
Poultonella Peckham & Peckham, 1909
- Poultonella alboimmaculata (Peckham & Peckham, 1883) (USA)
- Poultonella nuecesensis Cokendolpher & Horner, 1978 (USA)

## Pristobaeus
Pristobaeus Simon, 1902
- Pristobaeus jocosus Simon, 1902 (Sulawesi)

## Proctonemesia
Proctonemesia Bauab & Soares, 1978
- Proctonemesia multicaudata Bauab & Soares, 1978 (Brazil)
- Proctonemesia secunda (Soares & Camargo, 1948) (Brazil)

## Prostheclina
Prostheclina Keyserling, 1882
- Prostheclina pallida Keyserling, 1882 (Eastern Australia)

## Proszynskiana
Proszynskiana Logunov, 1996
- Proszynskiana aeluriforma Logunov & Rakov, 1998 (Uzbekistan)
- Proszynskiana deserticola Logunov, 1996 (Kazakhstan)
- Proszynskiana iranica Logunov, 1996 (Turkmenistan)
- Proszynskiana starobogatovi Logunov, 1996 (Tajikistan)
- Proszynskiana zonshteini Logunov, 1996 (Turkmenistan)

## Psecas
Psecas C. L. Koch, 1850
- Psecas bacelarae Caporiacco, 1947 (Guyana)
- Psecas barbaricus (Peckham & Peckham, 1894) (Trinidad)
- Psecas bubo (Taczanowski, 1871) (Guyana)
- Psecas chapoda (Peckham & Peckham, 1894) (Brazil)
- Psecas chrysogrammus (Simon, 1901) (Peru, Brazil)
- Psecas cyaneus (C. L. Koch, 1846) (Surinam)
- Psecas euoplus Chamberlin & Ivie, 1936 (Panama)
- Psecas jaguatirica Mello-Leitão, 1941 (Colombia)
- Psecas pulcher Badcock, 1932 (Paraguay)
- Psecas rubrostriatus Schmidt, 1956 (Colombia)
- Psecas sumptuosus (Perty, 1833) (Panama to Argentina)
- Psecas vellutinus Mello-Leitão, 1948 (Guyana)
- Psecas viridipurpureus (Simon, 1901) (Brazil)
- Psecas zonatus Galiano, 1963 (Brazil)

## Pselcis
Pselcis Simon, 1903
- Pselcis latefasciata (Simon, 1877) (Philippines)

## Pseudamphidraus
Pseudamphidraus Caporiacco, 1947
- Pseudamphidraus niger Caporiacco, 1947 (Guyana)
- Pseudamphidraus variegatus Caporiacco, 1947 (Guyana)

## Pseudamycus
Pseudamycus Simon, 1885
- Pseudamycus albomaculatus (Hasselt, 1882) (Malaysia to Java)
- Pseudamycus amabilis Peckham & Peckham, 1907 (Borneo)
- Pseudamycus bhutani Zabka, 1990 (Bhutan)
- Pseudamycus canescens Simon, 1899 (Sumatra)
- Pseudamycus evarchanus Strand, 1915 (New Britain)
- Pseudamycus flavopubescens Simon, 1899 (Sumatra)
- Pseudamycus hasselti Zabka, 1985 (Vietnam)
- Pseudamycus himalaya (Tikader, 1967) (India)
- Pseudamycus sylvestris Peckham & Peckham, 1907 (Borneo)
- Pseudamycus validus (Thorell, 1877) (Sulawesi)

## Pseudattulus
Pseudattulus Caporiacco, 1947
- Pseudattulus beieri Caporiacco, 1955 (Venezuela)
- Pseudattulus incertus Caporiacco, 1955 (Venezuela)
- Pseudattulus kratochvili Caporiacco, 1947 (Guyana)

## Pseudemathis
Pseudemathis Simon, 1902
- Pseudemathis trifida Simon, 1902 (Mauritius, Reunion)

## Pseudeuophrys
Pseudeuophrys Dahl, 1912
- Pseudeuophrys erratica (Walckenaer, 1826) (Palearctic (USA, introduced))
- Pseudeuophrys iwatensis Bohdanowicz & Prószyn'ski, 1987 (Russia, China, Korea, Japan)
- Pseudeuophrys lanigera (Simon, 1871) (Western, Central Europe)
- Pseudeuophrys nebrodensis Alicata & Cantarella, 2000 (Sicily)
- Pseudeuophrys obsoleta (Simon, 1868) (Palearctic)
- Pseudeuophrys pallidipes Dobroruka, 2002 (Crete)
- Pseudeuophrys pascualis (O. P.-Cambridge, 1872) (Israel)
- Pseudeuophrys vafra (Blackwall, 1867) (Azores, Madeira, Mediterranean)

## Pseudicius
Pseudicius Simon, 1885
- Pseudicius afghanicus (Andreeva, Heciak & Prószyn'ski, 1984) (Afghanistan)
- Pseudicius africanus Peckham & Peckham, 1903 (South Africa)
- Pseudicius alter Wesolowska, 2000 (Zimbabwe)
- Pseudicius amicus Prószyn'ski, 2000 (Middle East)
- Pseudicius andamanius (Tikader, 1977) (Andaman Is.)
- Pseudicius arabicus (Wesolowska & van Harten, 1994) (Yemen, Afghanistan)
- Pseudicius badius (Simon, 1868) (Southern Europe)
- Pseudicius bipunctatus Peckham & Peckham, 1903 (South Africa)
- Pseudicius braunsi Peckham & Peckham, 1903 (South Africa, Yemen, Turkmenistan)
- Pseudicius cambridgei Prószyn'ski & Zochowska, 1981 (Central Asia, China)
- Pseudicius chinensis Logunov, 1995 (China)
- Pseudicius cinctus (O. P.-Cambridge, 1885) (Central Asia to China)
- Pseudicius courtauldi Bristowe, 1935 (Greece to China)
- Pseudicius cultrifer Caporiacco, 1948 (Eastern Europe)
- Pseudicius daitaricus Prószyn'ski, 1992 (India)
- Pseudicius datuntatus Logunov & Zamanpoore, 2005 (Afghanistan)
- Pseudicius decemnotatus Simon, 1885 (Singapore)
- Pseudicius delesserti Caporiacco, 1941 (Ethiopia)
- Pseudicius deletus (O. P.-Cambridge, 1885) (China)
- Pseudicius elmenteitae Caporiacco, 1949 (Kenya)
- Pseudicius encarpatus (Walckenaer, 1802) (Europe to Central Asia)
- Pseudicius espereyi Fage, 1921 (Greece)
- Pseudicius eximius Wesolowska & Russell-Smith, 2000 (Tanzania)
- Pseudicius flavipes (Caporiacco, 1935) (Turkmenistan, Pakistan)
- Pseudicius frigidus (O. P.-Cambridge, 1885) (Afghanistan, Pakistan, India, China)
- Pseudicius ghesquieri (Giltay, 1935) (Congo)
- Pseudicius histrionicus Simon, 1902 (South Africa)
- Pseudicius icioides (Simon, 1884) (Sudan)
- Pseudicius kaszabi (Zabka, 1985) (Vietnam)
- Pseudicius koreanus Wesolowska, 1981 (China, Korea, Japan)
- Pseudicius kraussi (Marples, 1964) (Marshall Is., Cook Is., Samoa)
- Pseudicius kulczynskii Nosek, 1905 (Greece, Turkey, Syria)
- Pseudicius ludhianaensis (Tikader, 1974) (India)
- Pseudicius manillaensis Prószyn'ski, 1992 (Philippines)
- Pseudicius marshi (Peckham & Peckham, 1903) (South Africa)
- Pseudicius maureri Prószyn'ski, 1992 (Malaysia)
- Pseudicius mikhailovi Prószyn'ski, 2000 (Israel)
- Pseudicius miriae Prószyn'ski, 2000 (Israel)
- Pseudicius mirus Wesolowska & van Harten, 2002 (Socotra)
- Pseudicius modestus Simon, 1885 (India)
- Pseudicius musculus Simon, 1901 (Algeria, South Africa)
- Pseudicius nepalicus (Andreeva, Heciak & Prószyn'ski, 1984) (Nepal, India)
- Pseudicius nuclearis Prószyn'ski, 1992 (Marshall Is., Caroline Is.)
- Pseudicius oblongus Peckham & Peckham, 1894 (Brazil)
- Pseudicius okinawaensis Prószyn'ski, 1992 (Okinawa)
- Pseudicius originalis (Zabka, 1985) (Vietnam)
- Pseudicius palaestinensis Strand, 1915 (Israel)
- Pseudicius philippinensis Prószyn'ski, 1992 (Philippines)
- Pseudicius picaceus (Simon, 1868) (Mediterranean to Azerbaijan)
- Pseudicius pseudocourtauldi Logunov, 1999 (Armenia)
- Pseudicius pseudoicioides (Caporiacco, 1935) (Himalayas)
- Pseudicius punctatus (Marples, 1957) (Fiji, Samoa, Caroline Is.)
- Pseudicius reiskindi Prószyn'ski, 1992 (Borneo)
- Pseudicius rudakii Prószyn'ski, 1992 (Iran)
- Pseudicius seychellensis Wanless, 1984 (Seychelles)
- Pseudicius sheherezadae Prószyn'ski, 1989 (Saudi Arabia)
- Pseudicius shirinae Prószyn'ski, 1989 (Saudi Arabia)
- Pseudicius sindbadi Prószyn'ski, 1989 (Saudi Arabia)
- Pseudicius siticulosus Peckham & Peckham, 1909 (USA)
- Pseudicius solomonensis Prószyn'ski, 1992 (Solomon Is.)
- Pseudicius spasskyi (Andreeva, Heciak & Prószyn'ski, 1984) (Central Asia)
- Pseudicius spiniger (O. P.-Cambridge, 1872) (Sudan to Syria)
- Pseudicius szechuanensis Logunov, 1995 (China)
- Pseudicius tamaricis Simon, 1885 (North Africa, Israel, Saudi Arabia)
- Pseudicius tokarensis (Bohdanowicz & Prószyn'ski, 1987) (Japan)
- Pseudicius tripunctatus Prószyn'ski, 1989 (Saudi Arabia)
- Pseudicius unicus (Peckham & Peckham, 1894) (Madagascar)
- Pseudicius vankeeri Metzner, 1999 (Greece)
- Pseudicius vesporum Prószyn'ski, 1992 (Philippines)
- Pseudicius vulpes (Grube, 1861) (Russia, China, Korea, Japan)
- Pseudicius wenshanensis He & Hu, 1999 (China)
- Pseudicius wesolowskae Zhu & Song, 2001 (China)
- Pseudicius yunnanensis (Schenkel, 1963) (China)
- Pseudicius zabkai Song & Zhu, 2001 (China)
- Pseudicius zebra Simon, 1902 (South Africa)

## Pseudocorythalia
Pseudocorythalia Caporiacco, 1938
- Pseudocorythalia subinermis Caporiacco, 1938 (Guatemala)

## Pseudofluda
Pseudofluda Mello-Leitão, 1928
- Pseudofluda pulcherrima Mello-Leitão, 1928 (Brazil)

## Pseudomaevia
Pseudomaevia Rainbow, 1920
- Pseudomaevia cognata Rainbow, 1920 (Lord Howe Is.)
- Pseudomaevia insulana Berland, 1942 (Polynesia)
  - Pseudomaevia insulana aorai Berland, 1942 (Tahiti)

## Pseudopartona
Pseudopartona Caporiacco, 1954
- Pseudopartona ornata Caporiacco, 1954 (French Guiana)

## Pseudoplexippus
Pseudoplexippus Caporiacco, 1947
- Pseudoplexippus unicus Caporiacco, 1947 (Tanzania)

## Pseudosynagelides
Pseudosynagelides Zabka, 1991
- Pseudosynagelides australensis Zabka, 1991 (Queensland)
- Pseudosynagelides bunya Zabka, 1991 (Queensland)
- Pseudosynagelides elae Zabka, 1991 (Queensland)
- Pseudosynagelides monteithi Zabka, 1991 (Queensland)
- Pseudosynagelides raveni Zabka, 1991 (Queensland, New South Wales)
- Pseudosynagelides yorkensis Zabka, 1991 (Queensland)

## Ptocasius
Ptocasius Simon, 1885
- Ptocasius fulvonitens Simon, 1902 (Sri Lanka)
- Ptocasius gratiosus Peckham & Peckham, 1907 (Singapore)
- Ptocasius kinhi Zabka, 1985 (China, Vietnam)
- Ptocasius linzhiensis Hu, 2001 (China)
- Ptocasius montiformis Song, 1991 (China)
- Ptocasius plumipalpis (Thorell, 1895) (Myanmar)
- Ptocasius songi Logunov, 1995 (China)
- Ptocasius strupifer Simon, 1901 (China, Hong Kong, Taiwan, Vietnam)
- Ptocasius variegatus Logunov, 1995 (Kazakhstan)
- Ptocasius vittatus Song, 1991 (China)
- Ptocasius weyersi Simon, 1885 (Sumatra)
- Ptocasius yunnanensis Song, 1991 (China)

## Pystira
Pystira Simon, 1901
- Pystira cyanothorax (Thorell, 1881) (New Guinea)
- Pystira ephippigera (Simon, 1885) (Sumatra)
- Pystira karschi (Thorell, 1881) (New Guinea, Aru Is.)
- Pystira nigripalpis (Thorell, 1877) (Sulawesi)
- Pystira versicolor Dyal, 1935 (Pakistan)

## Quekettia
Quekettia Peckham & Peckham, 1902
- Quekettia georgius (Peckham & Peckham, 1892) (Madagascar)

## Rafalus
Rafalus Prószyn'ski, 1999
- Rafalus christophori Prószyn'ski, 1999 (Egypt, Israel)
- Rafalus feliksi Prószyn'ski, 1999 (Egypt)
- Rafalus insignipalpis Simon, 1882 (Yemen, Socotra)
- Rafalus karskii Prószyn'ski, 1999 (Israel)
- Rafalus lymphus (Próchniewicz & Heciak, 1994) (Kenya, Tanzania)
- Rafalus nigritibiis (Caporiacco, 1941) (Ethiopia)
- Rafalus stanislawi Prószyn'ski, 1999 (Israel)
- Rafalus variegatus (Kroneberg, 1875) (Central Asia)
- Rafalus wittmeri (Prószyn'ski, 1978) (Bhutan)

## Rarahu
Rarahu Berland, 1929
- Rarahu nitida Berland, 1929 (Samoa)

## Rhene
Rhene Thorell, 1869
- Rhene albigera (C. L. Koch, 1846) (India to Korea, Sumatra)
- Rhene atrata (Karsch, 1881) (Russia, China, Korea, Taiwan, Japan)
- Rhene banksi Peckham & Peckham, 1902 (South Africa)
- Rhene biembolusa Song & Chai, 1991 (China)
- Rhene biguttata Peckham & Peckham, 1903 (South Africa)
- Rhene brevipes (Thorell, 1891) (Sumatra)
- Rhene bufo (Doleschall, 1859) (Myanmar to Sumatra)
- Rhene callida Peckham & Peckham, 1895 (India)
- Rhene callosa (Peckham & Peckham, 1895) (India)
- Rhene candida Fox, 1937 (China)
- Rhene capensis Strand, 1909 (South Africa)
- Rhene cooperi Lessert, 1925 (South Africa)
- Rhene daitarensis Prószyn'ski, 1992 (India)
- Rhene danieli Tikader, 1973 (India)
- Rhene darjeelingiana Prószyn'ski, 1992 (India)
- Rhene decorata Tikader, 1977 (India)
- Rhene facilis Wesolowska & Russell-Smith, 2000 (Tanzania)
- Rhene flavicomans Simon, 1902 (India, Bhutan, Sri Lanka)
- Rhene flavigera (C. L. Koch, 1846) (China, Vietnam to Sumatra)
- Rhene foai Simon, 1902 (South Africa)
- Rhene formosa Rollard & Wesolowska, 2002 (Guinea)
- Rhene habahumpa Barrion & Litsinger, 1995 (Philippines)
- Rhene hinlalakea Barrion & Litsinger, 1995 (Philippines)
- Rhene hirsuta (Thorell, 1877) (Sulawesi)
- Rhene indica Tikader, 1973 (India, Andaman Is., China)
- Rhene ipis Fox, 1937 (China)
- Rhene jelskii (Taczanowski, 1871) (Peru, Guiana)
- Rhene khandalaensis Tikader, 1977 (India)
- Rhene lesserti Berland & Millot, 1941 (Senegal)
- Rhene leucomelas (Thorell, 1891) (Philippines)
- Rhene machadoi Berland & Millot, 1941 (Guinea)
- Rhene margarops (Thorell, 1877) (Sulawesi)
- Rhene modesta Caporiacco, 1941 (Ethiopia)
- Rhene mordax (Thorell, 1890) (Java)
- Rhene mus (Simon, 1889) (India)
- Rhene myunghwani Kim, 1996 (Korea)
- Rhene nigrita (C. L. Koch, 1846) (Indonesia)
- Rhene pantharae Biswas & Biswas, 1992 (India)
- Rhene parvula Caporiacco, 1939 (Ethiopia)
- Rhene phuntsholingensis Jastrzebski, 1997 (Bhutan, Nepal)
- Rhene plana (Schenkel, 1936) (China)
- Rhene rubrigera (Thorell, 1887) (India to China, Sumatra, Hawaii)
- Rhene saeva (Giebel, 1863) (Java)
- Rhene setipes Zabka, 1985 (China, Vietnam, Ryukyu Is.)
- Rhene spuridens Strand, 1907 (Java)
- Rhene sulfurea (Simon, 1885) (Senegal)
- Rhene triapophyses Peng, 1995 (China)

## Rhetenor
Rhetenor Simon, 1902
- Rhetenor diversipes Simon, 1902 (Brazil)
- Rhetenor texanus Gertsch, 1936 (USA)

## Rhombonotus
Rhombonotus L. Koch, 1879
- Rhombonotus gracilis L. Koch, 1879 (Queensland)

## Rhyphelia
Rhyphelia Simon, 1902
- Rhyphelia variegata Simon, 1902 (Venezuela, Brazil)

## Rishaschia
Rishaschia Makhan, 2006
- Rishaschia amrishi Makhan, 2006 (Surinam)

## Roeweriella
Roeweriella Kratochvíl, 1932
- Roeweriella balcanica Kratochvíl, 1932 (Croatia, Bosnia-Hercegovina)

## Rogmocrypta
Rogmocrypta Simon, 1900
- Rogmocrypta elegans (Simon, 1885) (New Caledonia)
- Rogmocrypta nigella Simon, 1900 (Philippines)
- Rogmocrypta puta Simon, 1900 (Singapore)

## Romitia
Romitia Caporiacco, 1947
- Romitia nigra Caporiacco, 1947 (Guyana)

## Rudra
Rudra Peckham & Peckham, 1885
- Rudra brescoviti Braul & Lise, 1999 (Brazil)
- Rudra dagostinae Braul & Lise, 1999 (Brazil)
- Rudra geniculata Peckham & Peckham, 1885 (Guatemala, Panama)
- Rudra humilis Mello-Leitão, 1945 (Argentina, Brazil)
- Rudra minensis Galiano, 1984 (Brazil)
- Rudra multispina Caporiacco, 1947 (Guyana)
- Rudra oriximina Galiano, 1984 (Brazil)
- Rudra polita Peckham & Peckham, 1894 (Guatemala)
- Rudra tenera Peckham & Peckham, 1894 (Brazil)
- Rudra wagae (Taczanowski, 1872) (French Guiana)

## Sadies
Sadies Wanless, 1984
- Sadies fulgida Wanless, 1984 (Seychelles)
- Sadies gibbosa Wanless, 1984 (Seychelles)
- Sadies seychellensis Wanless, 1984 (Seychelles)
- Sadies trifasciata Wanless, 1984 (Seychelles)

## Saitidops
Saitidops Simon, 1901
- Saitidops albopatellus Bryant, 1950 (Jamaica)
- Saitidops clathratus Simon, 1901 (Venezuela)

## Saitis
Saitis Simon, 1876
- Saitis annae Cockerell, 1894 (Jamaica)
- Saitis aranukanus Roewer, 1944 (Gilbert Is.)
- Saitis ariadneae Logunov, 2001 (Crete)
- Saitis auberti Berland, 1938 (New Hebrides)
- Saitis barbipes (Simon, 1868) (Mediterranean, Central Europe (introduced?))
- Saitis berlandi Roewer, 1951 (New Hebrides)
- Saitis breviusculus Simon, 1901 (Gabon)
- Saitis catulus Simon, 1901 (Venezuela)
- Saitis chaperi Simon, 1885 (India, Sri Lanka)
- Saitis cupidon (Simon, 1885) (New Caledonia)
- Saitis cyanipes Simon, 1901 (Brazil)
- Saitis graecus Kulczyn'ski, 1905 (Greece)
- Saitis imitatus (Simon, 1868) (Croatia, Montenegro)
- Saitis insectus (Hogg, 1896) (Central Australia)
- Saitis insulanus Rainbow, 1920 (Lord Howe Is.)
- Saitis lacustris Hickman, 1944 (Central Australia)
- Saitis latifrons Caporiacco, 1928 (Libya)
- Saitis leighi Peckham & Peckham, 1903 (South Africa)
- Saitis magniceps (Keyserling, 1882) (Queensland)
- Saitis magnus Caporiacco, 1947 (Ethiopia)
- Saitis marcusi Soares & Camargo, 1948 (Brazil)
- Saitis mundus Peckham & Peckham, 1903 (East, Southern Africa)
- Saitis nanus Soares & Camargo, 1948 (Brazil)
- Saitis perplexides (Strand, 1908) (Jamaica)
- Saitis relucens (Thorell, 1877) (Sulawesi)
- Saitis sengleti (Metzner, 1999) (Greece, Crete)
- Saitis signatus (Keyserling, 1883) (Unknown)
- Saitis speciosus (O. P.-Cambridge, 1874) (New South Wales)
- Saitis spinosus (Mello-Leitão, 1945) (Argentina)
- Saitis splendidus (Walckenaer, 1837) (Timor)
- Saitis taeniatus Keyserling, 1883 (Australia)
- Saitis tauricus Kulczyn'ski, 1905 (Bulgaria, Greece, Turkey, Ukraine)
- Saitis variegatus Mello-Leitão, 1941 (Argentina)

## Saitissus
Saitissus Roewer, 1938
- Saitissus squamosus Roewer, 1938 (New Guinea)

## Salpesia
Salpesia Simon, 1901
- Salpesia bicolor (Keyserling, 1883) (Queensland)
- Salpesia bimaculata (Keyserling, 1883) (New South Wales)
- Salpesia soricina Simon, 1901 (Seychelles)
- Salpesia squalida (Keyserling, 1883) (Queensland, New South Wales)
- Salpesia villosa (Keyserling, 1883) (Australia)

## Salticus
Salticus Latreille, 1804
- Salticus afghanicus Logunov & Zamanpoore, 2005 (Afghanistan)
- Salticus aiderensis Logunov & Rakov, 1998 (Turkmenistan)
- Salticus alegranzaensis Wunderlich, 1995 (Canary Is.)
- Salticus amitaii Prószyn'ski, 2000 (Israel)
- Salticus annulatus (Giebel, 1870) (South Africa)
- Salticus austinensis Gertsch, 1936 (USA, Mexico, Central America)
- Salticus beneficus (O. P.-Cambridge, 1885) (Yarkand)
- Salticus bonaerensis Holmberg, 1876 (Argentina)
- Salticus brasiliensis Lucas, 1833 (Brazil)
- Salticus canariensis Wunderlich, 1987 (Canary Is.)
- Salticus cingulatus (Panzer, 1797) (Palearctic)
- Salticus confusus Lucas, 1846 (Spain, Corsica, Bulgaria, Algeria)
- Salticus conjonctus (Simon, 1868) (France, Italy)
- Salticus coronatus (Camboué, 1887) (Madagascar)
- Salticus devotus (O. P.-Cambridge, 1885) (Yarkand)
- Salticus dzhungaricus Logunov, 1992 (Kazakhstan, Turkmenistan)
- Salticus falcarius (Hentz, 1846) (USA)
- Salticus flavicruris (Rainbow, 1897) (New South Wales)
- Salticus gomerensis Wunderlich, 1987 (Canary Is.)
- Salticus iteacus Metzner, 1999 (Greece)
- Salticus jugularis Simon, 1900 (Queensland)
- Salticus kraali (Thorell, 1878) (Amboina)
- Salticus latidentatus Roewer, 1951 (Russia, Mongolia, China)
- Salticus major (Simon, 1868) (Portugal, Spain, France)
- Salticus mandibularis (Simon, 1868) (Greece)
- Salticus marenzelleri Nosek, 1905 (Turkey)
- Salticus meticulosus Lucas, 1846 (Algeria)
- Salticus modicus (Simon, 1875) (France)
- Salticus mutabilis Lucas, 1846 (Europe, Azores, Georgia, Argentina)
- Salticus noordami Metzner, 1999 (Greece)
- Salticus olivaceus (L. Koch, 1867) (Spain to Israel)
- Salticus palpalis (Banks, 1904) (USA)
- Salticus paludivagus Lucas, 1846 (Algeria)
- Salticus peckhamae (Cockerell, 1897) (USA)
- Salticus perogaster (Thorell, 1881) (Yule Is.)
- Salticus propinquus Lucas, 1846 (Mediterranean)
- Salticus proszynskii Logunov, 1992 (Kyrgyzstan)
- Salticus quagga Miller, 1971 (Hungary, Slovakia)
- Salticus ravus (Bösenberg, 1895) (Canary Is.)
- Salticus scenicus (Clerck, 1757) (Holarctic)
- Salticus scitulus (Simon, 1868) (Corsica, Sicily)
- Salticus tricinctus (C. L. Koch, 1846) (Israel to Central Asia)
- Salticus truncatus Simon, 1937 (France)
- Salticus turkmenicus Logunov & Rakov, 1998 (Turkmenistan)
- Salticus unciger (Simon, 1868) (Southern Europe)
- Salticus unicolor (Simon, 1868) (Corfu)
- Salticus unispinus (Franganillo, 1910) (Portugal)
- Salticus zebraneus (C. L. Koch, 1837) (Palearctic)

## Sandalodes
Sandalodes Keyserling, 1883
- Sandalodes albovittatus (Keyserling, 1883) (Queensland)
- Sandalodes bernsteini (Thorell, 1881) (New Guinea)
- Sandalodes bipenicillatus (Keyserling, 1882) (Queensland, New South Wales)
- Sandalodes celebensis Merian, 1911 (Sulawesi)
- Sandalodes joannae Zabka, 2000 (Western Australia)
- Sandalodes minahassae Merian, 1911 (Sulawesi)
- Sandalodes pumicatus (Thorell, 1881) (New Guinea)
- Sandalodes scopifer (Karsch, 1878) (New Guinea, Australia)
- Sandalodes superbus (Karsch, 1878) (New Guinea, Australia)

## Saraina
Saraina Wanless & Clark, 1975
- Saraina rubrofasciata Wanless & Clark, 1975 (West, Central Africa)

## Sarinda
Sarinda Peckham & Peckham, 1892
- Sarinda armata (Peckham & Peckham, 1892) (Panama to Peru)
- Sarinda atrata (Taczanowski, 1871) (French Guiana)
- Sarinda capibarae Galiano, 1967 (Brazil)
- Sarinda cayennensis (Taczanowski, 1871) (Brazil, French Guiana)
- Sarinda chacoensis Galiano, 1996 (Argentina)
- Sarinda cutleri (Richman, 1965) (USA)
- Sarinda exilis (Mello-Leitão, 1943) (Brazil)
- Sarinda glabra Franganillo, 1930 (Cuba)
- Sarinda hentzi (Banks, 1913) (USA)
- Sarinda imitans Galiano, 1965 (Argentina)
- Sarinda longula (Taczanowski, 1871) (French Guiana)
- Sarinda marcosi Piza, 1937 (Brazil, Argentina)
- Sarinda nigra Peckham & Peckham, 1892 (Nicaragua, Brazil, Guyana, Argentina)
- Sarinda panamae Galiano, 1965 (Panama)
- Sarinda pretiosa Banks, 1909 (Costa Rica)
- Sarinda ruficeps (Simon, 1901) (Colombia)
- Sarinda silvatica Chickering, 1946 (Panama)

## Sarindoides
Sarindoides Mello-Leitão, 1922
- Sarindoides violaceus Mello-Leitão, 1922 (Brazil)

## Sassacus
Sassacus Peckham & Peckham, 1895
- Sassacus alboguttatus (F. O. P.-Cambridge, 1901) (Mexico)
- Sassacus arcuatus Simon, 1901 (Brazil)
- Sassacus aurantiacus Simon, 1901 (Brazil)
- Sassacus barbipes (Peckham & Peckham, 1888) (USA to Costa Rica)
- Sassacus biaccentuatus Simon, 1901 (Paraguay)
- Sassacus dissimilis Mello-Leitão, 1941 (Argentina)
- Sassacus flavicinctus Crane, 1949 (Venezuela)
- Sassacus glyphochelis Bauab, 1979 (Brazil)
- Sassacus helenicus (Mello-Leitão, 1943) (Brazil)
- Sassacus ocellatus Crane, 1949 (Venezuela)
- Sassacus paiutus (Gertsch, 1934) (USA)
- Sassacus papenhoei Peckham & Peckham, 1895 (USA)
- Sassacus resplendens Simon, 1901 (Venezuela)
- Sassacus sexspinosus (Caporiacco, 1955) (Venezuela)
- Sassacus trochilus Simon, 1901 (Brazil)
- Sassacus vanduzeei Chamberlin, 1924 (Mexico)
- Sassacus vitis (Cockerell, 1894) (USA, Mexico)

## Schenkelia
Schenkelia Lessert, 1927
- Schenkelia benoiti Wanless & Clark, 1975 (Ivory Coast)
- Schenkelia gertschi Berland & Millot, 1941 (Guinea)
- Schenkelia lesserti Berland & Millot, 1941 (Guinea)
- Schenkelia modesta Lessert, 1927 (Congo, Tanzania)

## Scopocira
Scopocira Simon, 1900
- Scopocira atypica Mello-Leitão, 1922 (Brazil)
- Scopocira carinata Crane, 1945 (Guyana)
- Scopocira dentichelis Simon, 1900 (Venezuela)
- Scopocira fuscimana (Mello-Leitão, 1941) (Brazil)
- Scopocira histrio Simon, 1900 (Brazil, Argentina)
- Scopocira melanops (Taczanowski, 1871) (Peru, Guyana)
- Scopocira panamena Chamberlin & Ivie, 1936 (Panama)
- Scopocira tenella Simon, 1900 (Brazil)
- Scopocira vivida (Peckham & Peckham, 1901) (Brazil)

## Scoturius
Scoturius Simon, 1901
- Scoturius tigris Simon, 1901 (Paraguay, Argentina)

## Sebastira
Sebastira Simon, 1901
- Sebastira instrata Simon, 1901 (Venezuela)
- Sebastira plana Chickering, 1946 (Panama)

## Selimus
Selimus Peckham & Peckham, 1901
- Selimus venustus Peckham & Peckham, 1901 (Brazil)

## Semiopyla
Semiopyla Simon, 1901
- Semiopyla cataphracta Simon, 1901 (Mexico to Argentina)
- Semiopyla triarmata Galiano, 1985 (Argentina)
- Semiopyla viperina Galiano, 1985 (Paraguay, Argentina)

## Semnolius
Semnolius Simon, 1902
- Semnolius albofasciatus Mello-Leitão, 1941 (Argentina)
- Semnolius brunneus Mello-Leitão, 1945 (Argentina)
- Semnolius chrysotrichus Simon, 1902 (Brazil)

## Semora
Semora Peckham & Peckham, 1892
- Semora infranotata Mello-Leitão, 1945 (Argentina)
- Semora langei Mello-Leitão, 1947 (Brazil)
- Semora napaea Peckham & Peckham, 1892 (Brazil)
- Semora trochilus Simon, 1901 (Venezuela)

## Semorina
Semorina Simon, 1901
- Semorina brachychelyne Crane, 1949 (Venezuela)
- Semorina iris Simon, 1901 (Venezuela)
- Semorina lineata Mello-Leitão, 1945 (Argentina)
- Semorina megachelyne Crane, 1949 (Venezuela)
- Semorina seminuda Simon, 1901 (Venezuela)

## Servaea
Servaea Simon, 1888
- Servaea incana (Karsch, 1878) (New South Wales)
- Servaea murina Simon, 1902 (Java)
- Servaea obscura Rainbow, 1915 (South Australia)
- Servaea spinibarbis Simon, 1909 (Western Australia)
- Servaea vestita (L. Koch, 1879) (Australia, Tasmania)
- Servaea villosa (Keyserling, 1881) (Queensland)

## Sibianor
Sibianor Logunov, 2001
- Sibianor aemulus (Gertsch, 1934) (USA, Canada, Russia)
- Sibianor annae Logunov, 2001 (China)
- Sibianor aurocinctus (Ohlert, 1865) (Palearctic)
- Sibianor japonicus (Logunov, Ikeda & Ono, 1997) (Russia, Japan)
- Sibianor kenyaensis Logunov, 2001 (Kenya)
- Sibianor kochiensis (Bohdanowicz & Prószyn'ski, 1987) (Japan)
- Sibianor larae Logunov, 2001 (Palearctic)
- Sibianor latens (Logunov, 1991) (Russia, China)
- Sibianor nigriculus (Logunov & Wesolowska, 1992) (Russia, Korea, Japan)
- Sibianor pullus (Bösenberg & Strand, 1906) (Russia, China, Korea, Japan)
- Sibianor tantulus (Simon, 1868) (Palearctic)
- Sibianor turkestanicus Logunov, 2001 (Central Asia)
- Sibianor victoriae Logunov, 2001 (Kenya)

## Sidusa
Sidusa Peckham & Peckham, 1895
- Sidusa angulitarsis Simon, 1902 (Brazil)
- Sidusa carinata Kraus, 1955 (El Salvador)
- Sidusa dominicana Petrunkevitch, 1914 (Dominica)
- Sidusa femoralis Banks, 1909 (Costa Rica)
- Sidusa gratiosa Peckham & Peckham, 1895 (Brazil)
- Sidusa inconspicua Bryant, 1940 (Cuba)
- Sidusa marmorea F. O. P.-Cambridge, 1901 (Costa Rica, Panama)
- Sidusa mona Bryant, 1947 (Puerto Rico)
- Sidusa nigrina F. O. P.-Cambridge, 1901 (Mexico)
- Sidusa olivacea F. O. P.-Cambridge, 1901 (Guatemala)
- Sidusa pallida F. O. P.-Cambridge, 1901 (Guatemala)
- Sidusa pavida Bryant, 1942 (Virgin Is.)
- Sidusa recondita Peckham & Peckham, 1896 (Guatemala, Panama)
- Sidusa stoneri Bryant, 1923 (Antigua)
- Sidusa tarsalis Banks, 1909 (Costa Rica)
- Sidusa turquinensis Bryant, 1940 (Cuba)
- Sidusa unica Kraus, 1955 (El Salvador)

## Sigytes
Sigytes Simon, 1902
- Sigytes albocinctus (Keyserling, 1881) (Queensland)
- Sigytes diloris (Keyserling, 1881) (Queensland to Fiji)
- Sigytes paradisiacus Simon, 1902 (Sri Lanka)

## Siler
Siler Simon, 1889
- Siler bielawskii Zabka, 1985 (China, Vietnam)
- Siler collingwoodi (O. P.-Cambridge, 1871) (China)
- Siler cupreus Simon, 1889 (China, Korea, Taiwan, Japan)
- Siler flavocinctus (Simon, 1901) (Singapore)
- Siler hanoicus Prószyn'ski, 1985 (Vietnam)
- Siler pulcher Simon, 1901 (Malaysia)
- Siler semiglaucus (Simon, 1901) (Sri Lanka to Philippines)
- Siler severus (Simon, 1901) (China)

## Siloca
Siloca Simon, 1902
- Siloca bulbosa Tullgren, 1905 (Argentina)
- Siloca campestrata Simon, 1902 (Brazil)
- Siloca cubana Bryant, 1940 (Cuba)
- Siloca electa Bryant, 1943 (Hispaniola)
- Siloca minuta Bryant, 1940 (Cuba)
- Siloca monae Petrunkevitch, 1930 (Puerto Rico)
- Siloca sanguiniceps Simon, 1902 (Brazil)
- Siloca septentrionalis Caporiacco, 1954 (French Guiana)
- Siloca viaria (Peckham & Peckham, 1901) (Jamaica)

## Simaetha
Simaetha Thorell, 1881
- Simaetha almadenensis Zabka, 1994 (Queensland, New South Wales)
- Simaetha atypica Zabka, 1994 (Northern Territory)
- Simaetha broomei Zabka, 1994 (Western Australia)
- Simaetha castanea Lessert, 1927 (Congo)
- Simaetha cingulata (Karsch, 1891) (Sri Lanka)
- Simaetha colemani Zabka, 1994 (Queensland)
- Simaetha damongpalaya Barrion & Litsinger, 1995 (Philippines)
- Simaetha deelemanae Zhang, Song & Li, 2003 (Singapore)
- Simaetha furiosa (Hogg, 1919) (Sumatra)
- Simaetha knowlesi Zabka, 1994 (New Guinea, Western Australia)
- Simaetha laminata (Karsch, 1891) (Sri Lanka)
- Simaetha makinanga Barrion & Litsinger, 1995 (Philippines)
- Simaetha paetula (Keyserling, 1882) (New Guinea, Western Australia, Queensland)
- Simaetha papuana Zabka, 1994 (New Guinea)
- Simaetha reducta (Karsch, 1891) (Sri Lanka)
- Simaetha robustior (Keyserling, 1882) (New Guinea, Queensland)
- Simaetha tenuidens (Keyserling, 1882) (New Guinea, Queensland)
- Simaetha tenuior (Keyserling, 1882) (New Guinea, Western Australia, Queensland)
- Simaetha thoracica Thorell, 1881 (Western Australia, Queensland)

## Simaethula
Simaethula Simon, 1902
- Simaethula aurata (L. Koch, 1879) (Queensland)
- Simaethula auronitens (L. Koch, 1879) (Queensland, New South Wales)
- Simaethula chalcops Simon, 1909 (Western Australia)
- Simaethula janthina Simon, 1902 (Queensland)
- Simaethula mutica Szombathy, 1915 (Australia)
- Simaethula opulenta (L. Koch, 1879) (Queensland, New South Wales)
- Simaethula violacea (L. Koch, 1879) (Queensland)

## Similaria
Similaria Prószyn'ski, 1992
- Similaria enigmatica Prószyn'ski, 1992 (India)

## Simonurius
Simonurius Galiano, 1988
- Simonurius campestratus (Simon, 1901) (Venezuela)
- Simonurius expers Galiano, 1988 (Argentina)
- Simonurius gladifer (Simon, 1901) (Argentina)
- Simonurius quadratarius (Simon, 1901) (Venezuela)

## Simprulla
Simprulla Simon, 1901
- Simprulla argentina Mello-Leitão, 1940 (Argentina)
- Simprulla nigricolor Simon, 1901 (Panama to Brazil)

## Sitticus
Sitticus Simon, 1901
- Sitticus albolineatus (Kulczyn'ski, 1895) (Russia, China, Korea)
- Sitticus ammophilus (Thorell, 1875) (Russia, Central Asia, Canada)
- Sitticus ansobicus Andreeva, 1976 (Central Asia)
- Sitticus atricapillus (Simon, 1882) (Europe)
- Sitticus avocator (O. P.-Cambridge, 1885) (Russia, Central Asia to Japan)
- Sitticus barsakelmes Logunov & Rakov, 1998 (Kazakhstan)
- Sitticus burjaticus Danilov & Logunov, 1994 (Russia)
- Sitticus canus (Galiano, 1977) (Peru)
- Sitticus caricis (Westring, 1861) (Palearctic)
- Sitticus cautus (Peckham & Peckham, 1888) (Mexico)
- Sitticus cellulanus Galiano, 1989 (Argentina)
- Sitticus clavator Schenkel, 1936 (China)
- Sitticus concolor (Banks, 1895) (USA)
- Sitticus cutleri Prószyn'ski, 1980 (Holarctic)
- Sitticus damini (Chyzer, 1891) (Southern Europe, Russia)
- Sitticus designatus (Peckham & Peckham, 1903) (South Africa)
- Sitticus diductus (O. P.-Cambridge, 1885) (Karakorum, China)
- Sitticus distinguendus (Simon, 1868) (Palearctic)
- Sitticus dorsatus (Banks, 1895) (USA)
- Sitticus dubatolovi Logunov & Rakov, 1998 (Kazakhstan)
- Sitticus dudkoi Logunov, 1998 (Russia)
- Sitticus dyali Roewer, 1951 (Pakistan)
- Sitticus dzieduszyckii (L. Koch, 1870) (Europe, Russia)
- Sitticus eskovi Logunov & Wesolowska, 1995 (Russia, Sakhalin, Kurile Is.)
- Sitticus exiguus (Bösenberg, 1903) (Germany)
- Sitticus fasciger (Simon, 1880) (Russia, China, Korea, Japan, USA)
- Sitticus finschi (L. Koch, 1879) (USA, Canada, Russia)
- Sitticus flabellatus Galiano, 1989 (Argentina, Uruguay)
- Sitticus floricola (C. L. Koch, 1837) (Palearctic)
  - Sitticus floricola palustris (Peckham & Peckham, 1883) (North America)
- Sitticus goricus Ovtsharenko, 1978 (Russia)
- Sitticus inexpectus Logunov & Kronestedt, 1997 (Europe to Central Asia)
- Sitticus inopinabilis Logunov, 1992 (Russia, Central Asia)
- Sitticus japonicus Kishida, 1910 (Japan)
- Sitticus juniperi Gertsch & Riechert, 1976 (USA)
- Sitticus karakumensis Logunov, 1992 (Turkmenistan)
- Sitticus kazakhstanicus Logunov, 1992 (Kazakhstan)
- Sitticus leucoproctus (Mello-Leitão, 1944) (Brazil, Uruguay, Argentina)
- Sitticus longipes (Canestrini, 1873) (Europe)
- Sitticus magnus Chamberlin & Ivie, 1944 (USA)
- Sitticus manni (Doleschall, 1852) (Croatia)
- Sitticus mazorcanus Chamberlin, 1920 (Peru)
- Sitticus mirandus Logunov, 1993 (Russia, Central Asia)
- Sitticus monstrabilis Logunov, 1992 (Central Asia)
- Sitticus montanus Kishida, 1910 (Japan)
- Sitticus morosus (Banks, 1895) (USA)
- Sitticus nakamurae Kishida, 1910 (Japan)
- Sitticus nenilini Logunov & Wesolowska, 1993 (Kazakhstan, Kyrgyzstan)
- Sitticus nitidus Hu, 2001 (China)
- Sitticus niveosignatus (Simon, 1880) (Nepal to China)
- Sitticus palpalis (F. O. P.-Cambridge, 1901) (Mexico, Argentina)
- Sitticus penicillatus (Simon, 1875) (Palearctic)
  - Sitticus penicillatus adriaticus Kolosváry, 1938 (Balkans)
- Sitticus penicilloides Wesolowska, 1981 (North Korea)
- Sitticus peninsulanus (Banks, 1898) (Mexico)
- Sitticus phaleratus Galiano & Baert, 1990 (Galapagos Is.)
- Sitticus psammodes (Thorell, 1875) (Russia)
- Sitticus pubescens (Fabricius, 1775) (Europe, Russia, USA)
- Sitticus pulchellus Logunov, 1992 (Kazakhstan, Kyrgyzstan)
- Sitticus ranieri (Peckham & Peckham, 1909) (Holarctic)
- Sitticus relictarius Logunov, 1998 (Russia, Georgia, Iran, Azerbaijan)
- Sitticus rivalis Simon, 1937 (France)
- Sitticus rupicola (C. L. Koch, 1837) (Holarctic)
- Sitticus saevus Dönitz & Strand, 1906 (Japan)
- Sitticus saganus Dönitz & Strand, 1906 (Japan)
- Sitticus saltator (O. P.-Cambridge, 1868) (Palearctic)
- Sitticus saxicola (C. L. Koch, 1846) (Palearctic)
- Sitticus sexsignatus (Franganillo, 1910) (Portugal)
- Sitticus sinensis Schenkel, 1963 (China, Korea)
- Sitticus strandi Kolosváry, 1934 (Hungary)
- Sitticus striatus Emerton, 1911 (USA, Canada)
- Sitticus subadultus Dönitz & Strand, 1906 (Japan)
- Sitticus taiwanensis Peng & Li, 2002 (Taiwan)
- Sitticus talgarensis Logunov & Wesolowska, 1993 (Kazakhstan, Kyrgyzstan)
- Sitticus tannuolana Logunov, 1991 (Russia)
- Sitticus tenebricus Galiano & Baert, 1990 (Galapagos Is.)
- Sitticus terebratus (Clerck, 1757) (Palearctic)
- Sitticus uber Galiano & Baert, 1990 (Galapagos Is.)
- Sitticus uphami (Peckham & Peckham, 1903) (South Africa)
- Sitticus walckenaeri Roewer, 1951 (France, Sweden)
- Sitticus welchi Gertsch & Mulaik, 1936 (USA)
- Sitticus wuae Peng, Tso & Li, 2002 (Taiwan)
- Sitticus zaisanicus Logunov, 1998 (Kazakhstan)
- Sitticus zimmermanni (Simon, 1877) (Europe to Central Asia)

## Sobasina
Sobasina Simon, 1898
- Sobasina alboclypea Wanless, 1978 (Solomon Is.)
- Sobasina amoenula Simon, 1898 (Solomon Is.)
- Sobasina aspinosa Berry, Beatty & Prószyn'ski, 1998 (Fiji)
- Sobasina coriacea Berry, Beatty & Prószyn'ski, 1998 (Caroline Is.)
- Sobasina cutleri Berry, Beatty & Prószyn'ski, 1998 (Fiji)
- Sobasina hutuna Wanless, 1978 (Rennell Is.)
- Sobasina magna Berry, Beatty & Prószyn'ski, 1998 (Tonga)
- Sobasina paradoxa Berry, Beatty & Prószyn'ski, 1998 (Fiji)
- Sobasina platypoda Berry, Beatty & Prószyn'ski, 1998 (Fiji)
- Sobasina scutata Wanless, 1978 (Bismarck Arch.)
- Sobasina solomonensis Wanless, 1978 (Solomon Is.)
- Sobasina sylvatica Edmunds & Prószyn'ski, 2001 (Malaysia)
- Sobasina tanna Wanless, 1978 (New Hebrides)
- Sobasina yapensis Berry, Beatty & Prószyn'ski, 1998 (Caroline Is.)

## Sondra
Sondra Wanless, 1988
- Sondra aurea (L. Koch, 1880) (New South Wales)
- Sondra bickeli Zabka, 2002 (New South Wales)
- Sondra bifurcata Wanless, 1988 (Queensland)
- Sondra brindlei Zabka, 2002 (New South Wales)
- Sondra bulburin Wanless, 1988 (Queensland)
- Sondra convoluta Wanless, 1988 (Queensland)
- Sondra damocles Wanless, 1988 (Queensland)
- Sondra excepta Wanless, 1988 (Queensland)
- Sondra finlayensis Wanless, 1988 (Queensland)
- Sondra littoralis Wanless, 1988 (Queensland)
- Sondra nepenthicola Wanless, 1988 (Queensland, New South Wales)
- Sondra raveni Wanless, 1988 (Queensland)
- Sondra samambrayi Zabka, 2002 (South Australia)
- Sondra tristicula (Simon, 1909) (Western Australia)
- Sondra variabilis Wanless, 1988 (Queensland)

## Sonoita
Sonoita Peckham & Peckham, 1903
- Sonoita lightfooti Peckham & Peckham, 1903 (Ivory Coast, South Africa)

## Spartaeus
Spartaeus Thorell, 1891
- Spartaeus ellipticus Bao & Peng, 2002 (Taiwan)
- Spartaeus jianfengensis Song & Chai, 1991 (China)
- Spartaeus platnicki Song, Chen & Gong, 1991 (China)
- Spartaeus spinimanus (Thorell, 1878) (Sri Lanka to Borneo)
- Spartaeus thailandicus Wanless, 1984 (China, Thailand)
- Spartaeus uplandicus Barrion & Litsinger, 1995 (Philippines)
- Spartaeus wildtrackii Wanless, 1987 (Malaysia)
- Spartaeus zhangi Peng & Li, 2002 (China)

## Spilargis
Spilargis Simon, 1902
- Spilargis ignicolor Simon, 1902 (New Guinea)
  - Spilargis ignicolor bimaculata Strand, 1909 (Moluccas)

## Stagetillus
Stagetillus Simon, 1885
- Stagetillus elegans (Reimoser, 1927) (Sumatra)
- Stagetillus opaciceps Simon, 1885 (Sumatra)
- Stagetillus semiostrinus (Simon, 1901) (Malaysia)
- Stagetillus taprobanicus (Simon, 1902) (Sri Lanka)

## Stenaelurillus
Stenaelurillus Simon, 1885
- Stenaelurillus albopunctatus Caporiacco, 1949 (Kenya)
- Stenaelurillus ambiguus Denis, 1966 (Libya)
- Stenaelurillus cristatus Wesolowska & Russell-Smith, 2000 (Ghana, Tanzania)
- Stenaelurillus darwini Wesolowska & Russell-Smith, 2000 (Tanzania)
- Stenaelurillus fuscatus Wesolowska & Russell-Smith, 2000 (Tanzania)
- Stenaelurillus giovae Caporiacco, 1936 (Libya)
- Stenaelurillus guttiger (Simon, 1901) (South Africa)
- Stenaelurillus hainanensis Peng, 1995 (China)
- Stenaelurillus hirsutus Lessert, 1927 (Congo)
- Stenaelurillus kronestedti Próchniewicz & Heciak, 1994 (Tanzania)
- Stenaelurillus lesserti Reimoser, 1934 (India)
- Stenaelurillus leucogrammus Simon, 1902 (Southern Africa)
- Stenaelurillus marusiki Logunov, 2001 (Iran)
- Stenaelurillus minutus Song & Chai, 1991 (China)
- Stenaelurillus mirabilis Wesolowska & Russell-Smith, 2000 (Tanzania)
- Stenaelurillus nigricaudus Simon, 1885 (Algeria, Gambia, Senegal)
- Stenaelurillus setosus (Thorell, 1895) (Myanmar)
- Stenaelurillus strandi Caporiacco, 1939 (Ethiopia)
- Stenaelurillus triguttatus Simon, 1885 (Tibet)
- Stenaelurillus uniguttatus Lessert, 1925 (Ethiopia, East Africa)
- Stenaelurillus werneri Simon, 1906 (Egypt to Uganda)

## Stenodeza
Stenodeza Simon, 1900
- Stenodeza acuminata Simon, 1900 (Brazil)
- Stenodeza fallax Mello-Leitão, 1917 (Brazil)
- Stenodeza foestiva Mello-Leitão, 1944 (Argentina)

## Stergusa
Stergusa Simon, 1889
- Stergusa aurata Simon, 1902 (Sri Lanka)
- Stergusa aurichalcea Simon, 1902 (Sri Lanka)
- Stergusa improbula Simon, 1889 (New Caledonia)
- Stergusa stelligera Simon, 1902 (Sri Lanka)

## Stertinius
Stertinius Simon, 1890
- Stertinius balius (Thorell, 1890) (Sumatra)
- Stertinius capucinus Simon, 1902 (Java)
- Stertinius cyprius Merian, 1911 (Sulawesi)
- Stertinius dentichelis Simon, 1890 (Mariana Is.)
- Stertinius kumadai Logunov, Ikeda & Ono, 1997 (Japan)
- Stertinius leucostictus (Thorell, 1890) (Sumatra)
- Stertinius magnificus Merian, 1911 (Sulawesi)
- Stertinius niger Merian, 1911 (Sulawesi)
- Stertinius nobilis (Thorell, 1890) (Sulawesi)
- Stertinius patellaris Simon, 1902 (Moluccas)
- Stertinius pilipes Simon, 1902 (Philippines)
- Stertinius splendens Simon, 1902 (Sulawesi)

## Stichius
Stichius Thorell, 1890
- Stichius albomaculatus Thorell, 1890 (Sumatra)

## Stoidis
Stoidis Simon, 1901
- Stoidis placida Bryant, 1947 (Mona Is.)
- Stoidis pygmaea (Peckham & Peckham, 1893) (St. Vincent)
- Stoidis squamulosa Caporiacco, 1955 (Venezuela)

## Sumampattus
Sumampattus Galiano, 1983
- Sumampattus hudsoni Galiano, 1996 (Paraguay, Uruguay, Argentina)
- Sumampattus pantherinus (Mello-Leitão, 1942) (Argentina)
- Sumampattus quinqueradiatus (Taczanowski, 1878) (Peru, Brazil, Paraguay, Argentina)

## Synageles
Synageles Simon, 1876
- Synageles albotrimaculatus (Lucas, 1846) (Spain, France, Algeria, Tunisia)
- Synageles bishopi Cutler, 1988 (USA)
- Synageles canadensis Cutler, 1988 (USA, Canada)
- Synageles charitonovi Andreeva, 1976 (Central Asia)
- Synageles dalmaticus (Keyserling, 1863) (Mediterranean)
- Synageles hilarulus (C. L. Koch, 1846) (Palearctic)
- Synageles idahoanus (Gertsch, 1934) (USA)
- Synageles leechi Cutler, 1988 (Canada)
- Synageles mexicanus Cutler, 1988 (USA, Mexico)
- Synageles morsei Logunov & Marusik, 1999 (Russia)
- Synageles nigriculus Danilov, 1997 (Russia)
- Synageles noxiosus (Hentz, 1850) (North America, Bahama Is.)
- Synageles occidentalis Cutler, 1988 (USA, Canada)
- Synageles persianus Logunov, 2004 (Iran, Azerbaijan)
- Synageles ramitus Andreeva, 1976 (Central Asia, Mongolia, China)
- Synageles repudiatus (O. P.-Cambridge, 1876) (Egypt)
- Synageles scutiger Prószyn'ski, 1979 (Ukraine, Azerbaijan)
- Synageles subcingulatus (Simon, 1878) (Europe to Central Asia)
- Synageles venator (Lucas, 1836) (Palearctic, Canada)

## Synagelides
Synagelides Strand, 1906
- Synagelides agoriformis Strand, 1906 (Russia, China, Korea, Japan)
- Synagelides annae Bohdanowicz, 1979 (China, Japan)
- Synagelides birmanicus Bohdanowicz, 1987 (Myanmar)
- Synagelides cavaleriei (Schenkel, 1963) (China)
- Synagelides dhaulagiricus Bohdanowicz, 1987 (Nepal)
- Synagelides gambosus Xie & Yin, 1990 (China)
- Synagelides gorapanicus Bohdanowicz, 1987 (Nepal)
- Synagelides gosainkundicus Bohdanowicz, 1987 (Nepal)
- Synagelides himalaicus Bohdanowicz, 1987 (Nepal)
- Synagelides huangsangensis Peng et al., 1998 (China)
- Synagelides jiricus Bohdanowicz, 1987 (Nepal)
- Synagelides longus Song & Chai, 1992 (China)
- Synagelides lushanensis Xie & Yin, 1990 (China)
- Synagelides martensi Bohdanowicz, 1987 (Nepal)
- Synagelides nepalensis Bohdanowicz, 1987 (Nepal)
- Synagelides nishikawai Bohdanowicz, 1979 (Nepal)
- Synagelides oleksiaki Bohdanowicz, 1987 (Nepal)
- Synagelides palpalis Zabka, 1985 (China, Taiwan, Vietnam)
- Synagelides palpaloides Peng, Tso & Li, 2002 (Taiwan)
- Synagelides thodungus Bohdanowicz, 1987 (Nepal)
- Synagelides tianmu Song, 1990 (China)
- Synagelides tukchensis Bohdanowicz, 1987 (Nepal)
- Synagelides ullerensis Bohdanowicz, 1987 (Nepal)
- Synagelides walesai Bohdanowicz, 1987 (Nepal)
- Synagelides wangdicus Bohdanowicz, 1978 (Bhutan)
- Synagelides wuermlii Bohdanowicz, 1978 (Bhutan)
- Synagelides wyszynskii Bohdanowicz, 1987 (Nepal)
- Synagelides yunnan Song & Zhu, 1998 (China)
- Synagelides zhaoi Peng, Li & Chen, 2003 (China)
- Synagelides zhilcovae Prószyn'ski, 1979 (Russia, China, Korea)

## Synemosyna
Synemosyna Hentz, 1846
- Synemosyna americana (Peckham & Peckham, 1885) (Mexico to Venezuela)
- Synemosyna ankeli Cutler & Müller, 1991 (Colombia)
- Synemosyna aurantiaca (Mello-Leitão, 1917) (Colombia, Brazil, Argentina)
- Synemosyna decipiens (O. P.-Cambridge, 1896) (Mexico, Guatemala)
- Synemosyna edwardsi Cutler, 1985 (Mexico to Costa Rica)
- Synemosyna formica Hentz, 1846 (USA)
- Synemosyna hentzi Peckham & Peckham, 1892 (Brazil)
- Synemosyna invemar Cutler & Müller, 1991 (Colombia)
- Synemosyna lauretta Peckham & Peckham, 1892 (Brazil, Argentina)
- Synemosyna lucasi (Taczanowski, 1871) (Colombia to Peru and Guyana)
- Synemosyna maddisoni Cutler, 1985 (Mexico, Guatemala)
- Synemosyna myrmeciaeformis (Taczanowski, 1871) (Venezuela, Brazil, French Guiana)
- Synemosyna nicaraguaensis Cutler, 1993 (Nicaragua)
- Synemosyna paraensis Galiano, 1967 (Brazil)
- Synemosyna petrunkevitchi (Chapin, 1922) (USA)
- Synemosyna scutata (Mello-Leitão, 1943) (Brazil)
- Synemosyna smithi Peckham & Peckham, 1893 (Cuba, St. Vincent)
- Synemosyna taperae (Mello-Leitão, 1933) (Brazil)
- Synemosyna ubicki Cutler, 1988 (Costa Rica)

## Tacuna
Tacuna Peckham & Peckham, 1901
- Tacuna delecta Peckham & Peckham, 1901 (Brazil, Argentina)
- Tacuna minensis Galiano, 1995 (Brazil)
- Tacuna saltensis Galiano, 1995 (Argentina)
- Tacuna vaga (Peckham & Peckham, 1895) (Brazil)

## Taivala
Taivala Peckham & Peckham, 1907
- Taivala invisitata Peckham & Peckham, 1907 (Borneo)

## Talavera
Talavera Peckham & Peckham, 1909
- Talavera aequipes (O. P.-Cambridge, 1871) (Palearctic)
  - Talavera aequipes ludio (Simon, 1871) (Corsica)
- Talavera aperta (Miller, 1971) (Belgium to Central Asia)
- Talavera esyunini Logunov, 1992 (Sweden, Finland, Russia)
- Talavera ikedai Logunov & Kronestedt, 2003 (Korea, Japan)
- Talavera inopinata Wunderlich, 1993 (France, Luxembourg, Switzerland, Germany)
- Talavera krocha Logunov & Kronestedt, 2003 (France to Central Asia)
- Talavera milleri (Brignoli, 1983) (Germany, Czech Rep., Slovakia)
- Talavera minuta (Banks, 1895) (Russia, Canada, USA)
- Talavera monticola (Kulczyn'ski, 1884) (Central, Southern Europe)
- Talavera parvistyla Logunov & Kronestedt, 2003 (Northern, Central Europe)
- Talavera petrensis (C. L. Koch, 1837) (Europe to Central Asia)
- Talavera sharlaa Logunov & Kronestedt, 2003 (Russia)
- Talavera thorelli (Kulczyn'ski, 1891) (Palearctic)
- Talavera trivittata (Schenkel, 1963) (Russia, Mongolia, China)
- Talavera tuvensis Logunov & Kronestedt, 2003 (Russia)

## Tamigalesus
Tamigalesus Zabka, 1988
- Tamigalesus munnaricus Zabka, 1988 (Sri Lanka)

## Tanna
Tanna Berland, 1938
- Tanna ornatipes Berland, 1938 (New Hebrides)

## Tanybelus
Tanybelus Simon, 1902
- Tanybelus aeneiceps Simon, 1902 (Venezuela)

## Tara
Tara Peckham & Peckham, 1886
- Tara anomala (Keyserling, 1882) (New South Wales)
- Tara gratiosa (Rainbow, 1920) (Lord Howe Is.)
- Tara parvula (Keyserling, 1883) (New South Wales)

## Taraxella
Taraxella Wanless, 1984
- Taraxella hillyardi Wanless, 1987 (Malaysia)
- Taraxella petrensis Wanless, 1987 (Sumatra)
- Taraxella reinholdae Wanless, 1987 (Borneo)
- Taraxella solitaria Wanless, 1984 (Borneo)
- Taraxella sumatrana Wanless, 1987 (Sumatra)

## Tariona
Tariona Simon, 1902
- Tariona albibarbis (Mello-Leitão, 1947) (Brazil)
- Tariona bruneti Simon, 1903 (Brazil)
- Tariona gounellei Simon, 1902 (Brazil)
- Tariona maculata Franganillo, 1930 (Cuba)
- Tariona mutica Simon, 1903 (Brazil)

## Tarne
Tarne Simon, 1885
- Tarne dives Simon, 1885 (West Africa)

## Tarodes
Tarodes Pocock, 1899
- Tarodes lineatus Pocock, 1899 (New Britain)

## Tasa
Tasa Wesolowska, 1981
- Tasa davidi (Schenkel, 1963) (China)
- Tasa nipponica Bohdanowicz & Prószyn'ski, 1987 (China, Korea, Japan)

## Tatari
Tatari Berland, 1938
- Tatari multispinosus Berland, 1938 (New Hebrides)

## Tauala
Tauala Wanless, 1988
- Tauala alveolatus Wanless, 1988 (Queensland)
- Tauala athertonensis Gardzinska, 1996 (Queensland)
- Tauala australiensis Wanless, 1988 (Queensland)
- Tauala daviesae Wanless, 1988 (Queensland)
- Tauala elongata Peng & Li, 2002 (Taiwan)
- Tauala lepidus Wanless, 1988 (Queensland)
- Tauala minutus Wanless, 1988 (Queensland)
- Tauala splendidus Wanless, 1988 (Queensland)

## Telamonia
Telamonia Thorell, 1887
- Telamonia agapeta (Thorell, 1881) (New Guinea)
- Telamonia annulipes Peckham & Peckham, 1907 (Borneo)
- Telamonia bombycina (Simon, 1902) (Borneo)
- Telamonia borreyi Berland & Millot, 1941 (Mali)
  - Telamonia borreyi minor Berland & Millot, 1941 (Mali)
- Telamonia caprina (Simon, 1903) (China, Vietnam)
- Telamonia coeruleostriata (Doleschall, 1859) (Amboina)
- Telamonia comosissima (Simon, 1885) (Congo)
- Telamonia cristata Peckham & Peckham, 1907 (Philippines)
- Telamonia dimidiata (Simon, 1899) (India, Bhutan, Sumatra)
- Telamonia dissimilis Próchniewicz, 1990 (Bhutan)
- Telamonia elegans (Thorell, 1887) (Myanmar, Vietnam, Indonesia)
- Telamonia festiva Thorell, 1887 (Myanmar to Java)
  - Telamonia festiva nigrina Simon, 1903 (Vietnam)
- Telamonia formosa (Simon, 1902) (Java)
- Telamonia hasselti (Thorell, 1878) (Myanmar to Sulawesi)
- Telamonia laecta Próchniewicz, 1990 (Bhutan)
- Telamonia latruncula (Thorell, 1877) (Sulawesi)
- Telamonia leopoldi Roewer, 1938 (New Guinea)
- Telamonia luteocincta (Thorell, 1891) (Malaysia)
- Telamonia luxiensis Peng et al., 1998 (China)
- Telamonia mandibulata Hogg, 1915 (New Guinea)
- Telamonia masinloc Barrion & Litsinger, 1995 (Philippines)
- Telamonia mundula (Thorell, 1877) (Sulawesi)
- Telamonia mustelina Simon, 1901 (Hong Kong)
- Telamonia parangfestiva Barrion & Litsinger, 1995 (Philippines)
- Telamonia peckhami Thorell, 1891 (Nicobar Is.)
- Telamonia prima Próchniewicz, 1990 (Bhutan)
- Telamonia resplendens Peckham & Peckham, 1907 (Borneo)
- Telamonia scalaris (Thorell, 1881) (Moluccas)
- Telamonia sikkimensis (Tikader, 1967) (India)
- Telamonia sponsa (Simon, 1902) (Sri Lanka)
- Telamonia trabifera (Thorell, 1881) (New Guinea)
- Telamonia trinotata Simon, 1903 (Equatorial Guinea)
- Telamonia trochilus (Doleschall, 1859) (Java)
- Telamonia vidua Hogg, 1915 (New Guinea)
- Telamonia virgata Simon, 1903 (Gabon)
- Telamonia vlijmi Prószyn'ski, 1984 (China, Korea, Japan)

## Terralonus
Terralonus Maddison, 1996
- Terralonus banksi (Roewer, 1951) (USA)
- Terralonus californicus (Peckham & Peckham, 1888) (USA)
- Terralonus fraternus (Banks, 1932) (USA)
- Terralonus mylothrus (Chamberlin, 1925) (USA)
- Terralonus shaferi (Gertsch & Riechert, 1976) (USA)
- Terralonus unicus (Chamberlin & Gertsch, 1930) (USA)
- Terralonus versicolor (Peckham & Peckham, 1909) (USA)

## Thammaca
Thammaca Simon, 1902
- Thammaca coriacea Simon, 1902 (Brazil)
- Thammaca nigritarsis Simon, 1902 (Peru, Brazil)

## Theriella
Theriella Braul & Lise, 1996
- Theriella bertoncelloi Braul & Lise, 2003 (Brazil)
- Theriella galianoae Braul & Lise, 1996 (Brazil)
- Theriella tenuistyla (Galiano, 1970) (Argentina)

## Thianella
Thianella Strand, 1907
- Thianella disjuncta Strand, 1907 (Java)

## Thiania
Thiania C. L. Koch, 1846
- Thiania abdominalis Zabka, 1985 (Vietnam)
- Thiania aura Dyal, 1935 (Pakistan)
- Thiania bhamoensis Thorell, 1887 (Myanmar to Sumatra)
- Thiania cavaleriei Schenkel, 1963 (China)
- Thiania chrysogramma Simon, 1901 (Hong Kong)
- Thiania cupreonitens (Simon, 1899) (Sumatra)
- Thiania demissa (Thorell, 1892) (Indonesia)
- Thiania formosissima (Thorell, 1890) (Borneo)
- Thiania gazellae (Karsch, 1878) (New Guinea)
- Thiania humilis (Thorell, 1877) (Sulawesi)
- Thiania inermis (Karsch, 1897) (Hong Kong)
- Thiania jucunda Thorell, 1890 (Sumatra)
- Thiania luteobrachialis Schenkel, 1963 (China)
- Thiania pulcherrima C. L. Koch, 1846 (Sri Lanka, Vietnam, Malaysia, Sulawesi)
- Thiania sinuata Thorell, 1890 (Malaysia)
- Thiania suboppressa Strand, 1907 (China, Vietnam, Hawaii)
- Thiania subserena Simon, 1901 (Malaysia)
- Thiania viscaensis Barrion & Litsinger, 1995 (Philippines)

## Thianitara
Thianitara Simon, 1903
- Thianitara spectrum Simon, 1903 (Sumatra)

## Thiodina
Thiodina Simon, 1900
- Thiodina branicki (Taczanowski, 1871) (Venezuela, Guyana, French Guiana)
- Thiodina candida Mello-Leitão, 1922 (Brazil)
- Thiodina cockerelli (Peckham & Peckham, 1901) (Hispaniola, Jamaica)
- Thiodina crucifera (F. O. P.-Cambridge, 1901) (Panama)
- Thiodina germaini Simon, 1900 (Brazil, Argentina)
- Thiodina hespera Richman & Vetter, 2004 (USA, Mexico)
- Thiodina inerma Bryant, 1940 (Cuba)
- Thiodina melanogaster Mello-Leitão, 1917 (Brazil)
- Thiodina nicoleti Roewer, 1951 (Chile)
- Thiodina pallida (C. L. Koch, 1846) (Colombia to Argentina)
- Thiodina peckhami (Bryant, 1940) (Cuba)
- Thiodina pseustes Chamberlin & Ivie, 1936 (Panama)
- Thiodina puerpera (Hentz, 1846) (USA)
- Thiodina punctulata Mello-Leitão, 1917 (Brazil)
- Thiodina rishwani Makhan, 2006 (Surinam)
- Thiodina robusta Mello-Leitão, 1945 (Argentina)
- Thiodina setosa Mello-Leitão, 1947 (Brazil)
- Thiodina sylvana (Hentz, 1846) (USA to Panama)
- Thiodina vaccula Simon, 1900 (Peru, Brazil)
- Thiodina vellardi Soares & Camargo, 1948 (Brazil)

## Thiratoscirtus
Thiratoscirtus Simon, 1886
- Thiratoscirtus capito Simon, 1903 (West Africa, Bioko)
- Thiratoscirtus cinctus (Thorell, 1899) (Cameroon)
- Thiratoscirtus fuscorufescens Strand, 1906 (Cameroon)
- Thiratoscirtus niveimanus Simon, 1886 (Brazil)
- Thiratoscirtus patagonicus Simon, 1886 (Argentina)
- Thiratoscirtus torquatus Simon, 1903 (West Africa)
- Thiratoscirtus versicolor Simon, 1902 (Sierra Leone)

## Thorelliola
Thorelliola Strand, 1942
- Thorelliola biapophysis Gardzinska & Patoleta, 1997 (Amboina, Banda Is.)
- Thorelliola cyrano Szüts & De Bakker, 2004 (New Guinea)
- Thorelliola doryphora (Thorell, 1881) (New Guinea)
- Thorelliola dumicola Berry, Beatty & Prószyn'ski, 1997 (Caroline Is.)
- Thorelliola ensifera (Thorell, 1877) (Malaysia to Sulawesi, Hawaii)
- Thorelliola glabra Gardzinska & Patoleta, 1997 (Banda Is.)
- Thorelliola javaensis Gardzinska & Patoleta, 1997 (Java)
- Thorelliola mahunkai Szüts, 2002 (New Guinea)
- Thorelliola monoceros (Karsch, 1881) (Marshall Is.)
- Thorelliola truncilonga Gardzinska & Patoleta, 1997 (New Guinea)

## Thyene
Thyene Simon, 1885
- Thyene aperta (Peckham & Peckham, 1903) (West Africa, Zimbabwe)
- Thyene australis Peckham & Peckham, 1903 (South Africa)
- Thyene bilineata Lawrence, 1927 (Namibia)
  - Thyene bilineata striatipes Lawrence, 1927 (Namibia)
- Thyene bivittata Xie & Peng, 1995 (China)
- Thyene bucculenta (Gerstäcker, 1873) (East Africa)
- Thyene chopardi Berland & Millot, 1941 (Niger)
- Thyene coccineovittata (Simon, 1885) (West Africa)
  - Thyene coccineovittata crudelis (Peckham & Peckham, 1903) (South Africa)
- Thyene corcula (Pavesi, 1895) (Ethiopia)
- Thyene coronata Simon, 1902 (Southern Africa)
- Thyene dakarensis (Berland & Millot, 1941) (Senegal)
- Thyene damarensis Lawrence, 1927 (Namibia)
- Thyene dancala Caporiacco, 1947 (Ethiopia)
- Thyene grassei (Berland & Millot, 1941) (West Africa)
- Thyene imperialis (Rossi, 1846) (Old World)
- Thyene inflata (Gerstäcker, 1873) (Africa, Madagascar)
- Thyene magdalenae Lessert, 1927 (Congo)
- Thyene natalii Peckham & Peckham, 1903 (South Africa, Mozambique)
- Thyene nigriceps (Caporiacco, 1949) (Kenya)
- Thyene ogdeni Peckham & Peckham, 1903 (South Africa)
  - Thyene ogdeni leighi (Peckham & Peckham, 1903) (South Africa)
  - Thyene ogdeni nyukiensis Lessert, 1925 (East Africa)
- Thyene orbicularis (Gerstäcker, 1873) (East Africa)
- Thyene orientalis Zabka, 1985 (China, Vietnam)
- Thyene phragmitigrada Metzner, 1999 (Greece)
- Thyene pulchra Peckham & Peckham, 1903 (South Africa)
- Thyene punctiventer (Karsch, 1879) (West Africa)
- Thyene radialis Xie & Peng, 1995 (China)
- Thyene rubricoronata (Strand, 1911) (Kei Is.)
- Thyene scalarinota Strand, 1907 (South Africa)
- Thyene semiargentea (Simon, 1884) (Sudan, Uganda, Tanzania)
- Thyene sexplagiata (Simon, 1910) (São Tomé)
- Thyene similis Wesolowska & van Harten, 2002 (Socotra)
- Thyene splendida Caporiacco, 1939 (Ethiopia)
- Thyene strandi Caporiacco, 1939 (Ethiopia)
- Thyene striatipes (Caporiacco, 1939) (East Africa)
- Thyene subsplendens Caporiacco, 1947 (East Africa)
- Thyene tamatavi (Vinson, 1863) (Madagascar)
- Thyene thyenioides (Lessert, 1925) (Africa)
- Thyene triangula Xie & Peng, 1995 (China)
- Thyene varians Peckham & Peckham, 1901 (Madagascar)
- Thyene villiersi Berland & Millot, 1941 (Ivory Coast)
- Thyene vittata Simon, 1902 (Ethiopia, South Africa)
- Thyene yuxiensis Xie & Peng, 1995 (China)

## Thyenillus
Thyenillus Simon, 1910
- Thyenillus fernandensis Simon, 1910 (Bioko)

## Thyenula
Thyenula Simon, 1902
- Thyenula ammonis Denis, 1947 (Egypt)
- Thyenula armata Wesolowska, 2001 (South Africa)
- Thyenula aurantiaca (Simon, 1902) (South Africa)
- Thyenula juvenca Simon, 1902 (South Africa)
- Thyenula oranjensis Wesolowska, 2001 (South Africa)
- Thyenula sempiterna Wesolowska, 2000 (Zimbabwe)

## Titanattus
Titanattus Peckham & Peckham, 1885
- Titanattus cretatus Chickering, 1946 (Panama)
- Titanattus notabilis (Mello-Leitão, 1943) (Brazil, Argentina)
- Titanattus novarai Caporiacco, 1955 (Venezuela)
- Titanattus paganus Chickering, 1946 (Panama)
- Titanattus pallidus Mello-Leitão, 1943 (Brazil)
- Titanattus pegaseus Simon, 1900 (Brazil)
- Titanattus saevus Peckham & Peckham, 1885 (Guatemala)

## Toloella
Toloella Chickering, 1946
- Toloella eximia Chickering, 1946 (Panama)

## Tomocyrba
Tomocyrba Simon, 1900
- Tomocyrba barbata Simon, 1900 (Madagascar)
- Tomocyrba decollata Simon, 1900 (Madagascar)
- Tomocyrba holmi Prószyn'ski & Zabka, 1983 (Kenya)
- Tomocyrba keinoi Prószyn'ski & Zabka, 1983 (Kenya)
- Tomocyrba kikuyu Prószyn'ski & Zabka, 1983 (Kenya)
- Tomocyrba masai Prószyn'ski & Zabka, 1983 (Tanzania)
- Tomocyrba sjostedti Lessert, 1925 (East Africa)

## Toticoryx
Toticoryx Rollard & Wesolowska, 2002
- Toticoryx exilis Rollard & Wesolowska, 2002 (Guinea)

## Trite
Trite Simon, 1885
- Trite albopilosa (Keyserling, 1883) (New South Wales, Victoria)
- Trite auricoma (Urquhart, 1886) (New Zealand)
- Trite concinna Rainbow, 1920 (Lord Howe Is., Norfolk Is.)
- Trite gracilipalpis Berland, 1929 (Loyalty Is.)
- Trite herbigrada (Urquhart, 1889) (New Zealand)
- Trite ignipilosa Berland, 1924 (New Caledonia)
- Trite lineata Simon, 1885 (New Caledonia)
- Trite longipalpis Marples, 1955 (Samoa, Tonga)
- Trite longula (Thorell, 1881) (Queensland)
- Trite mustilina (Powell, 1873) (New Zealand)
- Trite ornata Rainbow, 1915 (South Australia)
- Trite parvula (Bryant, 1935) (New Zealand)
- Trite pennata Simon, 1885 (New Caledonia)
- Trite planiceps Simon, 1899 (New Zealand)
- Trite ponapensis Berry, Beatty & Prószyn'ski, 1997 (Caroline Is.)
- Trite rapaensis Berland, 1942 (Rapa)
- Trite urvillei (Dalmas, 1917) (New Zealand)
- Trite vulpecula (Thorell, 1881) (Queensland)

## Trydarssus
Trydarssus Galiano, 1995
- Trydarssus nobilitatus (Nicolet, 1849) (Chile)
- Trydarssus pantherinus (Mello-Leitão, 1946) (Paraguay, Argentina)

## Tullgrenella
Tullgrenella Mello-Leitão, 1941
- Tullgrenella corrugata Galiano, 1981 (Brazil)
- Tullgrenella didelphis (Simon, 1886) (Bolivia)
- Tullgrenella gertschi Galiano, 1981 (Brazil)
- Tullgrenella guayapae Galiano, 1970 (Argentina)
- Tullgrenella lunata (Mello-Leitão, 1944) (Argentina)
- Tullgrenella melanica (Mello-Leitão, 1941) (Argentina)
- Tullgrenella morenensis (Tullgren, 1905) (Argentina)
- Tullgrenella musica (Mello-Leitão, 1945) (Argentina)
- Tullgrenella peniaflorensis Galiano, 1970 (Chile)
- Tullgrenella quadripunctata (Mello-Leitão, 1944) (Argentina, Uruguay)
- Tullgrenella selenita Galiano, 1970 (Argentina)
- Tullgrenella serrana Galiano, 1970 (Argentina)
- Tullgrenella yungae Galiano, 1970 (Bolivia, Argentina)

## Tulpius
Tulpius Peckham & Peckham, 1896
- Tulpius gauchus Bauab & Soares, 1983 (Brazil)
- Tulpius hilarus Peckham & Peckham, 1896 (Guatemala)

## Tusitala
Tusitala Peckham & Peckham, 1902
- Tusitala barbata Peckham & Peckham, 1902 (East, Southern Africa)
  - Tusitala barbata longipalpis Lessert, 1925 (Ethiopia, East Africa)
- Tusitala discibulba Caporiacco, 1941 (Ethiopia)
- Tusitala guineensis Berland & Millot, 1941 (Guinea)
- Tusitala hirsuta Peckham & Peckham, 1902 (Zanzibar)
- Tusitala lutzi Lessert, 1927 (Congo)
- Tusitala lyrata (Simon, 1903) (West, Central, East Africa)
- Tusitala proxima Wesolowska & Russell-Smith, 2000 (Tanzania)
- Tusitala unica Wesolowska & Russell-Smith, 2000 (Tanzania)
- Tusitala yemenica Wesolowska & van Harten, 1994 (Yemen)

## Tutelina
Tutelina Simon, 1901
- Tutelina elegans (Hentz, 1846) (USA)
- Tutelina formicaria (Emerton, 1891) (USA)
- Tutelina harti (Peckham, 1891) (USA, Canada)
- Tutelina iridea Caporiacco, 1954 (French Guiana)
- Tutelina purpurina Mello-Leitão, 1948 (Guyana)
- Tutelina rosenbergi Simon, 1901 (Ecuador)
- Tutelina similis (Banks, 1895) (USA, Canada)

## Tuvaphantes
Tuvaphantes Logunov, 1993
- Tuvaphantes arat Logunov, 1993 (Russia)
- Tuvaphantes insolitus (Logunov, 1991) (Russia)

## Tylogonus
Tylogonus Simon, 1902
- Tylogonus auricapillus Simon, 1902 (Ecuador)
- Tylogonus chiriqui Galiano, 1994 (Panama)
- Tylogonus miles Simon, 1903 (Venezuela)
- Tylogonus parabolicus Galiano, 1985 (Colombia)
- Tylogonus pichincha Galiano, 1985 (Ecuador)
- Tylogonus prasinus Simon, 1902 (Brazil)
- Tylogonus putumayo Galiano, 1985 (Colombia)
- Tylogonus vachoni Galiano, 1960 (Brazil)
- Tylogonus viridimicans (Simon, 1901) (Ecuador)

## Udalmella
Udalmella Galiano, 1994
- Udalmella gamboa Galiano, 1994 (Panama)

## Udvardya
Udvardya Prószyn'ski, 1992
- Udvardya elegans (Szombathy, 1915) (New Guinea)

## Uluella
Uluella Chickering, 1946
- Uluella formosa Chickering, 1946 (Panama)

## Uroballus
Uroballus Simon, 1902
- Uroballus henicurus Simon, 1902 (Sri Lanka)
- Uroballus octovittatus Simon, 1902 (Sri Lanka)
- Uroballus peckhami Zabka, 1985 (Vietnam)

## Uspachus
Uspachus Galiano, 1995
- Uspachus albipalpis (Taczanowski, 1878) (Peru, Ecuador, Bolivia)
- Uspachus andinus (Taczanowski, 1878) (Peru)
- Uspachus bahiensis Galiano, 1995 (Brazil)
- Uspachus colombianus Galiano, 1995 (Panama, Colombia)
- Uspachus juquiaensis Galiano, 1995 (Brazil)
- Uspachus ministerialis (C. L. Koch, 1846) (Panama, Colombia, Venezuela)
- Uspachus misionensis Galiano, 1995 (Paraguay, Argentina)
- Uspachus patellaris Galiano, 1995 (Bolivia, Brazil)

## Uxuma
Uxuma Simon, 1902
- Uxuma impudica Simon, 1902 (Gabon)

## Vailima
Vailima Peckham & Peckham, 1907
- Vailima masinei Peckham & Peckham, 1907 (Borneo)

## Vatovia
Vatovia Caporiacco, 1940
- Vatovia albosignata Caporiacco, 1940 (Ethiopia)

## Veissella
Veissella Wanless, 1984
- Veissella durbani (Peckham & Peckham, 1903) (South Africa)

## Viciria
Viciria Thorell, 1877
- Viciria alba Peckham & Peckham, 1903 (Southern Africa)
- Viciria albocincta Thorell, 1899 (Cameroon, Gabon)
- Viciria albolimbata Simon, 1885 (Sumatra)
- Viciria arrogans Peckham & Peckham, 1907 (Borneo)
- Viciria besanconi Berland & Millot, 1941 (Guinea)
- Viciria chabanaudi Fage, 1923 (West Africa)
- Viciria chrysophaea Simon, 1903 (Gabon)
- Viciria concolor Peckham & Peckham, 1907 (Borneo)
- Viciria detrita Strand, 1922 (Sumatra)
- Viciria diademata Simon, 1902 (India)
- Viciria diatreta Simon, 1902 (India)
- Viciria epileuca Simon, 1903 (Gabon)
- Viciria equestris Simon, 1903 (Gabon)
  - Viciria equestris pallida Berland & Millot, 1941 (Ivory Coast)
- Viciria flavipes Peckham & Peckham, 1903 (South Africa)
- Viciria flavolimbata Simon, 1910 (Guinea-Bissau)
- Viciria fuscimana Simon, 1903 (West Africa)
- Viciria longiuscula Thorell, 1899 (Cameroon)
- Viciria lucida Peckham & Peckham, 1907 (Borneo)
- Viciria minima Reimoser, 1934 (India)
- Viciria miranda Peckham & Peckham, 1907 (Borneo)
- Viciria moesta Peckham & Peckham, 1907 (Borneo)
- Viciria mondoni Berland & Millot, 1941 (Ivory Coast)
- Viciria monodi Berland & Millot, 1941 (Ivory Coast)
- Viciria morigera Peckham & Peckham, 1903 (South Africa)
- Viciria mustela Simon, 1902 (East, Southern Africa)
- Viciria niveimana Simon, 1902 (West Africa)
- Viciria ocellata (Thorell, 1899) (West Africa, Bioko)
- Viciria pallens Thorell, 1877 (Sulawesi)
- Viciria paludosa Peckham & Peckham, 1907 (Borneo)
- Viciria pavesii Thorell, 1877 (Sulawesi)
- Viciria peckhamorum Lessert, 1927 (Guinea, Congo)
- Viciria petulans Peckham & Peckham, 1907 (Borneo)
- Viciria polysticta Simon, 1902 (Sri Lanka)
- Viciria praemandibularis (Hasselt, 1893) (Singapore to Sulawesi)
- Viciria prenanti Berland & Millot, 1941 (Ivory Coast)
- Viciria rhinoceros Hasselt, 1894 (Sulawesi)
- Viciria scintillans Simon, 1910 (West Africa)
- Viciria semicoccinea Simon, 1902 (Java)
- Viciria tergina Simon, 1903 (Equatorial Guinea)
- Viciria thoracica Thorell, 1899 (Cameroon)

## Vinnius
Vinnius Simon, 1902
- Vinnius buzius Braul & Lise, 2002 (Brazil)
- Vinnius camacan Braul & Lise, 2002 (Brazil)
- Vinnius subfasciatus (C. L. Koch, 1846) (Brazil)
- Vinnius uncatus Simon, 1902 (Brazil, Argentina)

## Viroqua
Viroqua Peckham & Peckham, 1901
- Viroqua ultima (L. Koch, 1881) (Australia)

## Wallaba
Wallaba Mello-Leitão, 1940
- Wallaba albopalpis (Peckham & Peckham, 1901) (Jamaica)
- Wallaba decora Bryant, 1943 (Hispaniola)
- Wallaba metallica Mello-Leitão, 1940 (Guyana)

## Wanlessia
Wanlessia Wijesinghe, 1992
- Wanlessia denticulata Peng, Tso & Li, 2002 (Taiwan)
- Wanlessia sedgwicki Wijesinghe, 1992 (Borneo)

## Wedoquella
Wedoquella Galiano, 1984
- Wedoquella denticulata Galiano, 1984 (Argentina)
- Wedoquella macrothecata Galiano, 1984 (Argentina)
- Wedoquella punctata (Tullgren, 1905) (Bolivia, Paraguay, Argentina)

## Xenocytaea
Xenocytaea Berry, Beatty & Prószyn'ski, 1998
- Xenocytaea anomala Berry, Beatty & Prószyn'ski, 1998 (Caroline Is.)
- Xenocytaea daviesae Berry, Beatty & Prószyn'ski, 1998 (Fiji)
- Xenocytaea maddisoni Berry, Beatty & Prószyn'ski, 1998 (Fiji)
- Xenocytaea triramosa Berry, Beatty & Prószyn'ski, 1998 (Fiji)
- Xenocytaea zabkai Berry, Beatty & Prószyn'ski, 1998 (Fiji)

## Xuriella
Xuriella Wesolowska & Russell-Smith, 2000
- Xuriella prima Wesolowska & Russell-Smith, 2000 (Tanzania)

## Yacuitella
Yacuitella Galiano, 1999
- Yacuitella nana Galiano, 1999 (Argentina)

## Yaginumaella
Yaginumaella Prószyn'ski, 1979
- Yaginumaella badongensis Song & Chai, 1992 (China)
- Yaginumaella bhutanica Zabka, 1981 (Bhutan)
- Yaginumaella bilaguncula Xie & Peng, 1995 (China)
- Yaginumaella cambridgei Zabka, 1981 (Bhutan)
- Yaginumaella flexa Song & Chai, 1992 (China)
- Yaginumaella gogonaica Zabka, 1981 (Bhutan)
- Yaginumaella helvetorum Zabka, 1981 (Bhutan)
- Yaginumaella hybrida Zabka, 1981 (Bhutan)
- Yaginumaella hyogoensis Bohdanowicz & Prószyn'ski, 1987 (Japan)
- Yaginumaella incognita Zabka, 1981 (Bhutan)
- Yaginumaella intermedia Zabka, 1981 (Bhutan)
- Yaginumaella lobata Peng, Tso & Li, 2002 (Taiwan)
- Yaginumaella longnanensis Yang, Tang & Kim, 1997 (China)
- Yaginumaella medvedevi Prószyn'ski, 1979 (Russia, China, Korea)
- Yaginumaella montana Zabka, 1981 (China, Bhutan)
- Yaginumaella nanyuensis Xie & Peng, 1995 (China)
- Yaginumaella nepalica Zabka, 1980 (China, Nepal)
- Yaginumaella nobilis Zabka, 1981 (Bhutan)
- Yaginumaella nova Zabka, 1981 (Bhutan)
- Yaginumaella orientalis Zabka, 1981 (Bhutan)
- Yaginumaella originalis Zabka, 1981 (Myanmar)
- Yaginumaella pilosa Zabka, 1981 (Bhutan)
- Yaginumaella senchalensis Prószyn'ski, 1992 (India)
- Yaginumaella silvatica Zabka, 1981 (Bhutan)
- Yaginumaella simoni Zabka, 1981 (Bhutan)
- Yaginumaella stemmleri Zabka, 1981 (Bhutan)
- Yaginumaella strandi Zabka, 1981 (Bhutan)
- Yaginumaella striatipes (Grube, 1861) (Russia, Japan)
- Yaginumaella supina Zabka, 1981 (Bhutan)
- Yaginumaella tenella Zabka, 1981 (Bhutan)
- Yaginumaella tenzingi Zabka, 1980 (Nepal)
- Yaginumaella thakkholaica Zabka, 1980 (China, Nepal)
- Yaginumaella thimphuica Zabka, 1981 (Bhutan)
- Yaginumaella urbanii Zabka, 1981 (Bhutan)
- Yaginumaella variformis Song & Chai, 1992 (China)
- Yaginumaella versicolor Zabka, 1981 (Bhutan)
- Yaginumaella wangdica Zabka, 1981 (Bhutan)
- Yaginumaella wuermli Zabka, 1981 (Bhutan, China)

## Yaginumanis
Yaginumanis Wanless, 1984
- Yaginumanis cheni Peng & Li, 2002 (China)
- Yaginumanis sexdentatus (Yaginuma, 1967) (Japan)

## Yepoella
Yepoella Galiano, 1970
- Yepoella crassistylis Galiano, 1970 (Argentina)

## Yllenus
Yllenus Simon, 1868
- Yllenus albifrons (Lucas, 1846) (North Africa, Near East)
- Yllenus albocinctus (Kroneberg, 1875) (Turkey to China)
- Yllenus algarvensis Logunov & Marusik, 2003 (Portugal)
- Yllenus aralicus Logunov & Marusik, 2003 (Azerbaijan, Turkmenistan)
- Yllenus arenarius Menge, 1868 (Central, Eastern Europe)
- Yllenus auriceps (Denis, 1966) (Libya)
- Yllenus auspex (O. P.-Cambridge, 1885) (Mongolia, China)
- Yllenus bactrianus Andreeva, 1976 (Tajikistan)
- Yllenus bajan Prószyn'ski, 1968 (Mongolia, China)
- Yllenus bakanas Logunov & Marusik, 2003 (Kazakhstan)
- Yllenus baltistanus Caporiacco, 1935 (India)
- Yllenus bator Prószyn'ski, 1968 (Mongolia, China)
- Yllenus bucharensis Logunov & Marusik, 2003 (Uzbekistan)
- Yllenus caspicus Ponomarev, 1978 (Russia, Azerbaijan, Turkmenistan)
- Yllenus charynensis Logunov & Marusik, 2003 (Kazakhstan)
- Yllenus coreanus Prószyn'ski, 1968 (Russia, Central Asia, Korea, Mongolia)
- Yllenus dalaensis Logunov & Marusik, 2003 (Kazakhstan)
- Yllenus desertus Wesolowska, 1991 (Mongolia)
- Yllenus dunini Logunov & Marusik, 2003 (Azerbaijan, Kazakhstan)
- Yllenus erzinensis Logunov & Marusik, 2003 (Russia, Mongolia)
- Yllenus flavociliatus Simon, 1895 (Russia, Central Asia, Mongolia, China)
- Yllenus gajdosi Logunov & Marusik, 2000 (Mongolia)
- Yllenus gavdos Logunov & Marusik, 2003 (Canary Is., Spain, Crete)
- Yllenus guseinovi Logunov & Marusik, 2003 (Azerbaijan, Kazakhstan, Turkmenistan)
- Yllenus halugim Logunov & Marusik, 2003 (Israel)
- Yllenus hamifer Simon, 1895 (Mongolia)
- Yllenus horvathi Chyzer, 1891 (Hungary, Bulgaria, Romania, Ukraine)
- Yllenus improcerus Wesolowska & van Harten, 1994 (Yemen)
- Yllenus kalkamanicus Logunov & Marusik, 2000 (Kazakhstan)
- Yllenus karakumensis Logunov & Marusik, 2003 (Turkmenistan)
- Yllenus karnai Logunov & Marusik, 2003 (India)
- Yllenus knappi Wesolowska & van Harten, 1994 (Sudan, Yemen)
- Yllenus kononenkoi Logunov & Marusik, 2003 (Kyrgyzstan)
- Yllenus kotchevnik Logunov & Marusik, 2003 (Turkmenistan)
- Yllenus kulczynskii Punda, 1975 (Mongolia)
- Yllenus lyachovi Logunov & Marusik, 2000 (Kazakhstan)
- Yllenus maoniuensis (Liu, Wang & Peng, 1991) (China)
- Yllenus marusiki Logunov, 1993 (Mongolia)
- Yllenus mirabilis Logunov & Marusik, 2003 (Uzbekistan, Turkmenistan)
- Yllenus mirandus Wesolowska, 1996 (Turkmenistan)
- Yllenus mongolicus Prószyn'ski, 1968 (Russia, Central Asia, Mongolia)
- Yllenus murgabicus Logunov & Marusik, 2003 (Tajikistan)
- Yllenus namulinensis Hu, 2001 (China)
- Yllenus nigritarsis Logunov & Marusik, 2003 (Turkmenistan)
- Yllenus nurataus Logunov & Marusik, 2003 (Uzbekistan)
- Yllenus pamiricus Logunov & Marusik, 2003 (Tajikistan)
- Yllenus pavlenkoae Logunov & Marusik, 2003 (Kazakhstan)
- Yllenus pseudobajan Logunov & Marusik, 2003 (China)
- Yllenus pseudovalidus Logunov & Marusik, 2003 (Kazakhstan, Turkmenistan)
- Yllenus ranunculus Thorell, 1875 (Algeria)
- Yllenus robustior Prószyn'ski, 1968 (China)
- Yllenus rotundiorificus Logunov & Marusik, 2000 (Mongolia)
- Yllenus saliens O. P.-Cambridge, 1876 (North Africa, Saudi Arabia, Yemen)
- Yllenus salsicola (Simon, 1937) (France to Israel)
- Yllenus shakhsenem Logunov & Marusik, 2003 (Turkmenistan)
- Yllenus skalanicus Dobroruka, 2002 (Crete)
- Yllenus squamifer (Simon, 1881) (Portugal, Spain)
- Yllenus tamdybulak Logunov & Marusik, 2003 (Uzbekistan)
- Yllenus tschoni (Caporiacco, 1936) (Libya, Egypt, Israel)
- Yllenus turkestanicus Logunov & Marusik, 2003 (Central Asia)
- Yllenus tuvinicus Logunov & Marusik, 2000 (Russia)
- Yllenus uiguricus Logunov & Marusik, 2003 (Kazakhstan)
- Yllenus univittatus (Simon, 1871) (France, possibly Turkmenistan)
- Yllenus uzbekistanicus Logunov & Marusik, 2003 (Uzbekistan, Turkmenistan)
- Yllenus validus (Simon, 1889) (Central Asia to Mongolia)
- Yllenus vittatus Thorell, 1875 (Eastern Europe to Kazakhstan)
- Yllenus zhilgaensis Logunov & Marusik, 2003 (Kazakhstan)
- Yllenus zyuzini Logunov & Marusik, 2003 (Kazakhstan, Turkmenistan)

## Yogetor
Yogetor Wesolowska & Russell-Smith, 2000
- Yogetor bellus Wesolowska & Russell-Smith, 2000 (Tanzania)

## Zebraplatys
Zebraplatys Zabka, 1992
- Zebraplatys bulbus Peng, Tso & Li, 2002 (Taiwan)
- Zebraplatys fractivittata (Simon, 1909) (Western Australia)
- Zebraplatys harveyi Zabka, 1992 (South Australia to New South Wales)
- Zebraplatys keyserlingi Zabka, 1992 (Western Australia)
- Zebraplatys quinquecingulata (Simon, 1909) (Western Australia)

## Zenodorus
Zenodorus Peckham & Peckham, 1886
- Zenodorus albertisi (Thorell, 1881) (Moluccas to Queensland)
- Zenodorus arcipluvii (Peckham & Peckham, 1901) (New Hebrides, Australia)
- Zenodorus asper (Karsch, 1878) (New South Wales, New Caledonia)
- Zenodorus danae Hogg, 1915 (New Guinea)
- Zenodorus durvillei (Walckenaer, 1837) (New Guinea, Australia)
- Zenodorus formosus (Rainbow, 1899) (Solomon Is.)
- Zenodorus jucundus (Rainbow, 1912) (Queensland)
- Zenodorus juliae (Thorell, 1881) (New Guinea)
- Zenodorus lepidus (Guérin, 1834) (New Guinea)
- Zenodorus marginatus (Simon, 1902) (Queensland)
- Zenodorus metallescens (L. Koch, 1879) (Queensland, New Guinea)
- Zenodorus microphthalmus (L. Koch, 1881) (Pacific Is.)
- Zenodorus niger (Karsch, 1878) (New South Wales)
- Zenodorus obscurofemoratus (Keyserling, 1883) (New South Wales)
- Zenodorus orbiculatus (Keyserling, 1881) (Queensland, New South Wales)
- Zenodorus ponapensis Berry, Beatty & Prószyn'ski, 1996 (Caroline Is.)
- Zenodorus pupulus (Thorell, 1881) (Queensland)
- Zenodorus pusillus (Strand, 1913) (Samoa, Tahiti)
- Zenodorus rhodopae Hogg, 1915 (New Guinea)
- Zenodorus syrinx Hogg, 1915 (New Guinea)
- Zenodorus variatus Pocock, 1899 (Solomon Is.)
- Zenodorus varicans (Thorell, 1881) (Queensland)
- Zenodorus wangillus Strand, 1911 (Aru Is.)

## Zeuxippus
Zeuxippus Thorell, 1891
- Zeuxippus atellanus Thorell, 1895 (Myanmar)
- Zeuxippus histrio Thorell, 1891 (India)
- Zeuxippus pallidus Thorell, 1895 (Bangladesh, Myanmar, China, Vietnam)
- Zeuxippus yunnanensis Peng & Xie, 1995 (China)

## Zuniga
Zuniga Peckham & Peckham, 1892
- Zuniga laeta (Peckham & Peckham, 1892) (Brazil)
- Zuniga magna Peckham & Peckham, 1892 (Panama to Brazil)

## Zygoballus
Zygoballus Peckham & Peckham, 1885
- Zygoballus citri Sadana, 1991 (India)
- Zygoballus concolor Bryant, 1940 (Cuba)
- Zygoballus electus Chickering, 1946 (Panama)
- Zygoballus gracilipes Crane, 1945 (Guyana)
- Zygoballus incertus (Banks, 1929) (Panama)
- Zygoballus iridescens Banks, 1895 (USA)
- Zygoballus lineatus (Mello-Leitão, 1944) (Argentina)
- Zygoballus maculatipes Petrunkevitch, 1925 (Panama)
- Zygoballus maculatus F. O. P.-Cambridge, 1901 (Guatemala)
- Zygoballus melloleitaoi Galiano, 1980 (Argentina)
- Zygoballus minutus Peckham & Peckham, 1896 (Guatemala)
- Zygoballus narmadaensis Tikader, 1975 (India)
- Zygoballus nervosus (Peckham & Peckham, 1888) (USA)
- Zygoballus optatus Chickering, 1946 (Panama)
- Zygoballus pashanensis Tikader, 1975 (India)
- Zygoballus quaternus (Walckenaer, 1837) (USA)
- Zygoballus remotus Peckham & Peckham, 1896 (Guatemala)
- Zygoballus rufipes Peckham & Peckham, 1885 (USA to Panama)
- Zygoballus sexpunctatus (Hentz, 1845) (USA)
- Zygoballus suavis Peckham & Peckham, 1895 (Jamaica)
- Zygoballus tibialis F. O. P.-Cambridge, 1901 (Guatemala to Panama)